# 日本の鉄道事故 (2000年以降)
日本の鉄道事故（にほんのてつどうじこ）では、2000年以降に発生した日本の主な鉄道事故について記述する。運輸安全委員会（2008年10月1日以降、2008年9月30日以前は航空・鉄道事故調査委員会）の調査案件には★を付す。
なお、明確な正式名称がなかったり、同名だが別の事故が起きたりした場合、便宜上独自の事故名表記としている箇所がある。
- 1949年以前に発生した日本の鉄道事故については日本の鉄道事故 (1949年以前)を参照。
- 1950年から1999年までに発生した日本の鉄道事故については日本の鉄道事故 (1950年から1999年) を参照。
- 大きく報道された鉄道に関する事件については、日本の鉄道に関する事件を参照。

## 2000年代

### 2000年

#### 営団日比谷線中目黒駅構内列車脱線衝突事故
2000年（平成12年）3月8日 9時1分頃（列車脱線事故、列車衝突事故）
帝都高速度交通営団（現・東京メトロ）日比谷線の東急東横線直通列車が中目黒駅直前の急曲線で脱線、対向電車の側面をえぐる形で衝突し、死者5名、負傷者64名を出した。この事故で、日比谷線03系1両（03-802）が廃車になった（2001年に代替新造）。同駅付近では引き上げ線で1967年と1992年に、ほぼ同位置で1965年にも事故が発生している。

#### 京福電気鉄道越前本線列車衝突事故（永平寺町）
2000年（平成12年）12月17日 13時頃（列車衝突事故）
京福電気鉄道永平寺線の上り列車（1両編成）がブレーキ故障により分岐駅である東古市駅（現在の永平寺口駅）に停車せず、越前本線に進入し越前本線下り列車と正面衝突、上り列車の運転士1名が死亡、両列車の乗客ら24名が重軽傷を負った。
ブレーキ故障は、車体中央のブレーキシリンダから前後台車の基礎ブレーキ装置へブレーキ力を伝達する引ロッドの改造接続箇所の溶接に欠陥があり、溶接箇所が疲労破断したのが原因であり、同社の車両検査体制が問われた。

### 2001年

#### 新大久保駅ホーム転落死亡事故
2001年（平成13年）1月26日 19時14分頃（鉄道人身障害事故）
東日本旅客鉄道（JR東日本）山手線新大久保駅でホームから線路に泥酔した男性が転落し、その転落者を助けようとして2名の男性がホームから線路に飛び降りたものの、折からホームへ進入してきた電車と接触し、3名とも死亡した。

#### 福島駅駅ビル衝突事故
2001年（平成13年）4月8日 21時35分頃（列車脱線事故）
福島交通飯坂線福島駅で、飯坂温泉発福島行き列車（7000系、東急7000系の譲渡車両）のブレーキが作用せずホームを通過、車止めを乗り越え12m先の駅ビル・イーストビルに突入し乗員乗客4名が負傷した。この影響で当該車両は廃車となった。
この列車は2駅手前の美術館図書館前駅を発車後、一時車内照明が消えるなど停電に見舞われた後にブレーキ装置が故障、非常用ブレーキ装置も扱ったがこれも作用せず曽根田駅を通過、暴走状態となり事故に至った。この列車は始発前の点検では異常が見つからなかった。現代の車両では、通常は複数の独立したブレーキ装置を備えているが、これらすべてが作用しないという稀有な事例であり、原因は究明されていないが、電源装置の不良によるブレーキ装置の動作不良が疑われている。
この後、東北運輸局は福島交通に対し事故原因の早期究明と再発防止策を求める警告書を出し立ち入り検査を実施した。4月13日深夜に試験運転を行い、翌日の始発から運転を再開した。

#### 東海道線富士駅冒進阻害事故
2001年（平成13年）4月18日（信号違反、線路障害）
東海旅客鉄道（JR東海）東海道本線富士駅で下り貨物列車が、出発信号機の停止現示を見落として進行。東海型過走防止装置により停止したが、同駅始発電車列車に向けられた出発信号機の進行現示を自列車のものと勘違いし、ポイントの開通方向が違うのに気付かずATS停止を無断解除して出発した。駅側がそれに気づき、始発電車の防護無線を発報したが間に合わず、非開通のポイントを割り込んで破損した。
当日は貨物列車が約10分遅れだったことから富士駅始発列車を先行させることとし、貨物列車が到着する番線の出発信号機に「停止」を現示したが、この停止信号を見落として進行したため場内信号による注意現示速度以下の速度で出発信号80m外方の過走防止速度照査が動作して非常制動が働き、75m冒進して停止した。
運転士は4つのエラーを冒したが、特に指令の許可を得ずにATSを解除して出発したことで衝突が危惧される事態となり、JR東海は日本貨物鉄道（JR貨物）に再発防止を求めた。
背景として、ATS-Sxが冒進前提の防御で、停止後は運転士に停止理由が見えないことで遅れ回復の気持ちに押され見落とし、思い違いのままの行動が続いてしまったことが挙げられる。運転士が場内信号も見落としていた場合、注意現示以下に対応する東海型過走防止装置の防御対象外であることから宿毛事故のような高速冒進となる危険があることを示した。

#### 京福電気鉄道越前本線列車衝突事故（勝山市）
2001年（平成13年）6月24日 18時頃（列車衝突事故）
京福電気鉄道越前本線（現・えちぜん鉄道勝山永平寺線）保田駅 - 発坂駅間で、勝山発福井行き上り普通列車（1両編成）と福井発勝山行き下り急行列車が正面衝突し、乗員乗客24名が重軽傷を負った。
事故原因は、本来途中駅で対向する急行列車とすれ違う必要があったのを普通列車の運転士が信号を確認せず早発したという人為ミスだった。2000年12月17日の事故の約半年後に再び衝突事故を起こした京福電気鉄道は厳しい批判を受け、福井地区各線の運行が停止に追い込まれた。

### 2002年

#### 名鉄新羽島駅電車衝突事故
★2002年（平成14年）1月3日 10時頃（列車脱線事故）
岐阜県羽島市の名古屋鉄道羽島線新羽島駅構内で、笠松発新羽島行き普通電車（3100系3121編成・2両）が車止めに衝突、先頭車両の前部2.5mが高架橋終端から突き出て停止した。けが人はなかった。
原因は降雪時に耐雪ブレーキを使用せずに運転し、氷塊詰まりにより制動力が極端に落ちたものと推定された。この事故を受けて名鉄では耐雪ブレーキの使用基準などを改めた。また、ホームの長さを2両に短縮し、ドアカットを行う措置を一時的に行った。

#### 鹿児島線列車衝突事故
★2002年（平成14年）2月22日 21時30分頃（列車衝突事故）
福岡県宗像市の九州旅客鉄道（JR九州）鹿児島本線海老津駅 - 教育大前駅間で、門司港発荒尾行き普通列車（811系＋813系7両編成）がイノシシに衝突し車両点検のために停止中、無閉塞運転で進行してきた後続の門司港発荒木行き快速列車（813系5両編成）が追突し134名が重軽傷を負った。
後続列車が中継信号機の進行現示を自列車に対するものと勘違いし、無閉塞運転取扱規則に反して加速したのが原因。
車体はテレスコーピング現象による衝撃で各車とも車端部が破損しており、全車が廃車となった。なお先行列車の先頭車両の前頭部（811系）は九州鉄道記念館の運転シミュレーターとして活用されている。また、事故廃車になった813系は被害を受けてない部品がのちに製造された300番台に再利用されている。

#### 真岡鐵道真岡線久下田駅構内列車脱線事故
★2002年（平成14年）8月1日 12時18分頃（列車脱線事故）
真岡鐵道真岡線（特殊自動閉塞・CTC付帯）久下田駅で、隣のひぐち駅で故障し走行不能となった営業列車（下館発茂木行き、モオカ63形気動車1両）を連結して救援した列車（同じくモオカ63形気動車1両）が久下田駅構内のひぐち駅方にある11号転轍器へ進入したところ脱線した。
原因は運転指令員が信号および転轍器に対しマニュアルと異なる誤った取り扱いをしたためであった。運転指令員はひぐち駅の両隣である久下田駅と折本駅の間を伝令法による運転に切り替え、ひぐち駅の3駅先の真岡駅から救援列車と要員を派遣し、故障車をひぐち駅から真岡駅まで牽引しようとしたが、救援列車をひぐち駅へ向かわせる際に久下田駅の11号転轍器鎖錠を手動解錠しなかったため、救援列車が通過した時に転轍転換器を破損して半開きのまま固着した。転轍器が破損して復位しないので久下田駅場内信号は停止現示のままになり、故障列車を牽引してひぐち駅から戻ってきた救援列車が再び久下田駅に進入できなくなった。運転指令員は久下田駅の場内信号が停止現示から切り替わらない理由が分からず、場内代用テコで強制的に場内信号を進行現示として救援列車を久下田駅に進入させた。救援列車は損傷した11号転轍機上を通過し、先頭車前方2軸が脱線した。
救援列車の運転士は運転歴29年のベテランで訓練・検査も行われており、異常も無く正常に運転していたが、当時の運転指令員が運転士と兼務の上に運転士の仕事ばかりで全く訓練や検査も行われていなかった。指令業務に不安を覚えた運転指令員は、茂木駅で別の作業をしていた信号関係ベテランの工務区副長の助言を受けながら運転取扱をしていたが、工務区副長も助言を誤り、関係者が誰もその誤りに気づかなかったために誤った取扱が実施された。さらに人員不足で折本駅に臨時の駅長が派遣されなかったこと、久下田駅に派遣された派遣駅長も訓練を受けておらず代用手信号の現示や転轍機確認を怠ったこと、信号に関する知識の乏しい者を久下田駅派遣信号係としたことなど、複数の対応の誤りが招いた事故であった。

#### 名鉄名古屋本線衝突脱線事故
★2002年（平成14年）9月26日 8時32分頃（列車脱線事故）
名古屋鉄道名古屋本線新岐阜（現・名鉄岐阜）発豊橋行き特急列車（8両編成。1030系・1230系1134編成6両＋1800系1804編成2両。乗員3名、乗客約900人乗車）が、名古屋本線奥田駅 - 大里駅間にある大里8号踏切（稲沢市奥田堀畑町地内）付近の軌道内で普通乗用車（ホンダ・プレリュード〈4代目〉）と衝突。うち前2両が大きく脱線し、特に先頭車両は線路の東側に設けられていたコンクリート製暗渠の用水路に乗り上げた状態で停止した。
普通乗用車を運転していたスリランカ人1名が死亡、列車の乗客21名と運転士、車掌各1名の計23名が負傷した。通勤ラッシュ時間帯で脱線した特急列車には多くの乗客が乗っていたため負傷者が多数発生した。なお、事故当時対向列車が事故現場へ近づいていたが、脱線列車が架線柱をなぎ倒したことから停電となり、現場直前で停止したため、さらなる大惨事は免れた。
事故の原因は普通乗用車（盗難車）が遮断桿が下がっていた踏切内に進入、踏切内で脱輪した上に線路上を新名古屋（現・名鉄名古屋）方面に走行し、これに追突した列車が乗用車を巻き込んで脱線したためである。
事故車両のうち後方に連結されていた1800系2両はそのまま修理された。残りの6両のうち大破した1030系2両は事故廃車となったものの、1230系4両は豊橋寄りの中間車に運転台を取り付ける工事を行い、新たな固定編成の1380系として改造された。

#### 東海道線救急隊員死傷事故

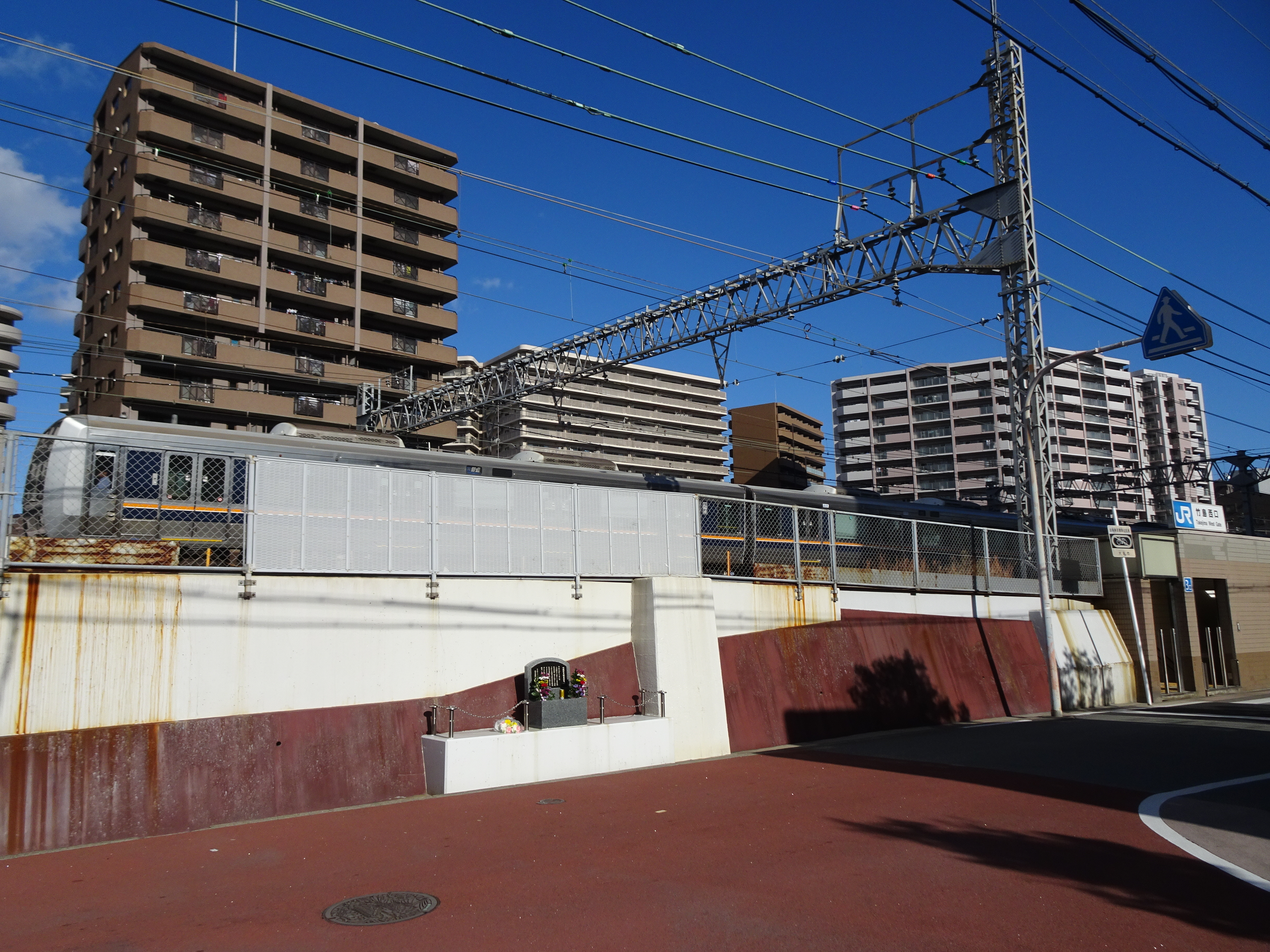
現場付近に建立されている慰霊碑

★2002年（平成14年）11月6日 19時45分頃（鉄道人身障害事故）
西日本旅客鉄道（JR西日本）の東海道本線（JR神戸線）塚本駅 - 尼崎駅間で、フェンスを乗り越え線路内で遊んでいて大阪発姫路行き新快速にはねられた中学生を救助中の救急隊員2名が、後続の京都発鳥取行き特急「スーパーはくと11号」にはねられ、1名が殉職、もう1名も重傷を負った。
当時のJR西日本に人身事故発生時の明確なマニュアルがなく、現場を監視していた同社社員と同社運転指令所との連携がうまくいかなかったため、運転指令所が現場の状況を正確に把握しないまま運行再開を指示したことが原因の一つであるとされている。なお、のちの裁判では社員に関しては無罪、指令所員に対しては有罪判決が下されている。
後にJR福知山線脱線事故が発生した際、同社の運行管理体制のずさんさを指摘する例としてこの事故が報道などで再び取り上げられることにもなった。
この事故ではきっかけとなった中学生の線路侵入による人身事故で運転抑止が長引くことによって、JR西日本が乗客からの苦情が殺到することを恐れていたことが指摘されている。なお、この事故以降、JR線人身事故時の警察による現場検証などによる運転抑止時間が、安全確保を理由に、それまでの平均20 - 30分から平均1時間以上を要するようになった。
現場付近には慰霊碑が設置されており、JR西日本の社員によって手入れがされている。
外部リンク：JR東海道線で救急隊員轢死 - 失敗知識データベース

### 2003年

#### 長崎本線特急列車脱線転覆事故

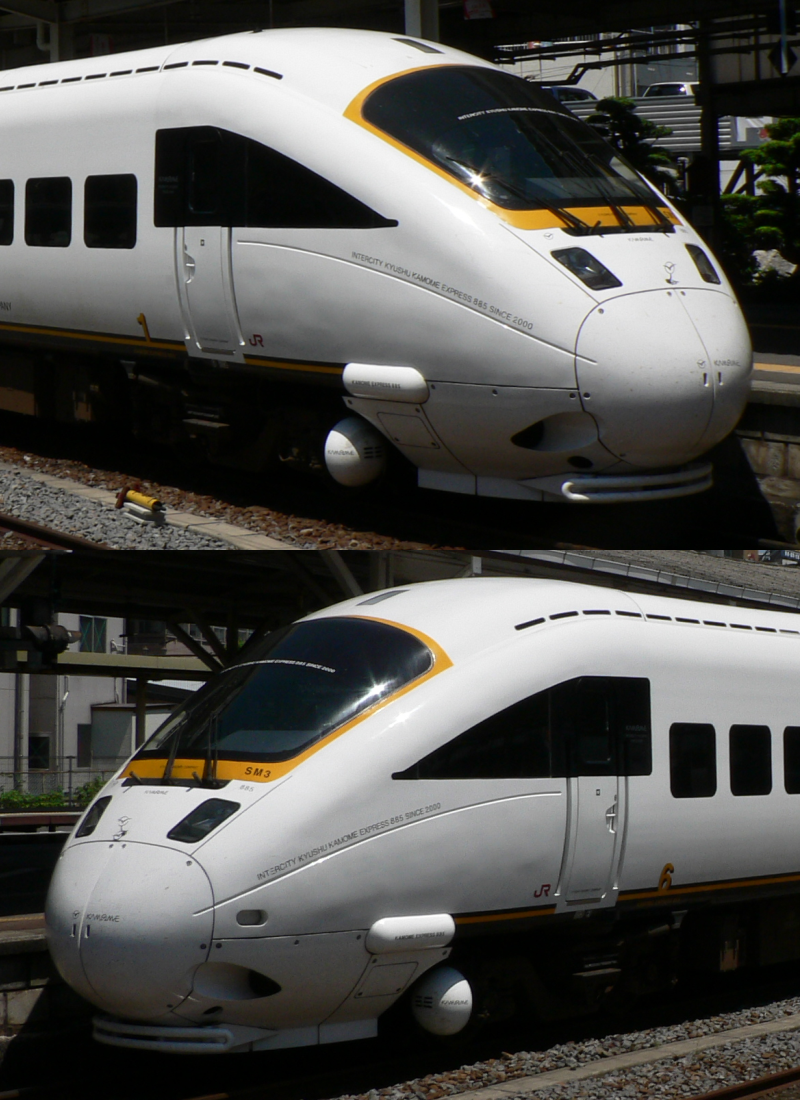
事故に遭ったSM3編成。下画像が代替製造された400番台。

★2003年（平成15年）7月18日 21時45分頃（列車脱線事故）
長崎県諫早市のJR九州長崎本線肥前長田駅 - 小江駅間で、長崎発博多行き特急「かもめ46号」（885系SM3編成・6両。乗員2名、乗客76名）が大雨により線路横ののり面から線路上に崩れた岩石に衝突し脱線、転覆した。
この事故で運転士と乗客36名が重軽傷（2両目に乗っていた2名が重傷、運転士と1両目に乗っていた34名が軽傷）。脱線車両の落下場所が梅雨期の水田で衝撃を和らげたこともあり、負傷者は比較的少数で済んだ。岩石は直径80cm・質量約130kgで、線路脇の斜面にあったものが降雨による地盤の緩みで落下したものと思われ、線路周囲の法面の点検の徹底が国土交通省から指示された。
被災した編成のうち、特に損傷の激しかったクモハ885-3・モハ885-3・サハ885-3の3両は事故現場が水田で重機が搬入できないことから、そのまま現場で解体された。約半年後に885系400番台が代替製造されている。また、この事故の影響で長崎本線の湯江 - 諫早間が数日間運休になった。

#### 名鉄新岐阜駅電車衝突事故
★2003年（平成15年）10月18日 17時15分頃 （列車脱線事故）
岐阜県岐阜市の名古屋鉄道名古屋本線新岐阜駅構内で、豊川稲荷発新岐阜行き急行列車（3100系＋3500系・6両編成。乗員2名、乗客約60名）が所定位置で停車せずに5.7m通り過ぎてホーム端の車止めに衝突、1両目と3両目が脱線し乗客4名が軽傷を負った。
原因は運転士の体調不良による運転操作ミスとされる。運転士が駅進入の際に気を失って運転レバー（主幹制御器）に倒れ込み、加速の向きに操作したため。運転士は事故後の精密検査で睡眠時無呼吸症候群（SAS） の疑いがあると診断された。なお、運転士は新岐阜駅進入の前までは正常に減速運転を行っていたため、2年後に発生した土佐くろしお鉄道宿毛駅衝突事故のような最悪の事態は免れることができた。
この事故を受けて名鉄では以降導入する車両に対し、運転台の主幹制御器をボタンを押さないと力行側に操作できなくするものに変更した。また、事故現場となった新岐阜駅名古屋本線ホームには油圧式の車止めと過走防止用（速度照査用ではない）のATSが設置された。

### 2004年

#### 飯田線列車脱線転覆事故
★2004年（平成16年）10月20日 22時50分頃（列車脱線事故）
長野県上伊那郡辰野町のJR東海飯田線羽場駅 - 伊那新町駅間で、天竜峡発辰野行き普通列車（119系2両編成）が脱線転覆し約3m下へ落下、乗客乗員4名が軽傷を負った。
事故当時は台風23号による大雨の影響で盛土が流出していた。事故車両は2006年3月28日付で廃車となった。

#### 上越新幹線脱線事故
★2004年（平成16年）10月23日 17時56分頃（列車脱線事故）
17時56分頃に新潟県中越地震が発生。震央（いわゆる震源地）に近い上越新幹線浦佐駅 - 長岡駅間を走行中だった東京発新潟行き「とき325号」（200系K25編成・10両）のうち7・6号車を除く8両が脱線した。地震発生当時、同列車は長岡駅への停車のため約200km/hに減速して走行中だったが、早期地震検知警報システム「ユレダス」による非常ブレーキが作動し長岡駅の東京寄り約5kmの地点で停車した。
自然災害が直接の原因とはいえ、新幹線の営業列車が脱線した初の事例（回送列車では既に1973年の東海道新幹線鳥飼基地における冒進脱線事故などがある）となったが、高架橋が頑強に造られており倒壊を免れたこと、脱線はしたものの転覆に至らなかったこと、偶然にも対向列車が無かったことなどが幸いし、死者・負傷者は発生しなかった。

### 2005年

#### 土佐くろしお鉄道宿毛駅列車衝突事故
★2005年（平成17年）3月2日 20時41分頃（列車脱線事故）
高知県宿毛市の土佐くろしお鉄道宿毛線宿毛駅構内で、岡山発宿毛行き特急「南風17号」（JR四国2000系気動車3両・乗客11名）が、同駅構内の場内信号が現示していた注意信号の制限速度である45km/hを大きく超えた速度で宿毛駅に進入し、頭端式（行き止まり式）ホームの車止めを突破して駅舎に激突して、地上に転落した。
この事故で運転士が死亡し、車掌1名、乗客10名が負傷した。事故車両は廃車となり、宿毛駅の駅舎が大破し、半年以上にわたって駅舎の使用停止・部分運休を余儀なくされた。

#### 東武伊勢崎線竹ノ塚駅踏切死傷事故

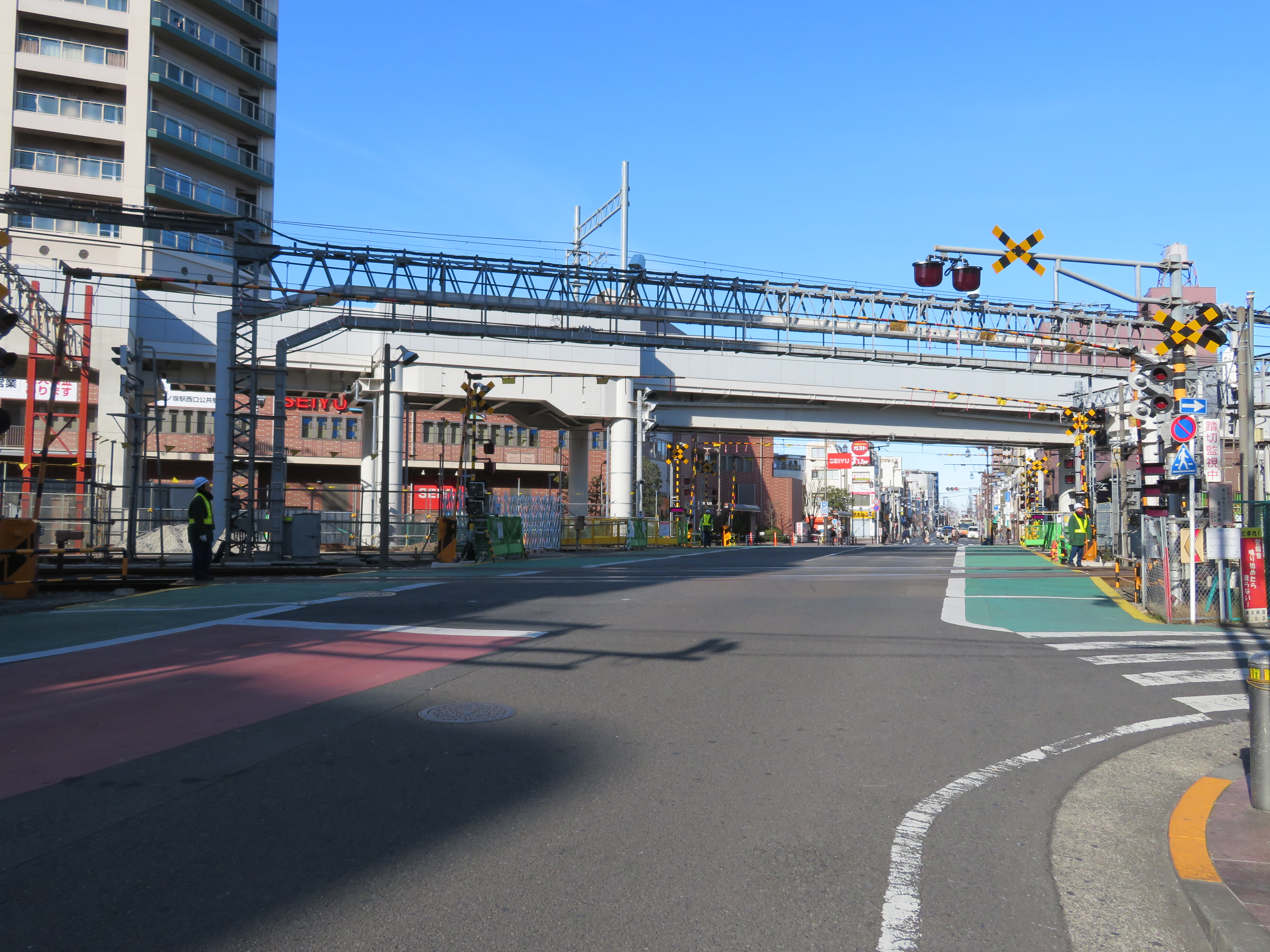
連続立体交差事業中の伊勢崎線第37号踏切道（2018年1月）

2005年（平成17年）3月15日 16時50分頃（踏切障害事故）
東京都足立区の東武鉄道伊勢崎線竹ノ塚駅南側の伊勢崎線第37号踏切で、女性4名が浅草行き上り準急（当時）にはねられ、2名が死亡し2名が負傷した。
当時、この踏切は手動式（第1種乙踏切）であり、東武鉄道の係員が操作していた。事故発生前の列車が通過後に列車の接近を知らせる警報ランプが点灯したが、次の準急列車通過までに余裕があると踏切警手が思い込み、遮断機のロックを解除して2 - 3メートル上げてしまうという操作が原因だった。
東武伊勢崎線は北千住駅 - 北越谷駅間を複々線化する際、同時に西新井駅 - 竹ノ塚駅間の一区間を除き高架・立体交差化を行っていた。この区間は竹ノ塚駅のすぐ南側に東京地下鉄（東京メトロ）の千住検車区竹ノ塚分室が立地しているなどの理由により高架化が困難なため、踏切をそのまま残して平面交差のままとしていたと東武鉄道は説明した。その一方で、同分室への入出庫列車や駅北側でも当駅始発・終着列車用留置線との出入りが頻繁にあったため、どちらもいわゆる「開かずの踏切」となっており、自動化すると遮断時間が長くなる恐れがあったため手動踏切として残されていた。
しかしながら、輻輳するダイヤの影響で、踏切の待ち時間は長ければ20分以上に至ることもあり、列車が通過して遮断機が開いたかと思いきや、すぐさま警報機が作動して遮断機が再び降りるという現象も頻繁に発生していたため、利用客からの苦情が絶えなかった。さらに、悪質な者は詰め所のドアを蹴ったり、警手に対して罵声を浴びせていた。精神的圧迫を感じていた警手らは「一人でも多くの待ち時間を減らしたい」と考え、焦って踏切に駆け込んできた横断者に対して、違法であることを知りつつロックの解除を行った。この踏切を操作していた警手は2006年2月に業務上過失致死傷罪で、東京地方裁判所より禁錮1年6か月の実刑判決を受けている。
事故後、東武線内に存在していた手動踏切はすべて自動化され、竹ノ塚駅の前後に存在する踏切では踏切道の拡幅や歩道橋の設置が行われた。また、京成電鉄京成高砂駅にあった手動踏切も自動化された。
さらに国土交通省もこの事故を踏まえて踏切対策のスピードアップを図る方針としている。
この事故をきっかけに現場付近は立体交差化されることになった。制度が改正されたことなどにより2011年3月31日には都市計画が決定し、12月20日には東京都から事業認可を取得、翌2012年11月4日に起工式を迎えた。事故発生から約7年7か月での工事着手は異例の早さである。その後、2022年3月に本線の高架化が完了し、現場を含む竹ノ塚駅前後の踏切も廃止された。

#### 福知山線列車脱線転覆事故（JR宝塚線脱線転覆事故）
★2005年（平成17年）4月25日 9時18分頃（列車脱線事故）
兵庫県尼崎市のJR西日本福知山線（JR宝塚線）塚口駅 - 尼崎駅間の曲線で、列車の遅延回復のための速度超過運転などが原因となり、宝塚発同志社前行き上り快速列車（207系7両編成）が脱線・転覆。特に前方の2両目は脱線・転覆後、線路脇のマンションに激突し、さらに3両目から側面衝突されて耐震設計マンションの柱に巻きつく形で大破したため、1階駐車場へ突入した1両目よりも大勢の死傷者が出た。このとき、列車は制限速度70km/hのカーブに116km/hで進入していた。
この事故で運転士1名と乗客106名が死亡し、562名が負傷した。死者の数は鉄道事故としてはJR発足以降および平成年間を通じて最悪で、鉄道事故全般では歴代7番目に多い。また国土交通省航空・鉄道事故調査委員会がまとめた事故報告の事実関係の記述だけで300ページ超と、1985年に発生した日本航空123便墜落事故報告書を上回り、日本の事故調査報告書としては過去最大の分量となる大事故となった。
この事故が日本国内でのトリアージの初の本格運用例となった。
事故車両のうち、損傷が激しかった進行方向前寄り4両は現地解体されたが、被害が少なかった後寄りの3両は、事故の風化防止に役立てるため、解体せず遺族の手記とともに鉄道施設に展示される予定とされた。そして2018年（平成30年）11月17日、事故の風化防止および社員教育活用のため当該車両を保存する意向が正式に発表された。

#### 新飯塚駅構内列車衝突事故
★2005年（平成17年）8月6日 13時42分頃（列車衝突事故〈逸走に伴うもの〉）
福岡県飯塚市のJR九州後藤寺線・新飯塚駅構内で、直方駅寄りにある引上線に留置されていた車両（キハ40形気動車1両編成）が下り勾配により逸走し、発車待ちをしていた田川後藤寺行き普通列車（キハ40形気動車1両編成）に低速（おおむね15km/h以下）で衝突した。
この事故で普通列車の運転士1名が負傷した。乗客には死傷者なし。逸走車両と普通列車双方の連結器が破損した。
留置車両に手歯止（車輪止ブロック）を使用せずに長時間留置されたため、自動ブレーキの定圧空気タンクの配管接続部分から圧縮空気が徐々に漏れ出し、ブレーキが自然緩解したのが原因とされた。

#### 羽越線特急脱線転覆事故
★2005年（平成17年）12月25日 19時14分頃（列車脱線事故）
山形県東田川郡庄内町榎木のJR東日本羽越本線北余目駅 - 砂越駅間の第2最上川橋梁で、秋田発新潟行き特急「いなほ14号」（485系3000番台6両編成）が橋梁通過直後に全車両が脱線し、先頭車両は沿線にある家畜共同団地内の養豚場に隣接する堆肥小屋に激突・大破した。
この事故により先頭車両に乗っていた5名が死亡、33名が重軽傷を負った。突風が原因とされている。
その後突風対策として余目駅にドップラーレーダーが設置され、線路沿いには防風フェンスが設置された。

### 2006年

#### 伯備線保線作業員死傷事故
2006年（平成18年）1月24日 13時20分頃（鉄道人身障害事故）
鳥取県日野郡江府町武庫のJR西日本伯備線の単線区間で、線路内で保線作業中だった同社米子支社の作業員5人が岡山発出雲市行き特急「スーパーやくも9号」にはねられ、3人が死亡、2人が負傷した。
事故を起こした「スーパーやくも9号」は岡山駅で遅れていた山陽新幹線の接続を待ち合わせたため15分程度遅れていた。
この事故では、当時の米子支社の作業責任者が輸送指令から「スーパーやくも9号」の遅れを伝えられていたが、既に同列車が通過したと勘違いして当該列車とは逆方向に当たる上り列車を警戒するように見張員を誤って配置して作業を開始したことが一因とされる。
2008年3月、鳥取地方裁判所米子支部は作業責任者に対して禁錮3年・執行猶予5年の有罪判決を言い渡した。その上でJR西日本の安全対策の不十分さも指摘した。
なお、同線では1969年2月にも同様の接触事故が発生しており、この時には6人が死亡している。

#### 京王井の頭線吉祥寺駅衝突事故
★2006年（平成18年）4月21日 （軌道、列車衝突事故）
東京都武蔵野市の京王井の頭線吉祥寺駅で、渋谷発吉祥寺行き急行電車（3000系5両編成）が、終点の吉祥寺駅で過走防止装置の動作により正規の停止位置より手前に停車した。その後、正規の停止位置まで移動するため再起動したところ、制動操作が遅れ車止めの手前にある防護枕木に接触した。この事故により乗客1名が負傷し、1時間ほど運転を見合わせた。
事故後、京王電鉄の全乗務員に対し車庫内での実技訓練を実施したほか、正規の停止位置より手前に停止した場合でも、車掌の判断によりそのまま客の乗降を扱えるようにする決まりを設けた。事故現場の吉祥寺駅では、停車位置目標を今までより5m手前へ移設し、目立つ位置に設置するなどの対策を取った。

#### 都電荒川線追突事故
★2006年（平成18年）6月13日 9時35分頃（軌道、列車衝突事故）
東京都北区の東京都交通局都電荒川線で営業電車ダイヤ間に投入された試運転電車（7000形7020号）が、梶原停留場 - 栄町停留場間で、34km/hから常用ブレーキを最大まで効かせて停止させるブレーキ性能試験を予定どおり実施した。しかし、車間の詰まっていた後続の営業電車（7500形7505号）が止まりきれず追突し、乗客27名および試運転担当者3名が負傷した（うち乗客1名重傷）。
原因解析の結果、車間距離が100m以下に縮まっていたにもかかわらず、追突した電車は約33km/hに加速していたために、非常ブレーキを用いても10km/h程度で衝突してしまったことが分かった。
事故電車運転士を含む荒川線運転士の誰も、試運転電車のブレーキ性能試験を行うことはもとより試運転があると知らされていなかった。また「軌道運転規則」の「先行車両との距離が100ｍ以下のときの運転速度は15km/h以下とする」という規定は形骸化し、教育訓練で徹底されることもなかった。
追突した7500形は緩衝器等が修理されて運用に復帰したが、追突された7000形は緩衝器脱落、空気配管と電線管の損傷のほか、車体台枠の折れ曲がりで床面が盛り上がるなどのダメージが酷かったため、事故後廃車となった。
また後続車から先行車の制動がわかりづらいことも原因のひとつと考えられたため、この事故を受けて荒川線に在籍する全車両に赤色のブレーキランプが取り付けられた。事故後に入線した9000形・8800形・8900形も新製当初から取り付けられている。そのほか、ブレーキ試験時に黄色回転灯を使うことになった。

#### 日豊本線脱線転覆事故
★2006年（平成18年）9月17日 13時50分頃（列車脱線事故）
宮崎県延岡市のJR九州日豊本線延岡駅 - 南延岡駅間（南延岡駅構内）で、別府発宮崎空港行き特急「にちりん9号」が、徐行で南延岡駅に進入中に台風13号の接近によって発達した積乱雲に伴う竜巻にあおられ、先頭2両が脱線・横転。乗客と運転士あわせて6人が負傷する事故となった。

#### 津山線列車脱線事故
★2006年（平成18年）11月19日 5時32分頃（列車脱線事故、線路障害）
岡山県岡山市のJR西日本津山線玉柏駅 - 牧山駅間を走行中の津山発岡山行き普通列車（キハ120形気動車2両編成）が、運転士が前方の線路上に笹が倒れているのを視認したため非常制動を執ったが、その箇所で左側に傾き脱線・転覆した。乗客25名と運転士1名が乗車しており、重傷2人、軽傷24人と全員が負傷した。
脱線の原因は線路から100m上の斜面の岩盤から風化作用によって落石（推定110t）が発生し、落下の途中でレールに当たって損傷させたため。なお同区間は落石防止工事が必要となり、2007年（平成19年）3月18日まで不通になった。

### 2007年

#### 川越線指扇駅 - 日進駅間列車火災事故
★2007年1月21日 8時8分頃（列車火災事故〈踏切障害に伴うもの〉、列車脱線事故）
埼玉県さいたま市北区のJR東日本川越線指扇駅 - 日進駅間（現・西大宮駅 - 日進駅間）を走行中の川越発埼京線・東京臨海高速鉄道りんかい線直通新木場行き上り列車（205系電車10両編成、列車番号708F）が、日進第一踏切（起点の大宮から約4.1 km）で小型乗用車と衝突した。列車の運転士は時速約70 kmで走行中、遮断機が作動しているのにもかかわらず踏切の手前で進行方向左手から乗用車が踏切に進入してくるのを認め、非常ブレーキをかけるも間に合わず列車は乗用車に衝突した。乗用車を運転していた21歳の女性は死亡、列車は踏切を約160 m過ぎて停止した。乗用車の衝突により10〜7号車を損傷させ、乗用車は4号車（モハ204-388）の進行方向左側付近で激しく炎上した。これにより4号車の窓ガラスが破損し、列車の外板および客室内の座席などに類焼した。ブレーキ系統も損傷したため当該列車は自走不能かつブレーキ動作不能となった。
被災車両後方から救援列車（205系電車10両編成）を連結の後、逆向きに走行して高麗川駅方面へ救援運転を実施するも、ATS-PのP開放スイッチを取り扱わず、代わりに列車司令の指示のもと60秒間だけATS-Pによるブレーキ指令を停止させるスイッチを取り扱うことで代用したため、ATS-P車上子が本来受信すべきでない（ATS-P地上装置の設定運転方向は池袋方面向きであり、線内に列車が在線する状態では設定運転方向は変更できない仕様だった）進行逆方向の信号を拾い、存在しない信号機に対する速度照査パターンを発生させた。このため13時1分頃、救援列車にはATS-Pによる常用最大ブレーキが作用したが事故編成はブレーキが作動しない状態のため、座屈を起こし救援列車の最後部台車が脱線した。これら連続2件の事故の影響で川越線は終日運転を見合わせた。乗用車と衝突した編成の中間車2両（モハ205-386・モハ204-388）は廃車され、代替として京葉車両センターの205系ケヨ21編成に組成されていた中間車2両（モハ205-277・モハ204-277）を組み込んで運用に復帰した｡

#### 東武東上線ときわ台駅構内死傷事故
2007年（平成19年）2月6日 19時30分頃（鉄道人身障害事故）
東京都板橋区の東武鉄道東上本線ときわ台駅で、小川町行きの急行電車（10030系10両編成）が、60km/hでときわ台駅を通過する際に、自殺を図った女性（当時39歳）と女性を止めようとした警視庁板橋署常盤台交番の宮本邦彦巡査部長（当時53歳、二階級特例特進で警部に）に衝突。宮本巡査部長は重体に陥り、その後2月12日に殉職。女性は腰を骨折する重傷を負ったものの、一命は取り留めた。

#### 石北線列車脱線事故
★2007年（平成19年）3月1日 8時20分頃（列車脱線事故〈踏切障害に伴うもの〉）
北海道網走郡美幌町のJR石北本線美幌駅 - 緋牛内駅間の踏切で、網走発北見行きの普通列車（キハ54 520 1両編成）が木材を運搬中の大型トレーラーと衝突し、全ての車軸が脱線した。この事故で、列車は前面を中心に激しい損傷を受け、主幹制御器とブレーキ弁に両膝を挟まれて運転士が重傷を負うなど、列車側の乗客乗員合わせて51名が負傷した。事故車両は現場検証後に廃車となり、現地で解体されている。
事故原因はトレーラー側の運転手の前方不注意によるもので、運転手は積荷の状態について考え事をしていたと認めている。これにより、トレーラー側の運転手は業務上過失傷害などの疑いで北海道警察に逮捕され、後に執行猶予付きの有罪判決が確定している。

#### 新潟県中越沖地震による事故
★2007年（平成19年）7月16日 10時13分頃（列車脱線事故〈新潟県中越沖地震によるもの〉）
越後線柏崎駅0番線で停車中だった115系2両編成（S1編成）が地震で吉田寄りの1両が横転した。
その後当車両は長野総合車両センターに入場し、同年12月25日に出場、運用に復帰した。

#### 東海道本線共和駅構内死亡事故
2007年（平成19年）12月7日（鉄道人身障害事故）
愛知県大府市のJR東海道本線共和駅構内で、認知症の症状が出て徘徊していた当時91歳の男性が快速列車にはねられ死亡した。死亡した男性は、当時「要介護4」の認定を受けていたが、家族が目を離した隙に外出し徘徊していた模様である。
この事故でJR東海は、遺族との賠償協議が合意に至らなかったことから、2010年に名古屋地方裁判所に、運行に支障が出たなどとして提訴。一審は男性の長男と妻の双方の責任を認め、2人に合わせて720万円の支払いを命じ、遺族側が控訴。二審の名古屋高等裁判所は、長男への請求は退けたものの、男性の妻に359万円の支払いを命じ、遺族とJR東海の双方が上告。2016年3月1日に最高裁判所第三小法廷は「介護する家族に賠償責任があるかどうかは、生活状況などを総合的に考慮し決めるべき」とした上で「男性の妻と長男は監督義務者には該当せず、賠償責任はない」として、遺族側勝訴の逆転判決を言い渡した。

### 2008年

#### 阿佐海岸鉄道阿佐東線回送列車脱線事故
2008年（平成20年）6月30日 21時30分頃（列車脱線事故）
徳島県海部郡海陽町の阿佐海岸鉄道阿佐東線宍喰駅から車庫に入ろうとした回送列車（ASA201）が、ブレーキが遅れたため、車止めを乗り越えて脱線。当該車両は廃車となった。

#### 近鉄鈴鹿線三日市駅構内列車火災事故
★2008年（平成20年）8月12日 23時45分頃（列車火災事故、電気火災事故）
三重県鈴鹿市の近鉄鈴鹿線鈴鹿市駅 - 三日市駅間を走行中の伊勢若松発平田町行き最終普通電車（1010系3両編成）の2両目（モ1062）の床下から発煙。三日市駅で停車中に発火して床下や座席が焼けたため運転が打ち切られた。死傷者はなし。
原因は、床下機器の断流器および断流器箱取付部の絶縁が低下して短絡状態となり、異常電流が流れたことによるものとみられる。
事故を起こした車両は復旧後の2011年1月2日にも同一区間で再び発煙するトラブルを起こしたため、後に編成から外され、電装を取り外して付随車化してサ8177に改番され、奈良線8600系サ8167（1972年の奈良線爆破事件被災車を復旧したもの）の差し替え更新に利用された。

#### 京王高尾線脱線事故
☆ 2008年（平成21年）8月28日 23時52分頃（列車脱線事故）
京王高尾線高尾山口 - 高尾駅間を走行中の高尾山口発高幡不動行き各駅停車（8000系8728編成・8両）がトンネル出口付近に土砂が流入しているのを発見し、非常ブレーキを手配したが間に合わずに乗り上げ、先頭車が脱線し前面と右側面を損傷した。列車には乗客が乗っておらず、運転士と車掌にけがはなかった。
この事故で、京王線は高尾駅 - 高尾山口駅間で翌8月29日いっぱい運転を見合わせ、30日10時頃に運転を再開した。
国土交通省の運輸安全委員会は調査を実施し、事故から約半年後の2009年3月27日に調査報告書を発表した。事故当時高尾 - 高尾山口間では気象庁観測で1時間に約70mmの非常に激しい雨が降っていたが、京王社内には降雨による運転規制の具体的な基準がなかった。
事故編成の8728編成うちクハ8728が2009年3月に廃車となり、同年12月に8714編成（元8814編成）クハ8814を2代目クハ8728に改番し復旧した。また、8714編成は、12月に東急車輛で製造されたサハ8564がクハ8814の位置に組み込まれた。

#### 青梅線踏切事故
★2008年（平成20年）9月8日 18時25分頃（列車脱線事故〈踏切障害に伴うもの〉）
東京都青梅市のJR東日本青梅線青梅駅 - 東青梅駅間を走行中の青梅発立川行き各駅停車（E233系0番台・10両編成）と踏切内で立ち往生していたトラックが激突。トラックは大破し、電車も車体が損傷し先頭車の前台車第1軸が左側に脱線した。
被災したE233系の前寄り6両（青661編成・川崎重工業製）は大きく損傷しており、編成最後尾の1両以外の5両が新津車両製作所で車体を新製し修復扱いで復旧した。大きく損傷した前述した5両は東京総合車両センターで解体された。
トラックの運転者が軽傷を負ったが、E233系特有の衝撃吸収構造や、クラッシャブルゾーンが備えられていたこともあり、電車の乗務員・乗客に死傷者は出なかった。
国土交通省航空・鉄道事故調査委員会は同日、調査官2人を現場に派遣した。
事故後、南北の交差点の踏切側に大型貨物自動車等通行止めの標識が設置された。

#### 阪急甲陽線甲陽園駅脱線事故
★2008年（平成20年）9月20日（列車脱線事故）
阪急甲陽線の終点・甲陽園駅に列車（6000系3両編成）が進入途中、レールの摩耗変形が基準値を超えたことにより、2両目と最後尾の車両が脱線した。
この事故を契機に甲陽園駅は改良工事に着手し、棒線化された。

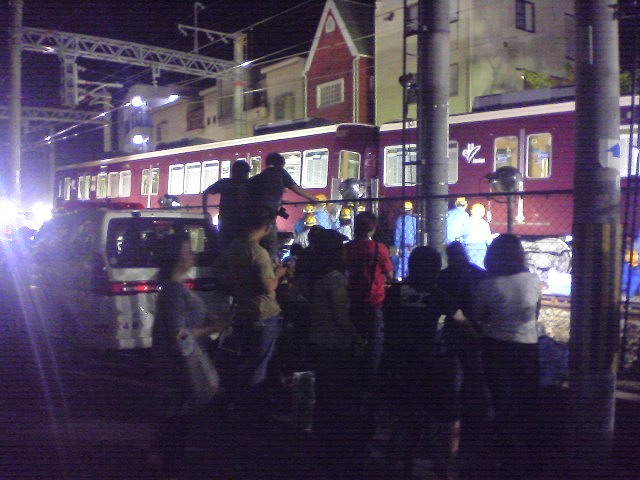
脱線した列車
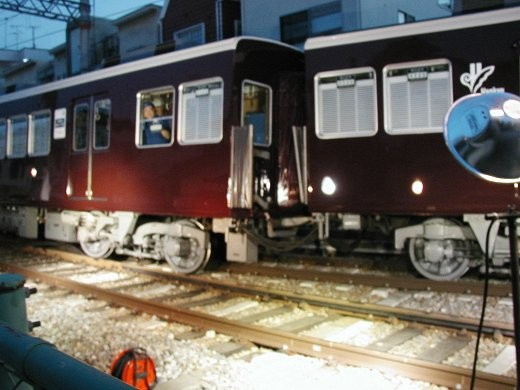
脱線した列車
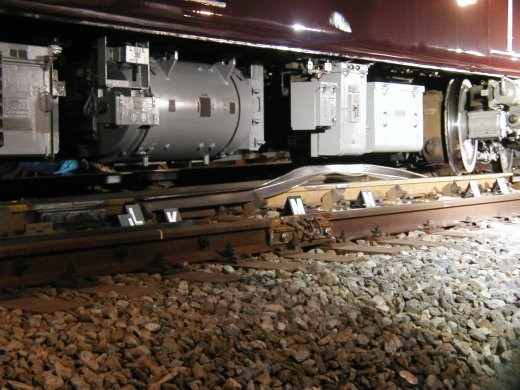
脱線した列車（台車部）

#### 名古屋臨海高速鉄道あおなみ線脱線事故
★2008年（平成20年）10月23日5時半頃（列車脱線事故）
名古屋臨海高速鉄道あおなみ線で、4両編成の列車が脱線した。原因は車輪にかけていた木製車輪止めを外さずに走行したため。

#### 東海道新幹線浜松工場付近における脱線事故
2008年（平成20年）10月23日17時55分頃（列車脱線事故）
静岡県浜松市中区（現・中央区）のJR東海浜松工場の回送線で、試運転を終えて浜松工場で点検を受けるため、約5km/hで走行していたN700系先行試作車（Z0編成・16両）後方の2両2台車の車輪が脱輪・脱線した。原因は転轍機がフログ部分の摩耗により劣化していたことによる。負傷者は出なかったものの、回送線と市道とが交差する踏切上で当該の編成が立往生する形となり、市道が通行できなくなる影響が出た。なお、この事故は営業線内の事故ではないため、鉄道事故調査の対象にはなっていない。現場では2017年8月8日にも同様の脱線事故が発生している。

### 2009年

#### 近鉄大阪線東青山駅構内列車脱線事故
★2009年（平成21年）2月27日 5時30分過ぎ（列車脱線事故）
三重県津市白山町の近鉄大阪線東青山駅付近を走行中の名張発伊勢中川行き始発普通電車（1253系）が、東青山駅の西方約300mの下り線上で脱線し、架線を支える鉄塔に衝突した後大きく右に傾いて停止した。
事故は保線車両を留置する引き込み線が本線から進行方向向かって左へ分岐する部分で起きた。脱線の原因は26日深夜から27日未明に架線の部品交換作業を行った後、保線車両を引き込み線に収容する際に使用した3個の移線横取装置のうち、進行方向向かって右側のレール上の横取装置の取り外しを忘れたため、左右とで異なる方向に列車の車輪が導かれたことにより車両全体がバランスを崩したためとみられる。
この事故により乗客9名のうちの1名が右足首ねんざなどの軽傷を負ったほか、近鉄大阪線は青山町駅 - 伊勢中川駅間が27日終日に渡って不通になった。
事故後近鉄は、線路の確認を怠ったなどとして作業責任者と東青山駅助役を懲戒解雇とするなど関係者10人を処分し、同時に移線横取装置の運用箇所の削減、横取装置使用時の停止信号の表示、横取装置使用時に作動するATSの設置を行った。ATS設置完了までの期間は横取装置使用後に同箇所を最初に通過する列車を時速25キロ以下での徐行運転とした。

#### 名松線列車無人走行事故
2009年（平成21年）4月19日 22時13分頃（本線逸走）
三重県津市白山町のJR東海名松線家城駅で、車両の入換準備作業中に運転士がおよそ5分間列車を離れたところ、列車（キハ11形気動車1両）が無人で下り坂を走り始め、およそ8.5km離れた井関駅 - 伊勢大井駅間の踏切付近で停止した。けが人はいなかった。
無人で走り出した原因は担当運転士が列車のエンジンを始動後、ブレーキの効きを確認しないまま列車を離れたことによるものと見られる。
同駅では2006年8月20日にも、手歯止めを忘れたことで今回とほぼ同地点まで無人車両が流転するという事故が起きており、同事故を受けてJR東海では停泊車両へ手歯止めを装着した後の報告の義務化や、エンジンを停止すると同時にブレーキがかかるよう車両を改良するなど対策を講じていたが、今回は入換作業中のため機能しなかった。

#### 東京メトロ東西線衝突事故
2009年（平成21年）9月9日 4時10分頃（車両衝突、輸送障害）
東京メトロ東西線東陽町駅に留置されていた始発の西船橋行き各駅停車（05系01編成）に保線用機器が正面衝突し、走行不能になった（保線用機器にはATC車上装置は搭載されていない）。そのため東西線は始発から高田馬場駅 - 葛西駅間で運休となり、途中高田馬場駅 - 九段下駅間では運転を再開するものの、衝突された営業電車の先頭車両が連結器破損のため牽引できず、深川車両基地までの登り勾配を人力で移動せざるをえなかったこともあり全線で運転再開するまで5時間以上を要した。けが人はいなかったものの、通勤ラッシュの時間帯を直撃したため29万人に影響した。
この事故の影響を重く見た国土交通省関東運輸局は、東京メトロに対して早期の原因究明と再発防止を求める警告文書を発出した。

#### 富良野駅構内除雪車衝突事故
★2009年（平成21年）12月28日 21時40分頃（鉄道人身障害事故）
北海道富良野市の北海道旅客鉄道（JR北海道）富良野駅構内で、滝川発新得行き快速列車と除雪車が衝突した。この事故で、快速列車の乗客9人と除雪車の乗務員3人が負傷した。
北海道警察は12月30日に、被疑者不詳の業務上過失傷害容疑で、JR北海道本社を家宅捜索した。民営化後のJR北海道本社に家宅捜索が入るのは初めてのことであった。

## 2010年代

### 2010年

#### 函館本線踏切事故

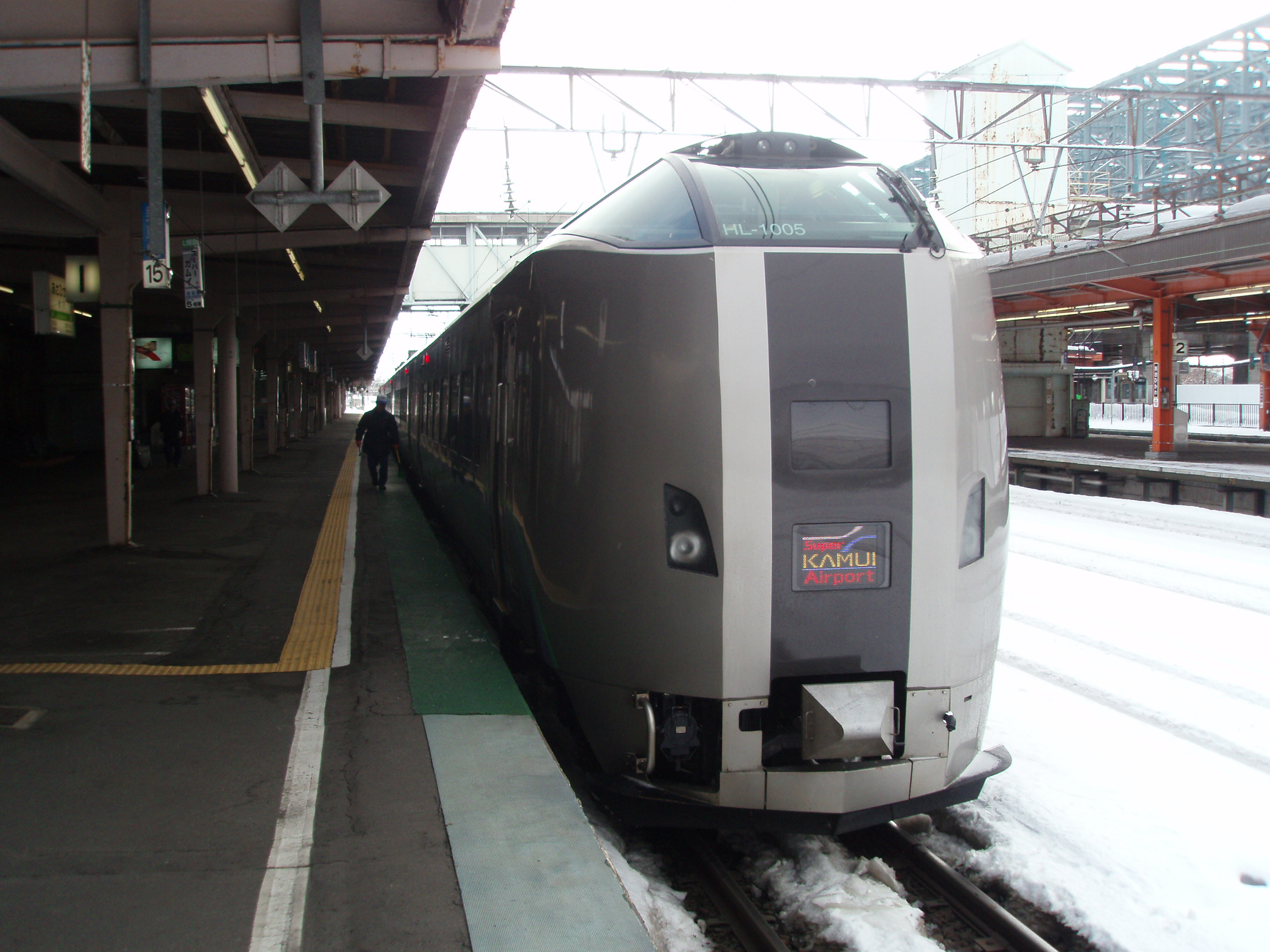
被害車両の789系HL-1005編成

★2010年（平成22年）1月29日 12時21分頃（列車脱線事故〈踏切障害に伴うもの〉）
北海道深川市深川町6号線のJR北海道函館本線深川 - 妹背牛間の踏切（函館駅起点389.721km）で、砂利を積載したダンプカーが雪道をスリップして踏切内に進入。踏切にある踏切支障報知装置を作動させて発報したが間に合わず、そこに旭川発札幌行き特急「スーパーカムイ」24号（789系5両・HL-1005編成）が衝突した。非常ブレーキを作動させた列車は204m行き過ぎたところで停止したが、全車両が大破、脱線・転覆する被害を受けた。ダンプカーは運転台部分と荷台部分が引きちぎられ、荷台部分が20mほど飛ばされたが、火災は発生しなかった。この事故で特急の運転士・車掌・乗客42人とダンプカーの運転手の計45人が重軽傷を負い病院に搬送された。残りの乗客はバスで代替輸送を行った。この事故により、18時までに54本の列車が運休し、約8,200人に影響が出た。
事故当日、列車は深川駅を定刻（12時17分）の1分遅れで発車していた。事故地点は複線区間で線形は直線、2パーミル（‰）の下り勾配。当時、スーパーカムイを始めとするJR北海道の特急列車の営業運転最高速度は130km/hであった。
原因はダンプカーがスリップしたことにより踏切内に侵入したためであるが、ダンプカーの運転手の証言によると、普段の通行で踏切があることは分かっていたが、事前の速度やブレーキを踏んだ地点は覚えておらず、また、当日は風速4 - 5 mの吹雪が吹いていたが、前が見えないほどではなかったという。一方、当時の報道では、踏切警報機の音が聞こえなかったとしているものもある。事故調査報告書では、踏切見通し距離は道路側が250 m、列車側が600 mであり列車運転士からダンプカーは見えていたものの、ダンプカーの踏切進入が列車の通過直前だったために衝突が生じたものと推定している。
その後789系HL-1005編成は、2011年（平成23年）3月24日付で廃車となった。
789系電車は、1991年の日高本線での踏切事故を教訓に、JR北海道が採用してきた高運転台仕様と衝撃吸収構造のため、運転台へのダメージや客室への衝撃が最小限に抑えられた。
この事故を受けて、JR北海道は安全対策として、キハ261系・キハ281系・キハ283系などにも存在する、同様の高運転台タイプ特急形車両にある貫通路や「クリスタルエクスプレス」などの臨時列車運用編成にあたる先頭車両を全て立入禁止とし、座席も撤去された。

#### 東海道新幹線架線切断停電事故
2010年（平成22年）1月29日 13時50分頃（電気火災事故、輸送障害）
神奈川県のJR東海東海道新幹線・新横浜駅 - 小田原駅間で、東京発名古屋行き「こだま659号」（300系）12号車のパンタグラフが走行中に破損、その破片が架線に接触してパンタグラフへ電気を供給するトロリー線を吊っている補助吊架線が切断され、その際発生した火花により線路横の法面の枯れ草が燃える火災が発生。火災はすぐに消し止められたが、品川駅 - 小田原駅間で停電した。「こだま」659号は三島駅まで走行したが、停電区間で立ち往生した上下5本に乗車していた乗客計約3,100人が缶詰め状態になった。16時30分には停電区間は新大阪駅まで拡大。17時13分に全線で運転を再開したが、この事故で東海道新幹線区間だけで56本が運休し、直通運転する山陽新幹線にも余波が及んだことで14万9,000人に影響した。
原因はパンタグラフの集電舟を交換した際に集電舟と上枠を留めるボルトを締め忘れたことにより走行中に集電舟が落下し、上枠と補助吊架線が接触したため。
同線では翌々日の31日6時頃に、停電を起こした区間と同じ新横浜駅 - 小田原駅間でATCに異常があり、7時15分まで運転を見合わせた。上下線14本が最大で76分遅れ、約3,800人に影響が出た。JR東海によると、下り始発の新横浜発広島行き「ひかり493号」（N700系）が新横浜駅を発車した直後、前方に列車がないのに走行しているよう誤認させる表示が出た。これは変電所内の電源装置に異常があったといわれているが、関連は不明である。

#### 山陽新幹線事業用車両追突事故
2010年（平成22年）7月22日 4時20分頃（鉄道物損事故、車両衝突、輸送障害）
兵庫県のJR西日本山陽新幹線新神戸駅 - 西明石駅にある須磨トンネル内で、前を走っていた8両編成の軌道工事用機械車両に、後ろから接近した2両編成のレール削正車が追突した。
この車両には、前方の工事用機械車両との距離が300m以下になると自動的にブレーキがかかる衝突防止装置が付いていたが、運転していた作業員は「砂ぼこりで前が見えにくく、ブレーキをかけたが間に合わなかった」、今回は136mに接近するまで作動しなかったので、間に合わず衝突した。
事故が発生したのは営業運転開始時間前で、事故による死傷者はなかったが、衝撃嵌合（）してしまった事故車両の切り離し撤去回送に手間取り、山陽新幹線は6時から14時30分まで8時間半にわたって新大阪駅 - 姫路駅間で上下97本の列車が運休し、約6万2,500人に影響した。
事故を受け、国土交通省近畿運輸局はJR西日本に警告文書を発し、JR西日本はこの事故の原因を調査し、ウェブサイトで公開した。

#### 岩泉線列車脱線事故
★2010年（平成22年）7月31日 7時35分頃（列車脱線事故）
岩手県のJR東日本岩泉線・押角駅 - 岩手大川駅間を走行中の茂市発岩泉行き普通列車（キハ110-133・1両編成、盛岡車両センター所属）で、運転士が前方の落石シェルター付近で土砂崩れが発生しているのを視認したため非常制動を執ったが、間に合わず土砂へ突っ込み脱線転覆した。乗員2名と乗客7名のうち、運転士と乗客3名が軽傷を負った。当該車両は、ガラス窓が全て破損し、11月18日に撤去されるまで4か月間にわたり現場に残された。
岩泉町内では、29日から30日18時にかけて、120mmの雨量を観測していたが、事故当日は雨量が運行規制値に達していなかったため、通常の速度で運行していたという。
この土砂災害の影響で岩泉線は全線運休となり、8月2日よりバスによる振替輸送が行われた（翌2011年3月11日 - 3月19日の間は東北地方太平洋沖地震〈東日本大震災〉の影響により振替輸送休止）。
かねてより輸送人員が特に僅少な路線であったことから、JR東日本は復旧に消極的で、2012年3月30日には岩泉線廃止の意向を表明。自治体側との調整が難航したものの、最終的に2013年11月8日、JR東日本から廃止届が提出され、翌2014年4月1日付で復旧することなく廃止された。第三セクター鉄道転換を除けば、JR東日本発足以来初の全線廃線となった。
キハ110-133は後に運用に復帰している。

#### 舞子駅乗客転落死亡事故
2010年（平成22年）12月17日 21時50分頃（鉄道人身障害事故）
兵庫県神戸市垂水区のJR西日本・山陽本線（JR神戸線）舞子駅で、女性が先頭車両同士を連結した部分の隙間に転落。これに気づかなかった乗務員が列車を発車させてしまい、女性は列車にひかれて死亡した。
この事故を重く見たJR西日本は、死角対策および注意喚起として、一部の車種（国鉄時代に製造された気動車など）や他社線に乗り入れる列車を除き、編成の中間に挟まれる全ての先頭車の前照灯を点灯する措置を行った。一部の先頭車両には音声による警告放送装置が取り付けられている。521系・227系といった短編成を組む車両には先頭車間転落防止幌を取り付けた。207系・221系・223系・225系も、他の先頭車と連結することが恒常的にある車両は先頭車間転落防止幌が順次検査時などに取り付けられている。

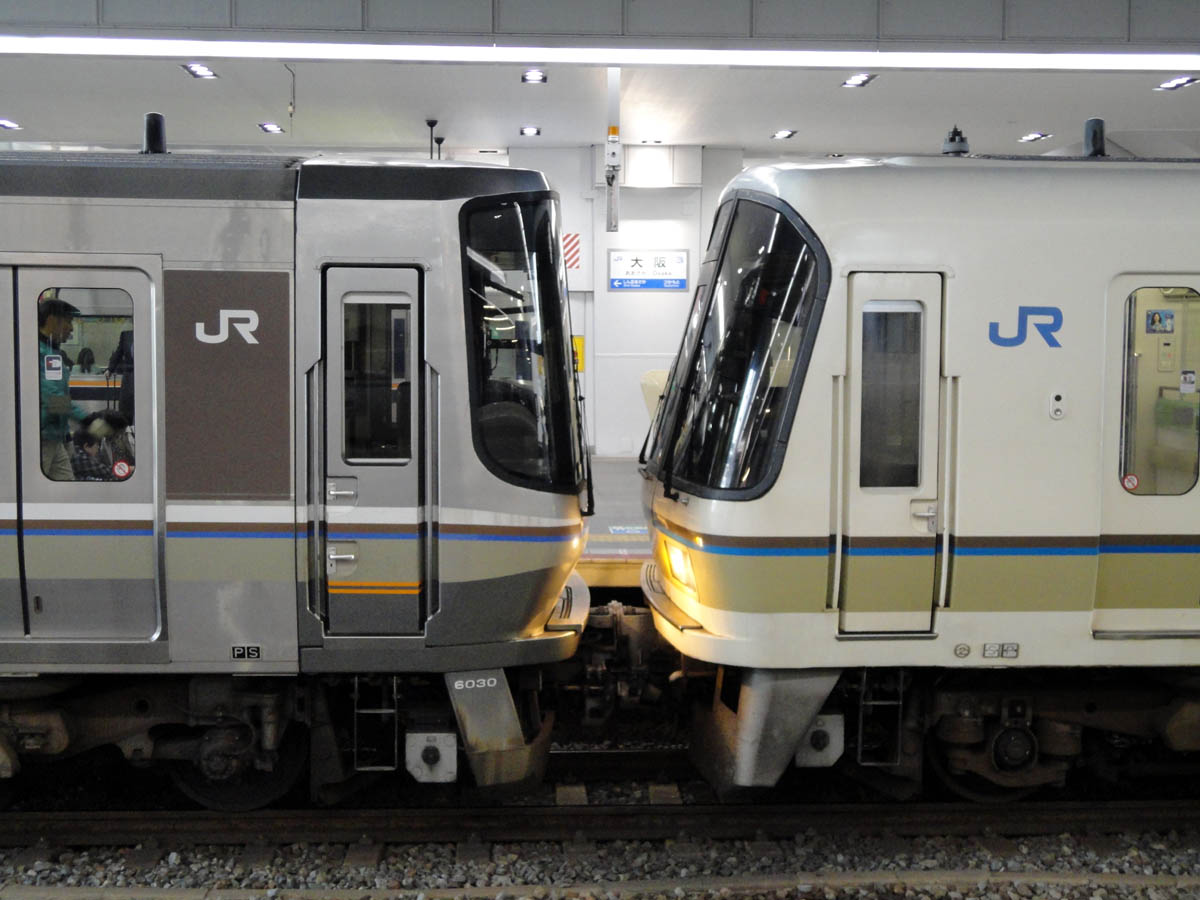
死亡事故発生後、乗客の転落防止のため、連結部分の前照灯を点灯させる措置が行われている。
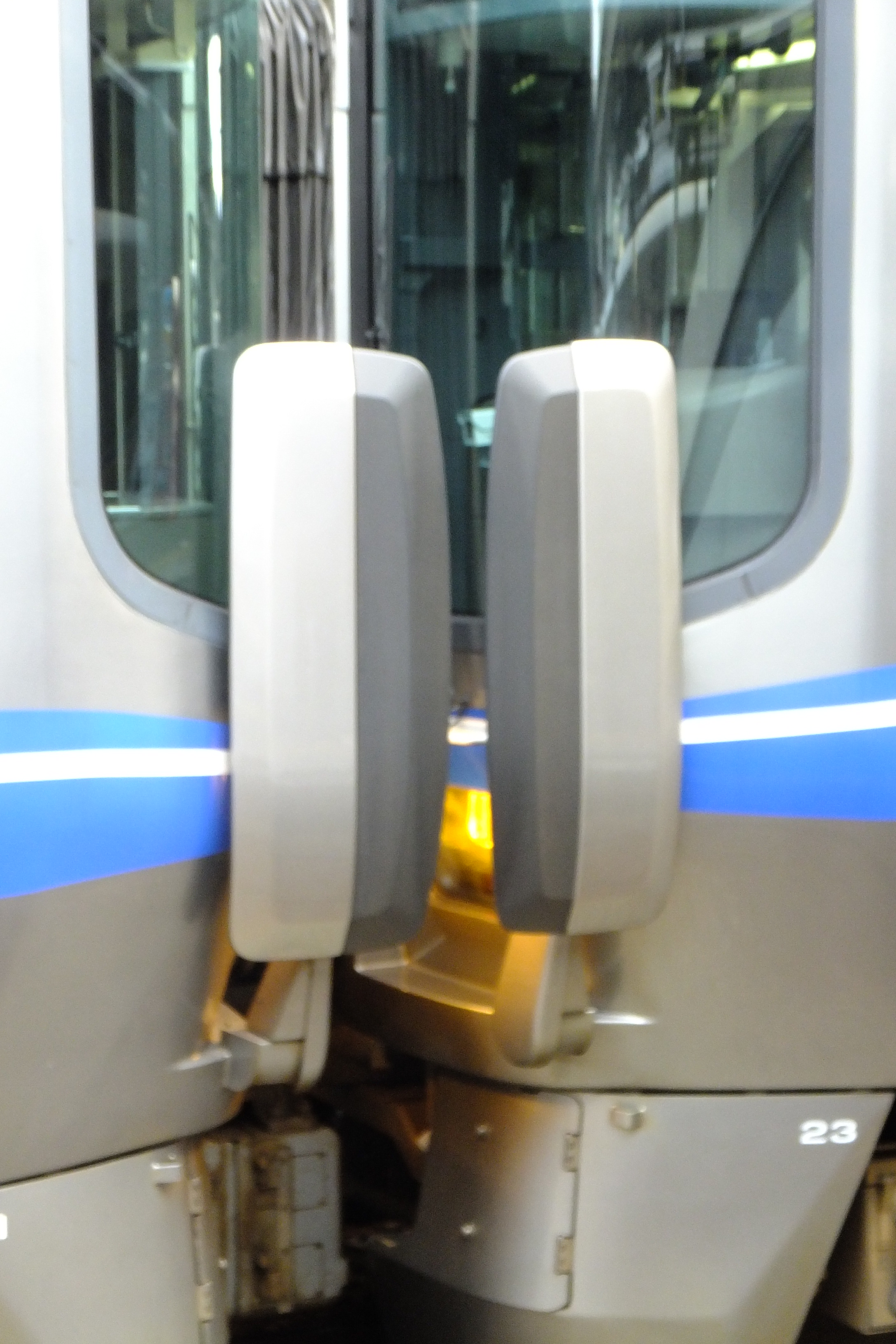
死亡事故発生後、装着が進められている先頭車間転落防止幌
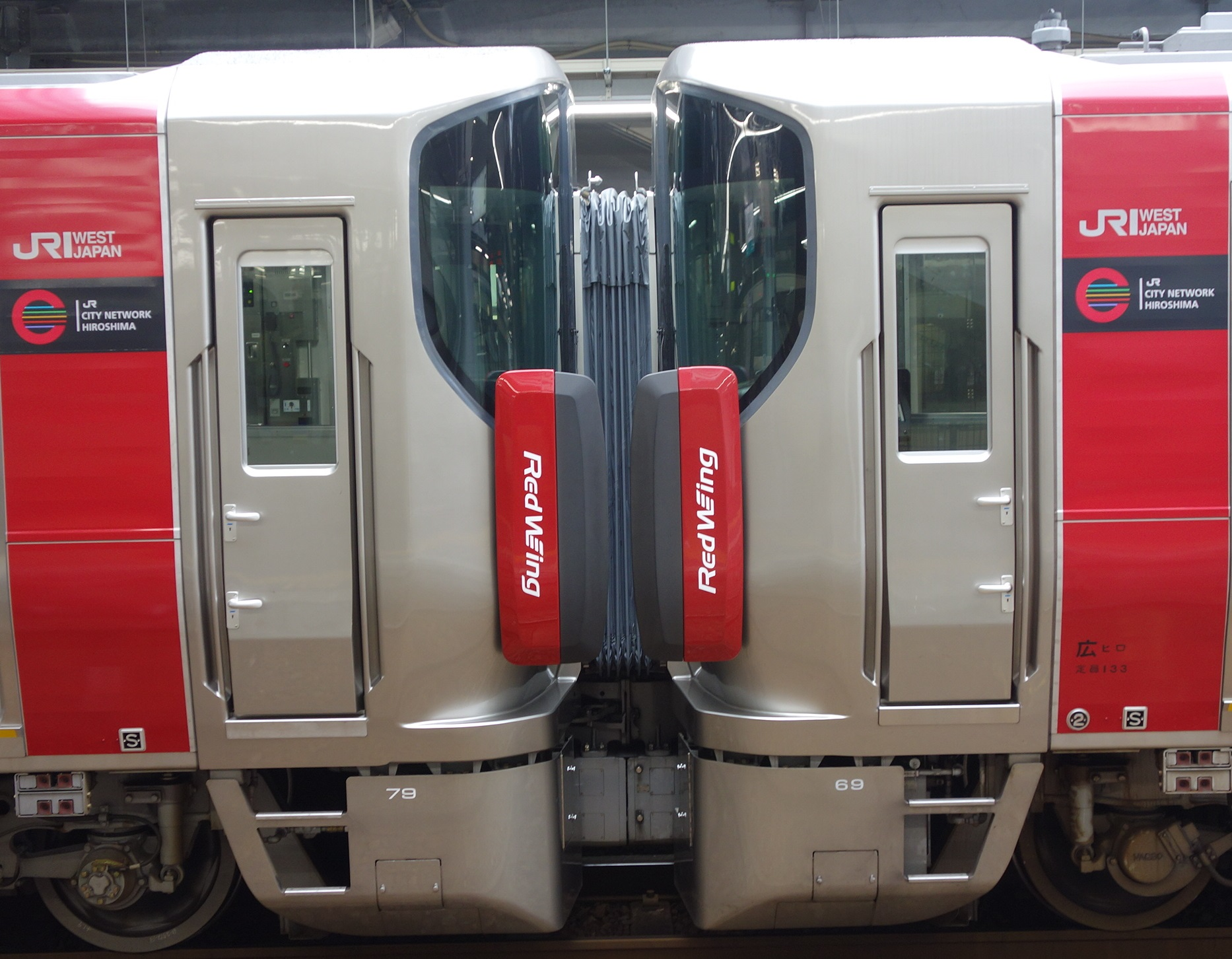
増解結をする新型車両には予め先頭車間転落防止幌が設置されている。

### 2011年

#### 飯山線踏切事故
★2011年（平成23年）2月1日 12時12分頃（踏切障害事故）
JR東日本飯山線森宮野原駅 - 足滝駅間を走行中の長野発十日町行き下り普通列車（キハ110系200番台1両編成）が、新潟県中魚沼郡津南町の大根原踏切に差しかかったところ、踏切内に進入したライトバンの乗用車と衝突。乗用車の運転者の男性が頭を強く打ち死亡した。列車内の乗員乗客は無事であった。原因は、故障により遮断かんが降下したままとなっていた本踏切に、現場に配備された踏切監視役の社員が、列車在線状況の確認をしないまま、遮断かんを上げたためとされた。当該列車は定刻より10分ほど遅延していたが、踏切監視員の役割をしていた電気係の一方が、上り下りの列車間隔が10分以上あり本列車がすぐに通過することはないと思い込み、他方が他の電気係の作業工程の指示からこの列車の通過時刻を12時30分ごろと思い込んだことによるものと考えられる。
十日町署と新潟県警捜査一課は、同年7月19日に現場で故障した踏切の復旧作業にあたっていたJR東日本の作業責任者と副責任者を、業務上過失往来危険罪および業務上過失致死罪で新潟地検長岡支部に書類送検した。また、JR東日本は平成24年1月25日付けで2人を懲戒解雇した。
JR東日本では、2005年の羽越本線脱線事故と共に風化させてはならない重大な事故として扱い、毎年2月1日になると、東京駅で掲げられているJR東日本の社旗が半旗で掲げられる。

#### 成田線列車脱線事故
★2011年（平成23年）3月10日 12時35分頃（列車脱線事故）
千葉県成田市のJR東日本成田線滑河駅を走行中の東京貨物ターミナル発鹿島サッカースタジアム行き貨物列車（EF65形電気機関車＋コキ106・107形コンテナ車＋コキ200形コンテナ車・10両編成）のうち、後方のコキ200形2両が脱線し、1両が転覆。乗務していた運転士1名にけがはなかった。
脱線の原因は軌道の平面性変位とコキ200形の輪重抜けとされた。脱線箇所の軌道には基準値範囲内ながら若干のゆがみが検出されており、JR東日本はマルチプルタイタンパーで修正する計画であった。一方コキ200形は海上コンテナ用貨車で、台車の枕ばねが大きな海上コンテナの重量に対応するために硬く設定されており、軸ばねとして使用されている積層ゴムは経年劣化によりやや硬化していた。しかも空荷（空の酸化エチレン専用UT17Cコンテナ1個を積載）で重量が軽かったため、線路への追従性が悪い状態であった。このため、線路のゆがみにより発生した大きな揺動が収まらず、9両目の台車の車輪のフランジが乗り上がって脱線し、これに引っ張られて10両目も脱線した。さらに脱線したことに機関士が気づかないまま走行した結果、転轍機で後台車が本線と異なる線路に乗り上げて斜行し転覆した。コキ200形の台車は輪重抜け対策として空車時に軸バネの定数を小さくする機構が採用されていたが、それでも事故は発生した。事故を受け、JR貨物は対策としてコキ200形の枕バネの設定を柔らかくし、コキ200形への空コンテナ積載を禁止した。
成田線は翌日11時頃に運転を再開したが、14時46分に発生した東北地方太平洋沖地震（東日本大震災）の影響により再び運転を見合わせた。

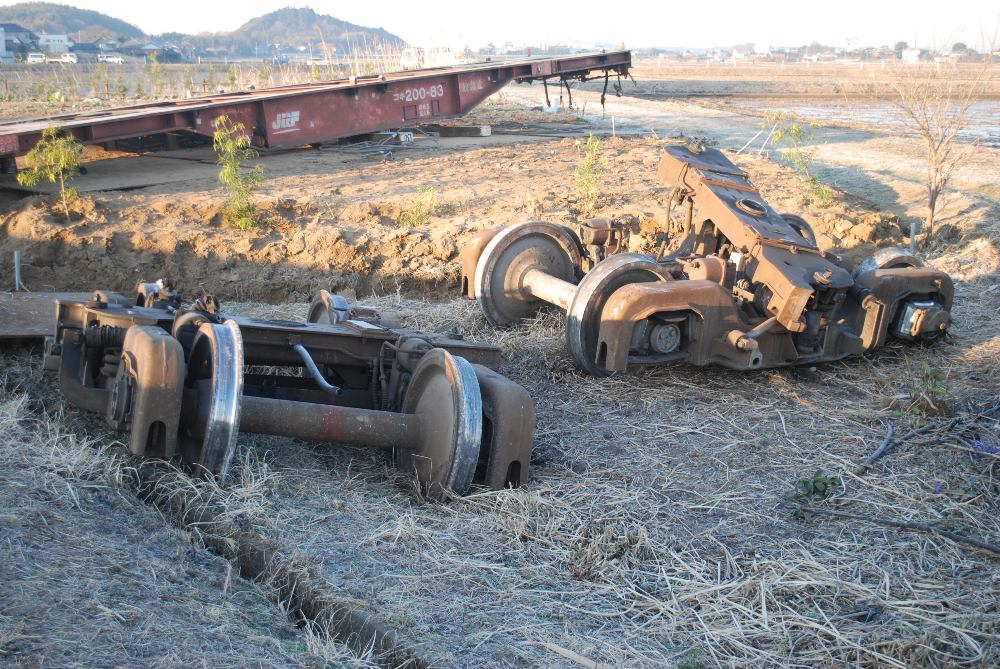
事故車両を線路より撤去した11日朝の状況
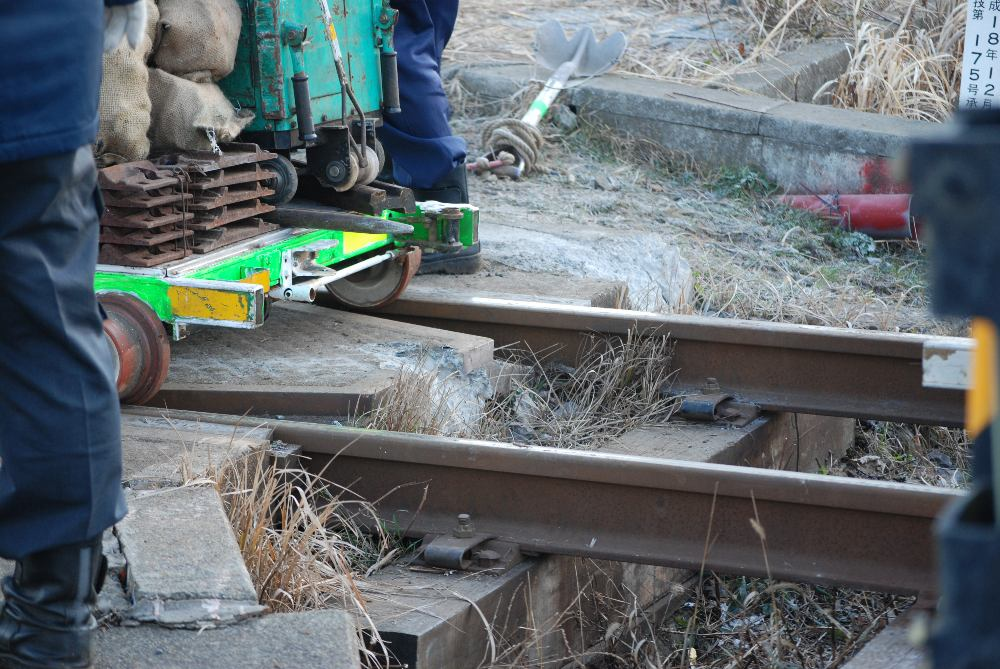
事故車両が通過した滑河県道踏切の損傷跡
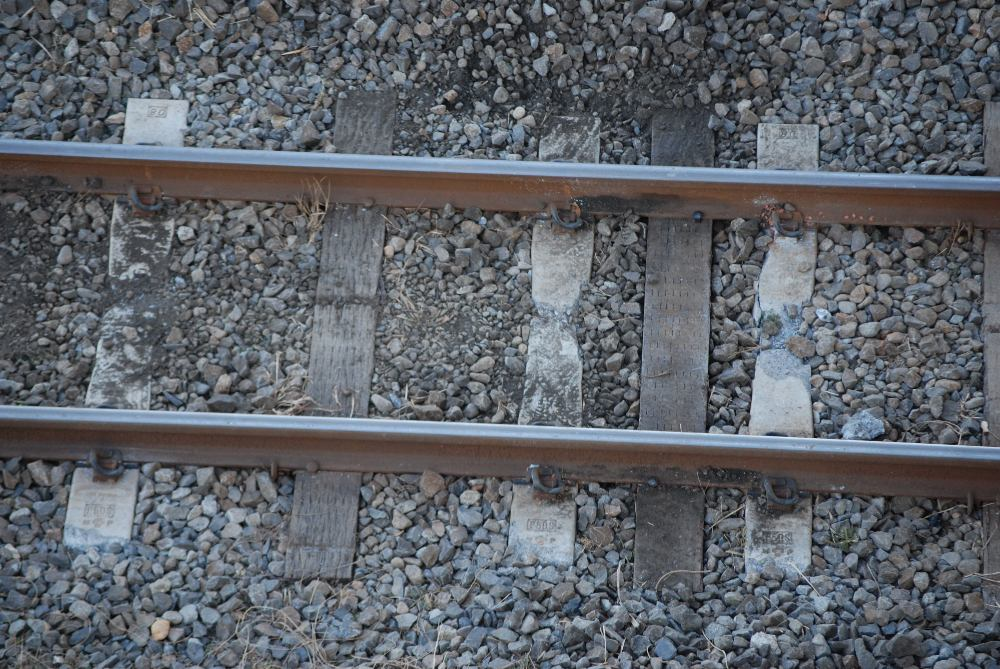
大菅跨線橋下の破損した枕木

#### 東日本大震災による事故
2011年（平成23年）3月11日 14時46分頃（鉄道災害）
この日発生した東北地方太平洋沖地震およびこの地震によって引き起こされた津波により、太平洋沿岸部を中心に鉄道施設に甚大な被害が発生した。常磐線や仙石線、石巻線などでは、列車が津波に巻き込まれて脱線大破したが、乗務員の適切な避難誘導により、人的被害は最小限にとどめられた。

#### 石勝線特急列車脱線火災事故
★2011年（平成23年）5月27日 21時56分頃（列車脱線事故、列車火災事故）
JR北海道で相次いだ一連の事故と不祥事のうちの1件。石勝線占冠駅 - 新夕張駅間を走行中の釧路発札幌行き特急「スーパーおおぞら14号」（キハ283系・札幌方からキハ283-9、キハ282-101、キハ282-1、キロ282-7、キハ282-3001、キハ283-1の6両編成）が清風山信号場内で脱線、信号場構内の第1ニニウトンネル内に停止後に全車炎上した。
248名の乗客は車掌の指示で発煙があった車両から別の車両に避難したが、その後乗務員が状況確認や運輸指令との連絡に手間取り、車内に煙が充満した。乗客が自らの判断で非常ドアコックを使用して外へ避難。煙を吸い込むなどして39名が病院に搬送された。運輸安全委員会鉄道事故調査官並びに北海道旭川方面富良野警察署による事故原因調査も実施されている。
その後行われたJR北海道による事故現場調査では、3号車（キロ282-7・札幌方先頭から4両目）の台車にある減速機を支える「吊りピン」と呼ばれる金属部品の脱落を確認し、次位の2号車（キハ282-3001・先頭から5両目）はトンネルに入る以前から脱線していたことが判明している。事故2日前に行われた目視検査では異常はなかった。道警は事故後、釧路駅 - 札幌駅間を捜索したが、脱落した部品は事故から10年以上経過した2023年現在も見つかっていない。
乗務員の指示を待たずに非常ドアコックを使用して外へ避難した乗客に対して社員が激怒したことが問題になったが、これは当時の異常時マニュアルで運輸指令の指示がないと乗客を外へ避難させることができなかったことが理由とされている。しかし、このマニュアルが避難誘導を遅らせる原因となった。さらにこうした異常時マニュアルが部署別に多数作成されており、内容もそれぞれ異なっていることが発覚したため、国土交通大臣より事業改善命令を受けている。後にマニュアルは改訂・一本化され「現場の判断」での避難も可能とされた。
事故車両は廃車となり、代替車両として機能を簡素化したキハ261系気動車が新製された。事故の4か月後の同年9月には、JR北海道の中島尚俊社長が安全意識の向上を社員に促す遺書を残して自殺した。
2013年（平成25年）5月31日、運輸安全委員会は、車輪の剥離やへこみにより生じた異常な振動により部品が脱落したことが、事故の原因になったとする調査報告書を発表した。4両目の車輪の踏面が長さ40センチメートルにわたって剥離し、4.5ミリメートルのへこみが生じたことにより、異常な振動が発生し、減速機を固定していた吊りピンが脱落。減速機が垂れ下がって枕木に衝突したり、その衝撃で推進軸など周辺の部品が脱落したことにより、脱線および火災を招いたと推定している。JR北海道は、運輸安全委員会の求めに応じ、再発防止策をまとめ、7月31日に委員会に提出した。また、車輪の異常摩耗が事故の原因となったことを受け、すり減った車輪を修正する在姿車輪旋盤の増設などの対策に取り組んでいる。

#### 西武新宿線東村山駅列車脱線事故
★2011年（平成23年）12月24日 16時39分頃（列車脱線事故、線路障害）
西武鉄道新宿線東村山駅構内で、ホームに入る直前の西武園発西武新宿行き各駅停車（20000系20156編成・8両）のうちの7号車（モハ20956・西武新宿側から7両目）が脱線した。乗客450人を含めけが人はなかったが、同線が全線で運転を見合わせたほか、小平駅 - 所沢駅間は終日運休となり、クリスマスの時期であったこともあり約72,000人に影響が出た。
本事故では7両目のみが脱線しており、他の車両が無傷であった。先頭車両に影響がないため、置石などの障害物が脱線の原因ではなく、当初は原因が分からなかったが、事故から5か月後の2012年5月16日になってトングレールの磨耗が原因と推定されると発表した。また、運輸安全委員会による調査も同時に進められ、分岐器の通過列車本数が直線進路側と分岐進路側で大きく異なることでトングレールの摩耗が生じ修正されていなかったほか、分岐器通過の際に通過速度が低かったことも重なり乗り上がり脱線が生じたとの調査結果を公表した。なお、事故翌日の始発列車から新宿線は運転を再開しているが、12月30日より平日の競輪開催時と土曜・休日に運転している西武園線から新宿線への直通運転を取りやめ、それぞれ東村山駅で乗り換える形となった。

#### 岐阜貨物ターミナル駅列車脱線事故
★2011年（平成23年）12月27日 21時51分頃（列車脱線事故）
JR貨物岐阜貨物ターミナル駅で、着発線から出発し本線へ進出していた、名古屋貨物ターミナル発福岡貨物ターミナル行き貨物列車が、機関車を含む27両編成のうち、12、13両目が本線合流部で脱線した。脱線した車両は傾斜したまま走行し、信号機に衝突して停止した。この事故で、後続の貨物列車や、東海道本線の列車に遅れや運休が生じた。本線上に進出していた10両を切り離し、28日1時50分頃運転を再開した。東海道本線で上下24本が運休、27本に最大4時間の遅れが発生した。原因は、岐阜貨物ターミナル駅でコンテナの荷扱いをしていた際、コンテナ緊締装置の開放を失念したまま荷役作業を行って、フォークリフトで12両目の貨車ごと持ち上げ脱線させたのに気付かず発車させたため。

### 2012年

#### 石勝線貨物列車脱線事故（2012年）
★2012年（平成24年）2月16日 20時50分頃（列車脱線事故）
JR北海道石勝線東追分駅構内で、釧路貨物発札幌貨物ターミナル行き貨物列車（DF200形ディーゼル機関車56号機牽引、貨車15両の16両編成）が停車位置をオーバーランして安全側線に乗り上げ脱線・転覆した上、スノーシェルターの壁を突き破って停車した。死傷者はなかったが、雑誌の発売に大幅な遅れが出るなど、道央と道東を運搬する物流に支障が出た。
当該貨物列車は通常東追分駅で停車しないが、バラストと呼ばれる線路に敷かれた石を跳ね上げるのを防止するための減速運転で遅延していた対向列車とのすれ違いによる運転停車を予定していた。このため赤信号でブレーキをかけたものの、ブレーキの効きが悪かった、と運転士はコメントしており、運輸安全委員会の調査の結果、事故原因は、貨車のブレーキ装置に雪が固着してブレーキ装置の作動を阻害し、列車を停車させるための十分なブレーキ力が得られなかったため、と最終的に推定された。
この事故により石勝線は追分駅 - 新夕張駅 - 夕張駅間が2月18日まで終日運休となった。当該区間を走行する特急は復旧までの間は札幌駅 - 新夕張駅間をバス代行、普通列車もバス代行が行われた。

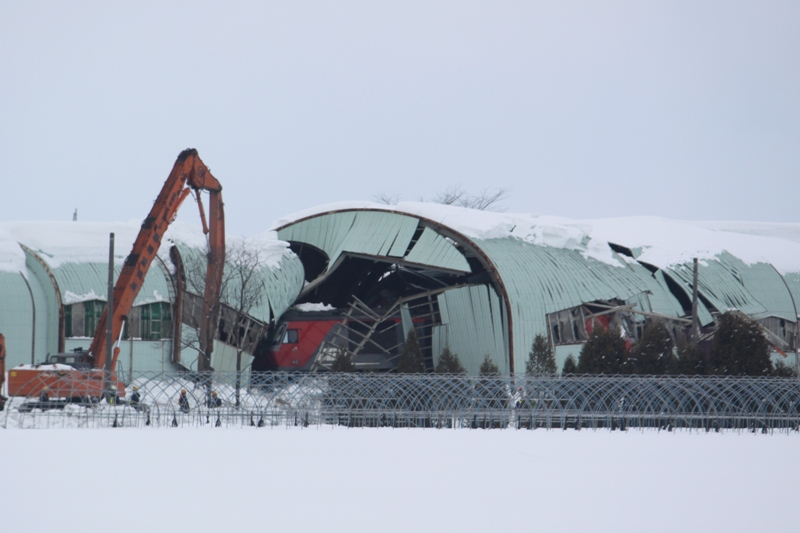
機関車が除雪シェルターを突き破っている。
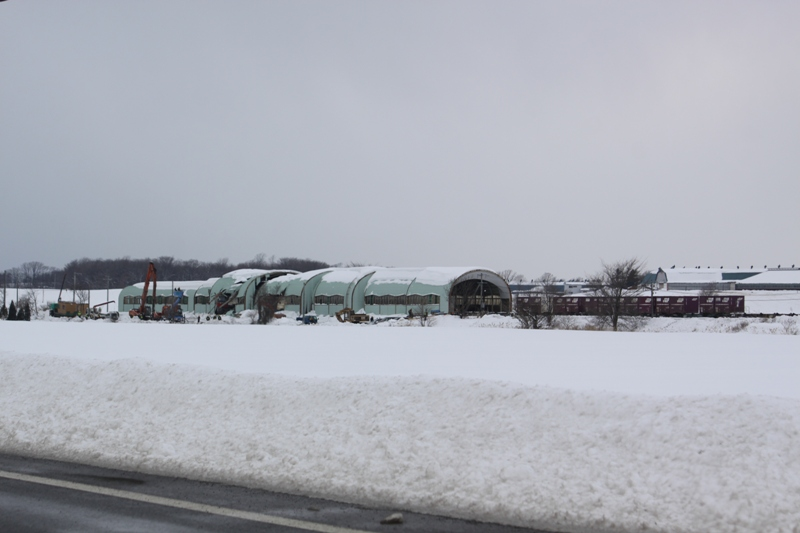
事故列車全景。
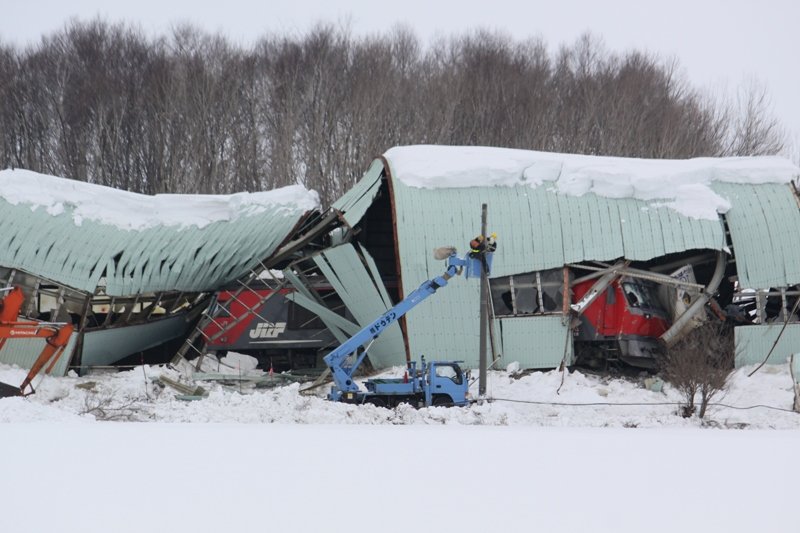
機関車の様子。

#### 富山地方鉄道上滝線脱線事故
★2012年（平成24年）7月28日 14時45分頃（列車脱線事故）
富山地方鉄道上滝線上堀駅付近で、岩峅寺発電鉄富山行き列車（14760形電車2両編成）が上堀駅に進入する際に、車両の全車軸が脱線した。当該列車には乗客20人が乗車していたが、負傷者は発生しなかった。事故後に現地へ鉄道事故調査官が派遣され、調査の結果、枕木の老朽化によってレール間隔（軌間）が過大となり脱線に至ったことが判明した。
この事故により上滝線は南富山駅 - 月岡駅間が7月29日まで運休となりバス代行輸送が行われたが、7月30日の始発列車から通常通り運転を再開した。また、車両運用の都合により、本線の一部列車にも運休が発生した。

#### 秩父鉄道広瀬川原車両基地車両脱線事故
2012年（平成24年）8月6日 9時32分頃（車両脱線、輸送障害）
秩父鉄道広瀬川原駅構内の広瀬川原車両基地内で「SLパレオエクスプレス」運転のために構内を入れ換え中だったC58形363号機が転轍器通過時に進行方向右側へ脱線した。秩父鉄道の発表では係員の手違いが原因とされている。負傷者は発生しなかったが、脱線の影響でC58形363号機は車軸折れや車輪ゆがみなど損傷が大きく、修理に約半年を要することから「パレオエクスプレス」は2012年内は電気機関車での牽引となった（C58形は2013年3月20日の運行より復帰）。
日本国有鉄道（国鉄）における蒸気機関車全廃後、動態保存運転に使用されていた蒸気機関車が脱線を起こしたのは、JR・私鉄を通して本事故が初めてである。

#### 江差線貨物列車脱線事故
★2012年（平成24年）9月11日 19時50分頃（列車脱線事故）
JR北海道江差線釜谷駅 - 泉沢駅間で、函館貨物発仙台貨物ターミナル行き貨物列車（機関車1両＋コンテナ車20両）が脱線・転覆。死傷者は発生しなかった。本州と北海道を結ぶ唯一の鉄道路線である海峡線（津軽海峡線、江差線の木古内駅 - 五稜郭駅間もその一部）を経路とする旅客列車・貨物列車が全列車通過不可能による運休となったことにより、本州と北海道の旅客輸送・物流に大きな影響が出た。
後日、運輸安全委員会の事故報告書として発表された脱線原因は、貨車のコキ106・107型の軽荷重時のローリング共振による輪重抜け脱線とされ、サスペションの特性切り替え重量が従前のコキ104型14.6トンより4トンあまり高い18.6トンだったことで、軽荷重で脱線に到る3倍もの大きな共振になったとされて、荷重範囲、応答特性で対応が求められた。鶴見事故（1963年）でのワラ1型の軽荷重での走行特性不安定を、軽荷重でのローリング共振でなぞった事故となった。
江差線では①2012年4月26日、②2012年9月11日、③2014年6月22日と、3件連続してコンテナ貨物の脱線事故が起こり、①は線路の整備不良、②は本件、異常共振点の存在、③は新聞ロール紙3個単位での片積みとして対応を求めており、JR貨物は対策として、該当区間での45km/hの徐行運転を実施した。重量計によるコンテナの重量バランスの測定（サンプルチェック）を実施しているほか、トップリフターによる測定を導入（20フィート以上のコンテナの一部を対象）や、輪重測定装置の導入、積付けガイドライン策定といった対策をとるとしている。
また、運行安全員会におけるJR北海道側の対策として、45km/hの徐行運転以外にも高速軌道検測車での測定を検討した。その後、11月4日に損傷した枕木交換により、当該区間の45km/hの徐行運転を貨物列車のみとした。

#### 京急本線土砂崩れ列車脱線事故

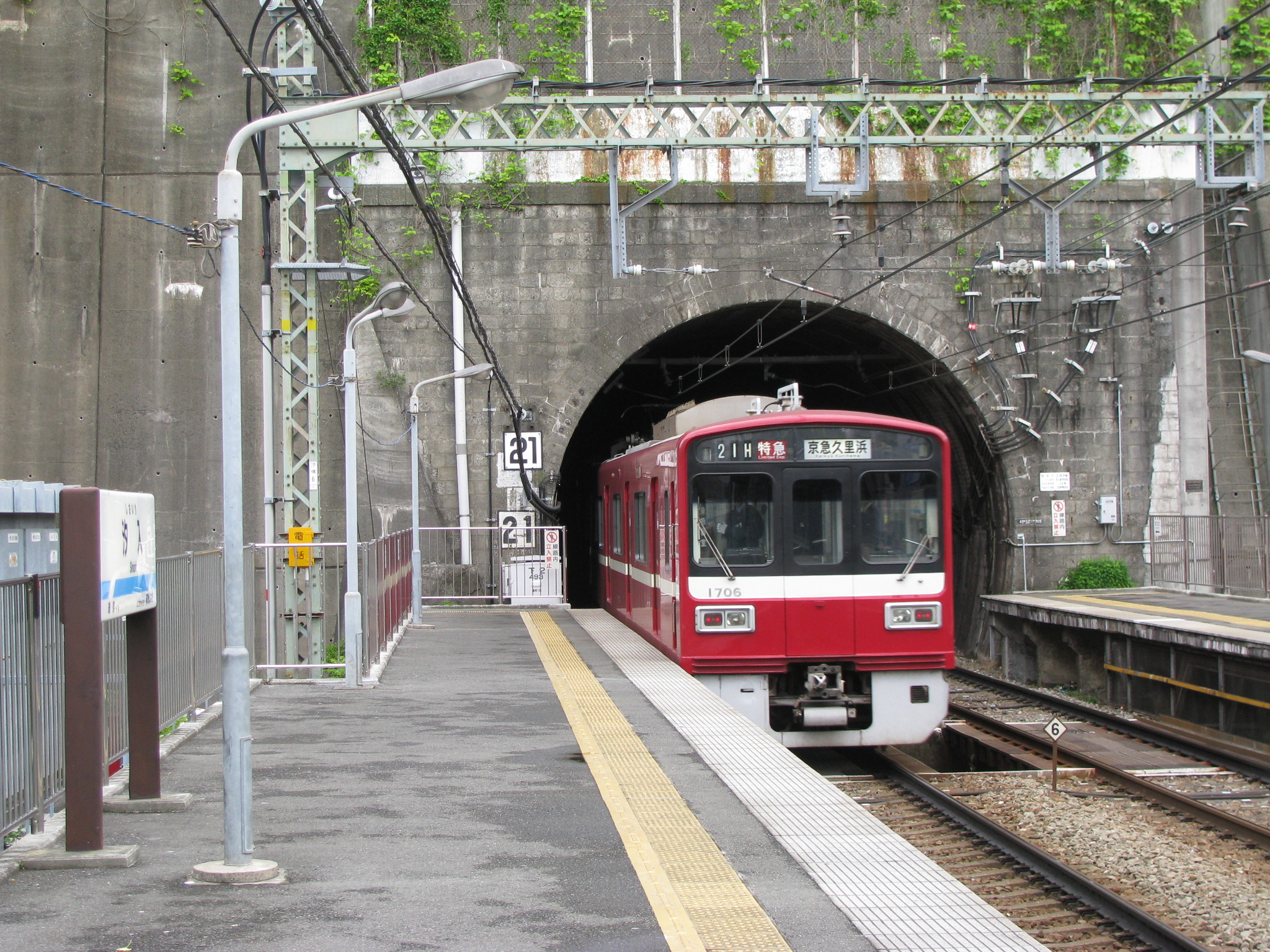
被害車両の1500形1701編成

★2012年（平成24年）9月24日 23時58分頃（列車脱線事故）
京浜急行電鉄本線追浜駅 - 京急田浦駅間で、京成高砂発三浦海岸行き特急列車（1500形電車1701編成・8両）が大雨により崩壊した落石防護柵のコンクリート製の土台と土砂に乗り上げた。1 - 3号車の3両が脱線し、運転士1名と乗客10名が重軽傷を負った。トンネルの手前約20m地点で左斜面の土砂が幅11m、高さ12mにわたって基礎もろとも崩壊し、土砂が上下線を支障した。当日横須賀市内では1時間に88mmの雨が観測されており、この影響で地盤が緩んでいたために土砂崩壊が発生したとみられる。当該の列車は現場を75km/h（制限速度80km/h）で走行していた。京急本線では1997年4月にも土砂崩れによる脱線事故があり、その際に大雨による速度規制を5か所設けたが、現場付近は速度規制の対象外だった。
翌日9月25日は始発から金沢八景駅 - 堀ノ内駅間で運転を見合わせた。10時24分頃から堀ノ内駅 - 逸見駅間が運転を再開し、不通区間は金沢八景駅 - 逸見駅間となったが、トンネル内の脱線車両の撤去に時間がかかり、全線が復旧したのは3日後の27日朝7時25分頃のことであった。運転見合わせ中は直通運転先の都営地下鉄浅草線、京成線、北総鉄道北総線にも遅延や運休が発生した。
代行バスを金沢八景駅 - 汐入駅間で運行したが、事故現場付近の道路は大渋滞が発生した。また、京急線の三崎口・浦賀・横須賀中央方面から横浜方面への唯一の鉄道路線となったJR東日本横須賀線には利用者が集中したが、横須賀線の横須賀駅 - 久里浜駅間は単線で、15分間隔より運行本数を増発できなかったため、久里浜駅などでは入場制限を行うなど、この地域の交通は大混乱に陥った。
なお、神奈川県警察は任意で当該列車の運転士に対し業務上過失傷害容疑で事情聴取し、事故当時の詳しい状況を聴いた。
国土交通省の運輸安全委員会は調査を実施し、事故から約1年後の2013年9月27日に調査報告書を発表した。この中で、土砂に流された防護柵のコンクリート製の土台を巻き込んだ影響で、列車は1mも跳ね上がっていたことが明らかになった。報告書では、京急電鉄が災害を事前に予測することは困難であったとした一方、運転規制区間の見直しが必要と指摘した。事故後、京急は、現場の斜面について、コンクリートで補強したり、落石検知装置を設置したりするなどの対策をとった。約10億円をかけ、沿線で防護柵や落石検知装置などの再発防止対策をとったうえ、大雨の際の運転規制についても見直した。
事故の当該編成である1701編成は2013年10月に廃車となり、このうち品川寄り先頭車1両（1706号車）は、金沢検車区内に新設された脱線事故復旧訓練施設に訓練車として活用されている。代替に新1000形1161編成が新造された。

#### 鹿児島中央駅構内列車脱線事故
★2012年（平成24年）10月14日 22時頃（列車脱線事故）
JR九州鹿児島本線鹿児島中央駅構内で、同駅発川内行き普通列車（817系2両編成）が発車直後に脱線し、2両目が分岐器の両位にまたがる形でしばらく進行したあと、異常に気づいた運転士が制動し停止した。乗務員、乗客ともにけが人はいなかった。脱線した地点は発車地点から40メートルほどで、2両目の前方と後方台車が脱線し、前方台車は復線した。分岐器は左方に開通していたが、脱線した後方台車は開通していない右方に持っていかれたと見られる。運転士は乗客が騒いだので異常に気づき、後方を視認したところ車両が斜行していたという。本事故発生を受けて運輸安全委員会から鉄道事故調査官が現地に派遣された。原因はボルスタレス台車において軌道の狂いに車輪荷重のムラが重なって起きたと結論された。

#### 三岐鉄道三岐線三里駅構内列車脱線事故
★2012年（平成24年）11月8日 9時39分頃（列車脱線事故、信号違反）
三岐鉄道三岐線三里駅構内で、近鉄富田発西藤原行き列車（3両編成）が安全側線に突っ込み、車止めを突破して脱線、先頭車の台車や中間車のパンタグラフなどが破損した。乗客2人と運転士1人にけがはなかった。原因は、出発信号機が停止現示でありながら、当該列車は当駅で行き違いを行わないため、運転士がいつものように進行現示だろうと思い込み、運転士が停止現示に気がつかず発車させたことが直接の事故原因であった。停止信号が現示されていたのは、運転指令担当者が当駅で列車の行き違いがあると勘違いして、交換制御押ボタンを操作したためであった。
これにより事故当日は保々駅 - 西藤原駅間でバスによる代行運行が行われ、夕方より梅戸井駅 - 西藤原駅間が代行運行になった。現場はクレーンなどの機械の搬入が困難であったことから、被災編成の先頭車851系（元西武701系）クハ1851は翌日午後より現地解体され、代わりに部品確保用として購入してあった元西武新101系のクハ1238を整備、クハ1881として連結した。このため、復旧後の当該編成は前後で顔が異なっている。

### 2013年

#### 山陽電気鉄道荒井駅列車脱線事故

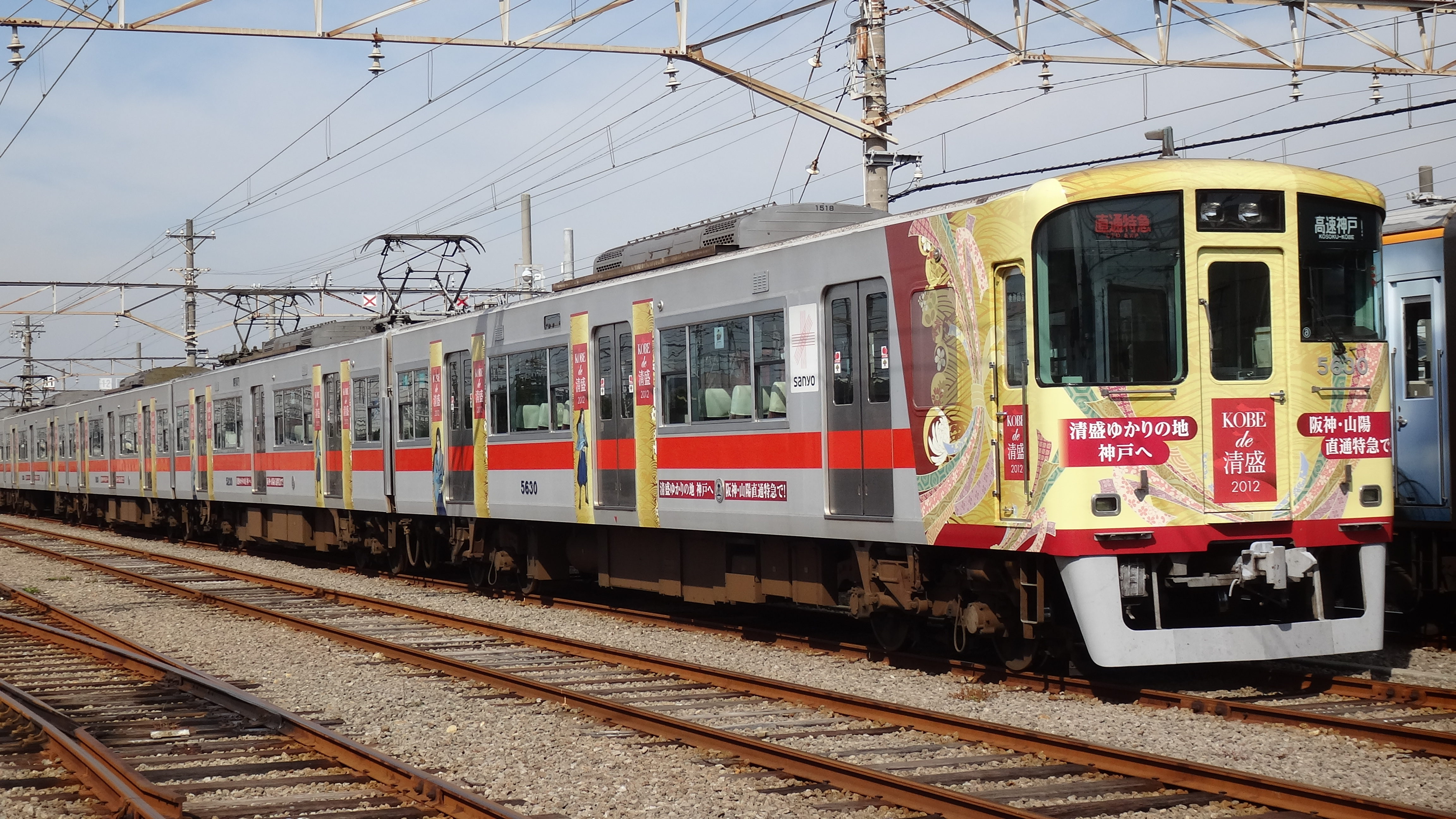
イベントラッピング時の被害車両

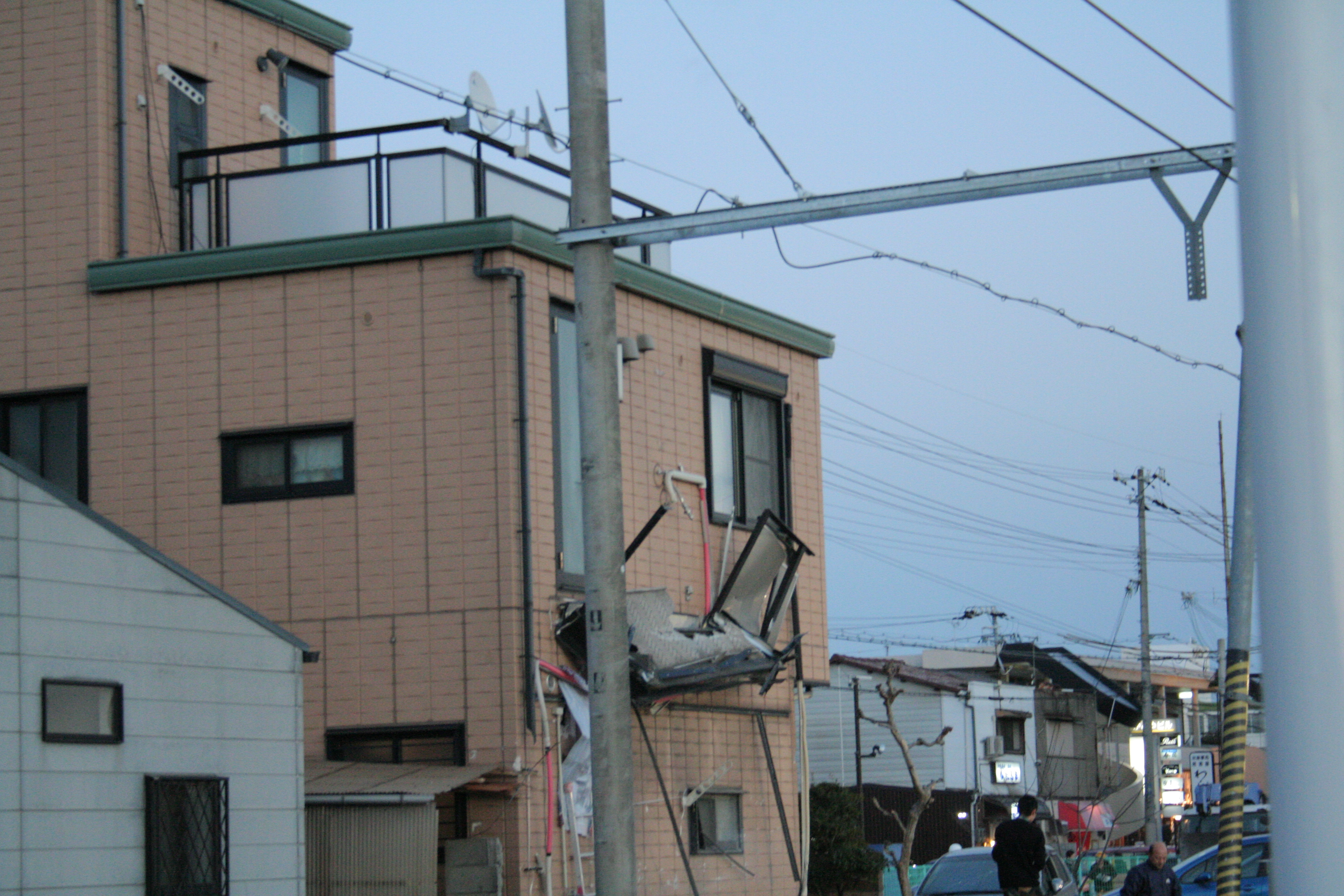
事故時に破壊されたベランダ

★2013年（平成25年）2月12日 15時50分頃（列車脱線事故〈踏切障害に伴うもの〉）
兵庫県高砂市荒井町南栄町の山陽電気鉄道本線荒井駅近くの神鋼前踏切で、山陽姫路発阪神梅田行き直通特急（5030系5630編成・6両編成）と自動車運搬用トラックの後部が接触。先頭の2両が脱線し、電車はそのまま沿線の住宅の外壁やベランダなどを破壊しながら進行し、先頭車両が荒井駅のホームに激突して停止した。
自動車運搬用トラックが踏切を横断する際に、約10メートル先の交差点で信号待ちをしていた車があったにも関わらず踏切に進入。後部を残した状態で停止したところに下りてきた遮断棹が、直立収納状態にあった後部スロープ板（自動車を積載乗降させる際に使用する道板）に挟まってしまい、これに気付いたトラック運転者がスロープを地面に下ろして遮断棹を外し、トラックを前に進めようとしていたところ、下ろしたスロープに直通特急の車輪が乗り上げて脱線した。
これにより、電車運転士が重傷、乗客13名と信号待ちをしていた車の運転者・トラック運転者が軽傷を負った。トラック運転者は後に列車往来危険罪および自動車運転過失傷害罪の容疑で逮捕・起訴され、禁錮2年6か月（執行猶予4年）の有罪判決を受けた。
同事故を受け兵庫県公安委員会は事故を起こした踏切について通行規制を設け、終日、線路内立ち往生のもととなる、大型自動車、中型自動車、大型特殊自動車の北行への通行を禁止した。また、トラックの進入を誘発した信号予告灯を撤去し、信号機の増設および信号灯器のLED化を行った。このほか、特徴が類似した踏切について、踏切から直近の交差点までの路面のカラー舗装などの注意喚起の対策を行った。また、2018年には高砂市によって当駅を含む尾上の松駅 - 伊保駅間の連続立体交差事業の検討を行っていることが明らかになっている。2022年度に国から新規着工準備箇所として採択された。
この事故で被災した編成の先頭2両は激しい損傷を受けたため長期の運用離脱を余儀なくされ、2014年5月に川崎重工業を出場するまで車両組み換えの措置が取られた。

#### 秋田新幹線脱線事故
★2013年（平成25年）3月2日16時過ぎ（列車脱線事故）
秋田県大仙市の奥羽本線（秋田新幹線）神宮寺駅 - 刈和野駅間で、東京発秋田行き「こまち25号」（E3系6両編成）が吹雪の中を時速20kmで徐行走行中、吹き溜まりに乗り上げ先頭車両が脱線した。事故原因は三線軌条でありながら、在来線規格の除雪車で在来線車両限界範囲の除雪しか行わなかったため、外側の新幹線用レール上の積雪が厚く残ってしまい在来線車両では脱線しなかったのに対し、新幹線車両では25cmのずれが生じて乗り上げ脱線してしまったもの。乗客約130人にけがはなかったが、約6時間車内に閉じ込められた後、バスで救出された。この事故の影響で秋田新幹線は翌日まで盛岡駅 - 秋田駅間（後に大曲駅 - 秋田駅間に短縮）で運転を見合わせた。
営業運行中の新幹線車両の脱線事故は、新潟県中越地震による上越新幹線脱線事故以来2度目。ただし、当該線区は法律上新幹線ではなく在来線として扱われる。

#### 東海道線列車脱線事故
★2013年（平成25年）4月7日 20時40分頃（列車脱線事故〈踏切障害に伴うもの〉）
神奈川県茅ヶ崎市のJR東日本東海道線茅ケ崎駅 - 平塚駅間の十間坂踏切で、踏切内に立ち往生した軽自動車と沼津発東京行き上り普通電車（E231系10両編成〈コツK-08編成〉）が衝突、200mほど軽自動車を引きずった後停止、先頭車両が脱線した。軽自動車に乗っていた男女は衝突直前に脱出し怪我はなかったが、乗客300名のうち1名が軽傷を負った。この事故の影響で東海道線は藤沢駅 - 小田原駅間で終日運転を見合わせ、翌8日13時過ぎに事故編成を自走により茅ケ崎駅構内の留置線に収容し、15時頃に完全に復旧した。完全復旧するまで上り線は8日始発より平塚駅から茅ケ崎駅まで東海道貨物線で経由したが茅ケ崎駅3・4番線はホームの有効長が10両分しかないため、上り列車は同駅を通過する措置をとった。
事故現場は歩行者専用踏切で、車両進入を阻むポールが踏切の手前に立っていたが、この踏切には自動車通行止めを示す標識や看板は設置されていなかった（事故後、自動車通行止めを示す看板を設置するとともにポールを増設する）。軽自動車の運転者は道に迷ってしまい、ポールをすり抜け踏切に進入。その後バックして踏切外へ出ようとして脱輪した。

#### 神戸電鉄三田線列車脱線事故
★2013年（平成25年）5月28日 19時59分頃（列車脱線事故）
神戸電鉄三田線有馬口駅を出発した新開地発道場南口行き普通列車（4両編成）の運転士が分岐器部分で異常な振動を感じて停車したところ、前から2両目の前台車全2軸が進行方向右側に脱線していた。原因は分岐器の形状であった。同駅では2006年にも別の分岐器で2回の脱線事故が発生している。
事故の影響で有馬線谷上駅 - 有馬温泉駅間、三田線有馬口駅 - 岡場駅間が5月31日まで運転見合わせとなったが、6月1日の始発列車より運転を再開した。ただし、事故の影響で有馬口駅構内の分岐器を暫定的にダブルスリップスイッチから片開き分岐器に交換し、有馬線からの渡り線の撤去・有馬線側の片開き分岐器の鎖錠を行った。そのため、新開地方面から有馬温泉駅への配線が無くなったことから、同日にダイヤ修正を実施した。
2014年4月から6月にかけて配線変更の本工事が行われ、三田線方面は1・3番線、有馬線方面は2・4番線に振り分けられ、交差する2・3番線の線路は分岐機能が無く、交差するだけのダイヤモンドクロッシングとなった。以前と比べシンプルな線路配置となり、ポイントも3か所から単純な片開き分岐2か所に整理された。同年6月28日にダイヤ変更を実施し新開地駅 - 有馬温泉駅間の直通列車が再開された。

#### 函館本線特急列車出火事故

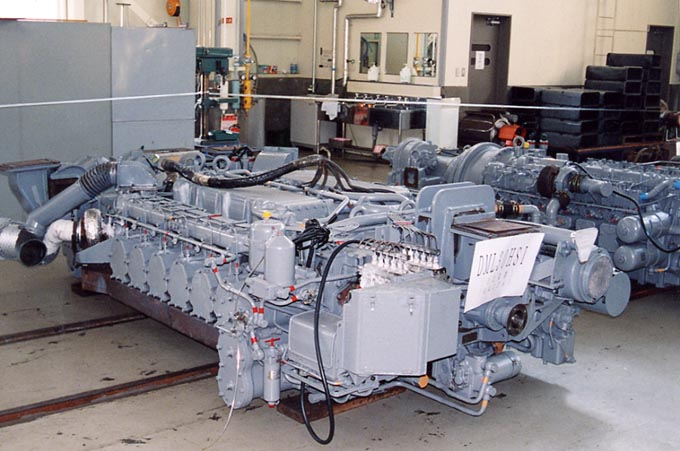
出火を引き起こしたエンジンと同形式のDML30系エンジン

★2013年（平成25年）7月6日 15時45分頃（車両障害）
JR北海道で相次いだ一連の事故と不祥事の内の一件。函館本線鷲ノ巣駅 - 山崎駅間を走行中の札幌発函館行き特急「北斗14号」（キハ183系・8両編成）のうち、キハ182-2557の床下のエンジン付近から出火、山崎駅構内で非常停止した。火はすぐに消し止められ、車外に避難した乗客約200人にけがはなかったが、出火元の4号車の側面は黒く焼け焦げた。出火したディーゼルエンジンは、DML30系であった。同型のエンジンに関しては、2012年9月18日に千歳線新札幌駅で、同じく特急「北斗」のエンジンから冷却水と潤滑油が漏れるトラブルがあったほか、2013年4月8日にも函館本線八雲駅に停車中の特急「北斗」のエンジンから出火するトラブルが発生したばかりであった。これらのトラブルについては、スライジングブロック（スライディングブロック）と呼ばれる部品が破損したことが直接の原因とみられており、JR北海道は同型エンジンのスライジングブロックを4月に交換したばかりであったが、約3か月という短期間で再び事故が発生した。
国土交通省の運輸安全委員会は、事故につながるおそれがある重大インシデントに当たると判断、車両の保全命令を出し、8日に鉄道事故調査官2名をJR北海道苗穂運転所に派遣した。また、同日に国土交通省北海道運輸局は、局長名での文書指導を行った。JR北海道に対する局長名での文書指導は、2011年5月の石勝線特急列車脱線火災事故以来となる。11日には、国土交通副大臣の鶴保庸介がJR北海道社長の野島誠を国土交通省に呼んで注意喚起を行い、翌12日には国土交通大臣太田昭宏が安全確保の徹底を求めたが、直後の15日にもねじの緩みが原因で千歳線を走行中の札幌発釧路行き特急「スーパーおおぞら3号」の配電盤から出火するトラブルが発生したほか、22日にはナットの緩みが原因で根室本線を走行中の札幌発帯広行き特急「スーパーとかち1号」のディーゼルエンジンの内部が破損し、発煙や油漏れが起きた。このため、国土交通省がJR北海道に対し、車両整備についてJR東日本に技術的協力を要請するよう指示をする異例の事態となり、JR北海道はJR東日本に車両保守について協力を求めることとなった。また、JR北海道は、車両のメンテナンスに時間的余裕を持たせるため、これまでの方針を転換し、特急の減速や減便を行うダイヤ変更を11月に行った。鉄道事業者が、安全対策のために減速・減便のダイヤ変更を行うのは極めて異例。
運輸安全委員会の調査では、今回も4月のトラブルと同様、スライジングブロックとエンジン内のピストンの一部が破損していた。また、今回の事故では、シリンダーブロックに直径約10センチメートルもの穴が開いており、非常停止した地点の2キロメートル手前からエンジンの潤滑油が漏れた跡が残っていた。JR北海道は、DML30系エンジンを搭載する車両36両について、事故原因が判明するまで運行を取り止めることとなり、北海道運輸局も事故原因の究明と再発防止策が確立されるまで運行禁止する措置を執った。この結果、繁忙期にもかかわらず札幌・函館間の特急の本数は約3分の2となり、利用者に大きな影響が出た。
なお、DML30系エンジンを搭載していた気動車のうち、JR九州のキハ66・67系およびキハ71形は本事故以前に全車両とも別形式のエンジンへ換装され、JR西日本・四国に承継されたキハ181系は2011年までに全車引退し、JR東海・西日本・四国・九州に承継されたキハ65形は2010年までに全車運用離脱（形式消滅は2013年）したため、本事故時点でDML30系エンジンを使用しているのはJR北海道のみとなっていた。ただし、この事故の原因となった660馬力仕様のエンジン以外は噴射量制御用のサーボモーターは従来のままで大型化されておらず、今回のような制御リンク類の折損も起こっていない。

#### 函館本線貨物列車脱線事故（八雲事故）
★2013年（平成25年）8月17日 1時5分頃（列車脱線事故）
JR北海道函館本線八雲駅 - 山越駅間を走行中の札幌貨物ターミナル発福岡貨物ターミナル行き貨物列車（21両編成）が倒木と衝突し停車、機関車と貨車3両が脱線した。線路下を流れる熱田川の氾濫の影響で、土砂が流出して線路が宙に浮いた状態となっており、浮いた線路や倒木が脱線の原因となったとみられている。国土交通省の運輸安全委員会は鉄道事故調査官2名を現地に派遣、委員会の調査によれば、機関車の排障器に大きなへこみが見つかっており、たわんだ線路に衝突したか、倒木に乗り上げた可能性があるとみられている。事故現場は、8日前の9日にも土砂が流出したばかりの場所であった。同様の流出は2010年8月の台風による大雨でも発生しており、JR北海道、国土交通省北海道開発局函館開発建設部、八雲町の3者は、治水対策を進めていたが、9日に降った雨は、この治水対策の目安を大きく上回っていた可能性があるとみられている。3者は、熱田川の氾濫を防止するため、計画していた治水対策に加え、新たに流水溝を設置する方針を固めている。
この事故の影響に加え、翌18日の10時すぎには、函館本線東山駅 - 姫川駅間で線路に土砂が流入し、臨時特急列車が緊急停車する事故も発生、お盆の帰省客などに大きな影響が出た。函館本線特急列車出火事故に伴う運休も重なり、2013年のお盆のJR北海道の利用者は前年に比べ11パーセントも減少する事態となった。

#### 水間鉄道踏切事故
2013年（平成25年）8月27日（踏切障害事故、施設障害）
大阪府貝塚市内の水間鉄道水間線の森2号踏切で、電車と踏切内に進入していた乗用車とが衝突し、乗用車の運転者の男性1名が軽傷を負った。大阪府警察が捜査を行ったところ、同社線内の踏切の遮断機が作動しなくなっているとの通報が複数入っていたことが明らかになった。このため府警は、同社の男性助役が、同社の内規に違反して故障調査のための職員を派遣せず、また当該電車運転士も、踏切の状態を確認しないまま運転業務に当たっており、これらの事象が重なった結果事故が引き起こされたとして、助役と運転士を業務上過失致傷容疑で書類送検、両名は岸和田簡易裁判所より罰金刑の略式命令を受けた。

#### 加古川線逸走トラブル
2013年（平成25年）9月16日未明（本線逸走）
加古川線の西脇市駅の3番線に夜間停泊していた車両（103系2両編成）が、駅から南へ1.9キロメートルほど無人の状態で逸走した。事故当時は台風18号の影響で強風が発生しており、何らかの理由で手歯止めが外れたため、定圧空気タンクの配管接続部分から圧縮空気が徐々に漏れ出し、ブレーキが自然緩解したのが原因とみられている。

#### 函館本線貨物列車脱線事故（大沼事故）
★2013年（平成25年）9月19日 18時5分頃（列車脱線事故）
JR北海道で相次いだ一連の事故・不祥事の内の一件。北海道亀田郡七飯町のJR北海道函館本線大沼駅構内で、ジャガイモを輸送中の帯広貨物発熊谷貨物ターミナル行き貨物列車（18両編成）の6両目から9両目が、分岐器（ポイント）付近を通過時に脱線した。脱線した車両は大きく傾き、一部の台車には砂利がめり込んだ。国土交通省運輸安全委員会の鉄道事故調査官は翌20日午前から調査を実施、委員会によれば、脱線現場付近のレールの幅が、分岐器の手前で規定より最大37ミリメートルも広がっていた。また、JR北海道は巡回点検で現場のレール幅の異常を把握しながら、1年以上も放置していた。また、その後の調査で、事故現場以外にも多数のレールの異常を補修せずに放置していた。放置だけでなく軌道検査データ改ざんが習慣化しており、その改ざんのままで運輸安全委員会に提出していたことも判明した。
国土交通省は21日から、鉄道事業法に基づき特別保安監査を実施した。特別保安監査は緊急的に行われるもので、死傷者のいない事故で実施されるのは異例のことである。当初は23日までの予定で、4人で保線部門を監査していたが、次々にJR北海道の不備が判明したため、監査員を9人に増員したうえ、27日まで監査を延長し、全部門を監査する事態となった。また内閣官房長官の菅義偉が、レールの異常を放置していたことは極めて悪質であると批判し、監査の徹底を国土交通省に指示、これを受け、国土交通省は監査態勢を20人に増員し、対象も全支社に拡大したうえで監査を実施した。また、特急列車の非常ブレーキが作動しない状態のまま運行していた問題が発覚したことなどを受け、10月9日から12日にかけて、16人態勢で追加の特別保安監査を行った。また、過去に例のない大規模な監査となったため、国土交通省は特別保安監査の結果をまとめる前に、JR北海道に改善指示を出すという異例の対応をとった。2016年2月24日、鉄道事業法違反と運輸安全委員会設置法違反でJR北海道工務部副部長ら本社の3人が在宅起訴され、現場保線部署に所属していた14人が略式起訴された。2019年2月6日、改ざんしたレール検査数値を虚偽と知りながら国に報告したとして、鉄道事業法違反などの罪に問われた当時の本社幹部3人に、札幌簡易裁判所（結城真一郎裁判官）は、いずれも無罪判決を言い渡した。両罰規定に基づき起訴された法人としての同社は求刑通り罰金100万円とした。改ざんに関与した函館保線所などの現場社員13人は罰金の略式命令が確定している。同裁判では、本社の関与の有無が争点となっていた。判決で、結城裁判官は「被告らの執務状況からすると、数値の変化が不合理だと気づいたとは認められない」として改ざんの認識があったとは認めなかった。同社については「多数の従業員に、複数回にわたりうその報告をさせた責任は重い」と指摘した。
JR北海道では、レールの補修状況を本社に伝える体制になっていなかった。この事故の直後には、次々に他のトラブルも露呈した。24日の会見中には、普通列車から発煙するトラブルがあったことが判明。また、同日に特急「オホーツク」のブレーキ部品が脱落するトラブルも発生した。1回目の特別保安監査直後の10月1日にも、特急「スーパー北斗」が工事のため徐行すべき区間で、制限速度を時速35キロ超過して運転する事案が発生、また同日には、9月に自動列車停止装置（ATS）を破壊する問題を起こした運転士が保守部門に異動していたことも判明した。この他にも、特急「オホーツク」が、ATSなどの保安装置が作動しない状態のまま営業運行していたことも発覚した。こうしたトラブルが続発する背景としては、不採算路線を抱え経営環境が厳しいことや、ミスを責められ、意見を言いにくい雰囲気が情報共有を妨げているとの見方、また、労働組合間の対立が情報の伝達を阻害しているという見方もある。
事故から1年経過後、JR北海道は事故発生当日の9月19日を「保線安全の日」として制定した。また、江差線貨物列車脱線事故や函館本線貨物列車脱線事故（2013年8月）を受けての安全対策として、代行バス運転を実施した上で2014年12月10日に函館本線大沼駅 - 森駅間（渡島砂原経由）における軌道強化工事を完了した。この際に交換した枕木を利用して関係者向けに「安全の誓い」を戒めたストラップを作成している。その結果、JR北海道は11月に安全・安心を確保するため、減速・減便ダイヤを実施した。

#### 横浜線川和踏切死傷事故
2013年（平成25年）10月1日 11時30分頃（踏切障害事故）
横浜市緑区中山町のJR横浜線・川和踏切で、遮断中の踏切内にいた同区の高齢者男性を助けようと踏切内に入った女性が、男性とともに東神奈川発橋本行き電車（205系）にはねられ、女性は死亡、男性は重傷を負った。
神奈川県警察によると、現場は警報機と遮断機のある幅10.8mの踏切で、女性は父親の乗用車の助手席に乗り、踏切待ちをしていた。踏切内に倒れていた男性に気付いて、父親の制止を振り切って車を降り、踏切内に入ったという。
女性には、紅綬褒章および女性の遺族に銀杯、「勇気ある行為を称えるとともに弔意を表するため」として、内閣総理大臣の安倍晋三の書状、警察庁の警察協力章、神奈川県警察本部長・石川正一郎警視監と緑警察署署長の感謝状が贈られた。
通夜には、黒岩祐治（公選第17代神奈川県知事）や林文子（公選第31代横浜市長）、冨田哲郎（第5代JR東日本社長）も参列した。
ただし、救助者が死傷する二重事故を防ぐという観点からは、非常停止ボタンを押すなどして接近する列車を緊急停車させる防護処置を行うのが好ましく、防護処置を行わずに遮断棹の下りた踏切に入ることには否定的意見もある。

### 2014年

#### 東急東横線元住吉駅追突事故

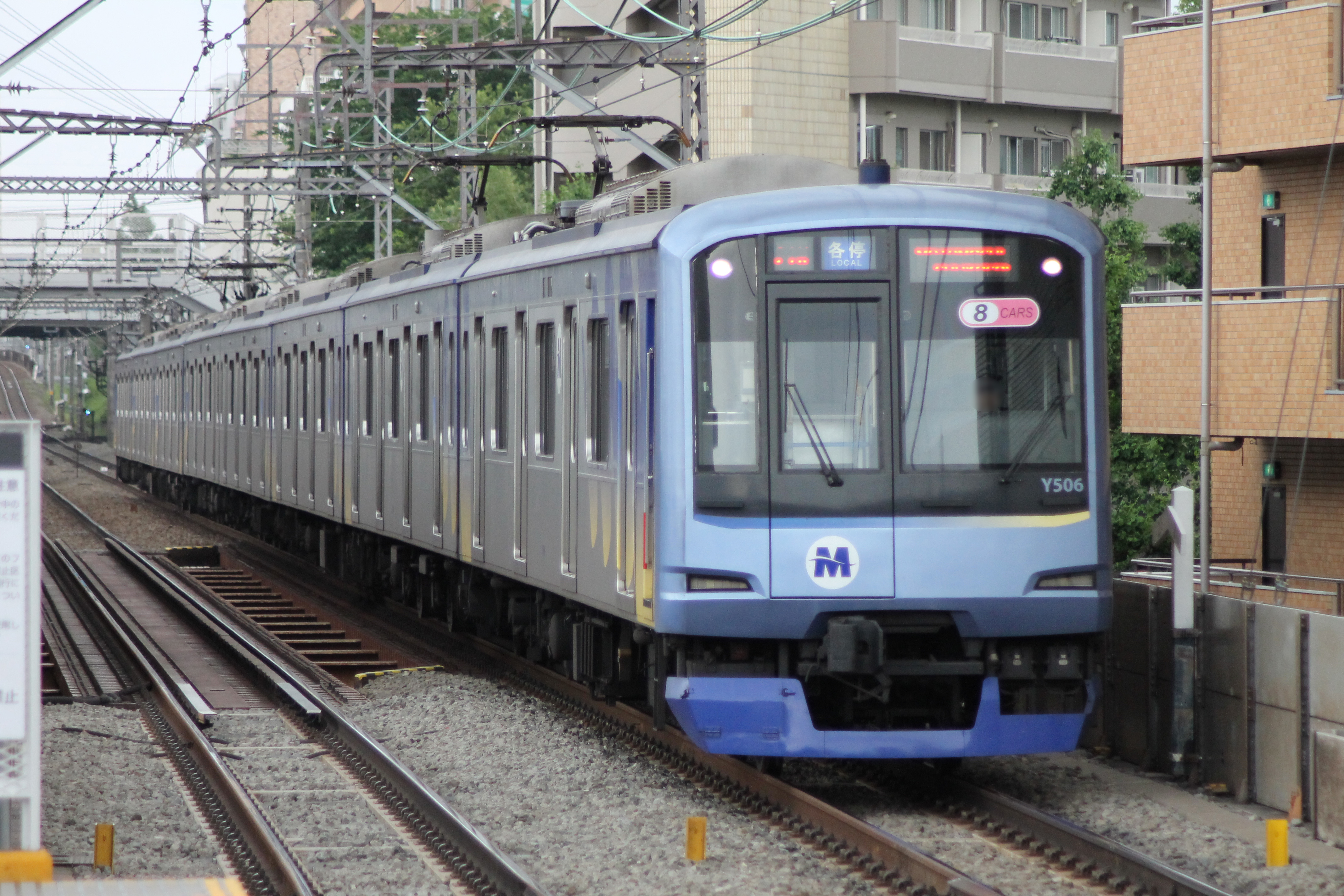
被害車両のY500系Y516編成

★2014年（平成26年）2月15日 0時30分頃（列車衝突事故）
川崎市中原区の東急東横線元住吉駅構内で、渋谷発元町・中華街行き下り各駅停車（東急5050系・8両編成）が、駅に停車中だった先行列車の渋谷発元町・中華街行き下り各駅停車（横浜高速鉄道Y500系・8両編成）に追突、先行列車のデハY556（元町・中華街方から6両目）とデハY546（元町・中華街方から7両目）、後続列車の1両目のクハ5855と2両目のデハ5755が脱線し、デハ5755がクハ5855の車端部にめり込む形（テレスコーピング現象）で双方が大破した。
両列車には乗員4名と乗客約140名が乗車しており、うち乗客72名が負傷した。原因はブレーキシューと車輪の隙間に雪などが入って制動力が低下し、追突に至ったためとされている。
大雪により運行ダイヤが大幅に乱れていたが、この影響で東急東横線は渋谷駅 - 菊名駅間で運転を中止し、乗り入れ先の東京メトロ副都心線・東武東上線・西武有楽町線・西武池袋線との直通運転中止および一部列車の運休、および目黒線武蔵小杉駅 - 日吉駅間で運転を見合わせ、翌16日よりいずれも平常運転に復帰した。2017年2月6日、警察は後続列車の運転士および運行を指示した電車区長が運行を規制しなかったことが事故原因とし、2人を業務上過失傷害容疑で書類送検する方針を固めた。2人とも容疑を認めている。2017年10月5日、横浜地検川崎支部は運転士と電車区長を不起訴処分とした。
2016年に製造された5050系5177編成は、スカートがスノープロウ一体型に変更されたほか、車内が同時期に製造された田園都市線の5000系6扉車置き換え用新造4扉車に準じた仕様になっている。5155編成は5177編成が製造されたことに伴い、運用に復帰せず2017年7月3日に廃車された。派生系列も含めて、5000系列（横浜高速鉄道に譲渡された5156編成を除く）初の編成単位での廃車となった。Y516編成は2014年7月に総合車両製作所横浜事業所に陸送されたが、修理されることなく、2017年10月に解体場へ陸送され、翌年7月までに全車が解体されている。こちらもY500系初の廃車となっている。
なお、Y500系の代替としては、暫定的に10両編成を8両で運行していたが（その影響により2014年のダイヤ改正予定だった一部の急行の10両編成化が取り止めになっている）、東急と横浜高速鉄道は、お互いの車両を交換することで一致。2017年（平成29年）に5156編成とY516編成とで交換による譲渡が行われた。横浜高速鉄道に譲渡された5156編成は、Y517編成として2018年 （平成30年）3月に塗装変更されて運転を開始した。また、東急側においても5156編成の代替として、2019年に一部に前述の5177編成と田園都市線2020系の仕様を取り入れた5178編成を製造している。

#### 京浜東北線脱線転覆事故

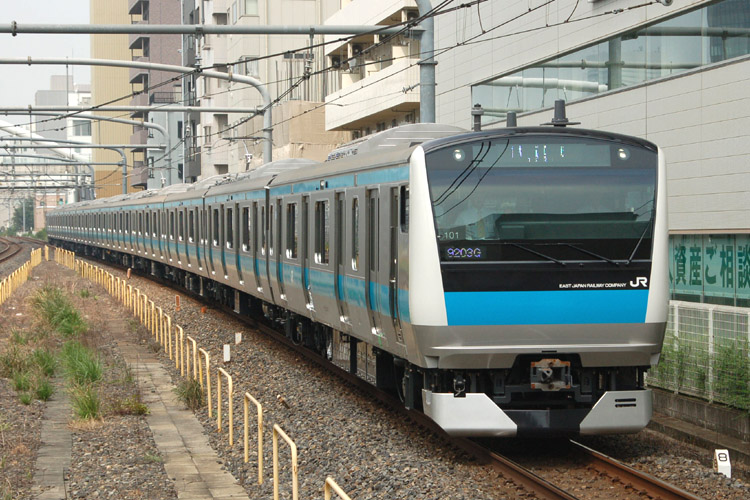
事故当該車と同形式の車両

★2014年（平成26年）2月23日 1時11分頃（列車衝突事故）
川崎市川崎区のJR川崎駅構内で、京浜東北線の北行蒲田行き回送電車（E233系1000番台）が、軌道上の工事用車両と衝突、先頭の1両目（10号車）のクハE233-1077と2両目（9号車）のサハE233-1277が脱線して1両目が完全に横転し、正面と進行方向右側面に激しい損傷を受け、2両目も傾斜して停止した。当該列車の運転士と車掌が救出されたが、いずれも軽傷だった。原因は作業員が京浜東北線の終電車確認を怠って作業用車両を誤って出したため。
この影響で京浜東北線・根岸線は2月23日いっぱいまで蒲田駅 - 鶴見駅間で運転を見合わせた。24日未明に事故列車を側線に移動させたことで、24日の始発から運転を再開した。このため、運転見合わせ中は並行して走っている東海道線との乗り換えが必要だった。また、復旧作業による送電停止の影響で、南武線の川崎駅 - 武蔵中原駅間で同日10時から11時頃まで運転を見合わせた。
この事故で運用を離脱したウラ177編成は復帰せず編成ごと廃車となり、E233系初の廃車となった。
なお、2018年10月3日付のJR東日本ニュースによると、脱線・大破した10号車、9号車と工事用車両を、事故の歴史展示館に展示して事故当時の状態を再現するとしている。

#### 小田急小田原線相模大野駅構内車両脱線事故

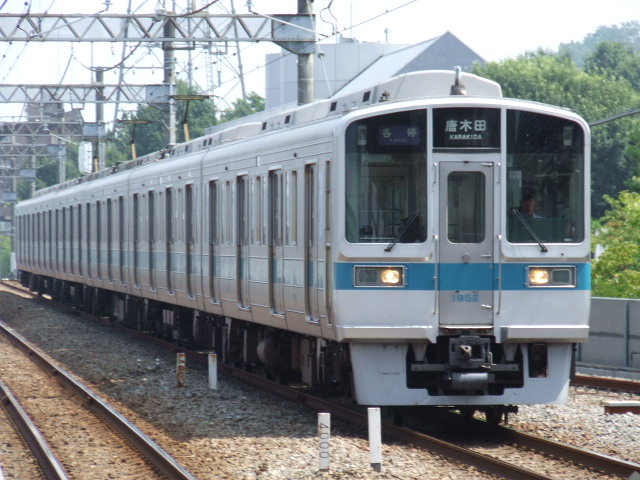
事故車両と同形式の車両

2014年（平成26年）6月19日 18時09分頃（車両脱線、その他の電気事故、輸送障害）
小田急電鉄小田原線の相模大野駅構内で、隣接する大野総合車両所より出庫して駅ホームへ走行中であった回送電車（小田急1000形ワイドドア車1754F・6両編成）のうち、3・4・6両目の計3両が出庫線と本線が合流する分岐器付近で脱線した。乗客はおらず、乗務員を含め人的被害はなかったものの、パンタグラフが架線を切断し停電が発生、一時小田急全線で運転を見合わせた。その後も事故被災車両の移動や破損した分岐器の復旧に時間を要したことから、小田原線新百合ヶ丘駅 - 相武台前駅間および江ノ島線相模大野駅 - 大和駅間は終日運休となった。
この事故の影響により、19日終電までに上下列車計288本が運休し、事故発生時刻が夕刻ラッシュ時間帯と重なったこともあり約15万人の利用客が影響を受けた。また、特急ロマンスカーおよび地下鉄千代田線への直通列車が翌20日にかけて全面運休となった。

#### 指宿枕崎線特急「指宿のたまて箱」脱線事故

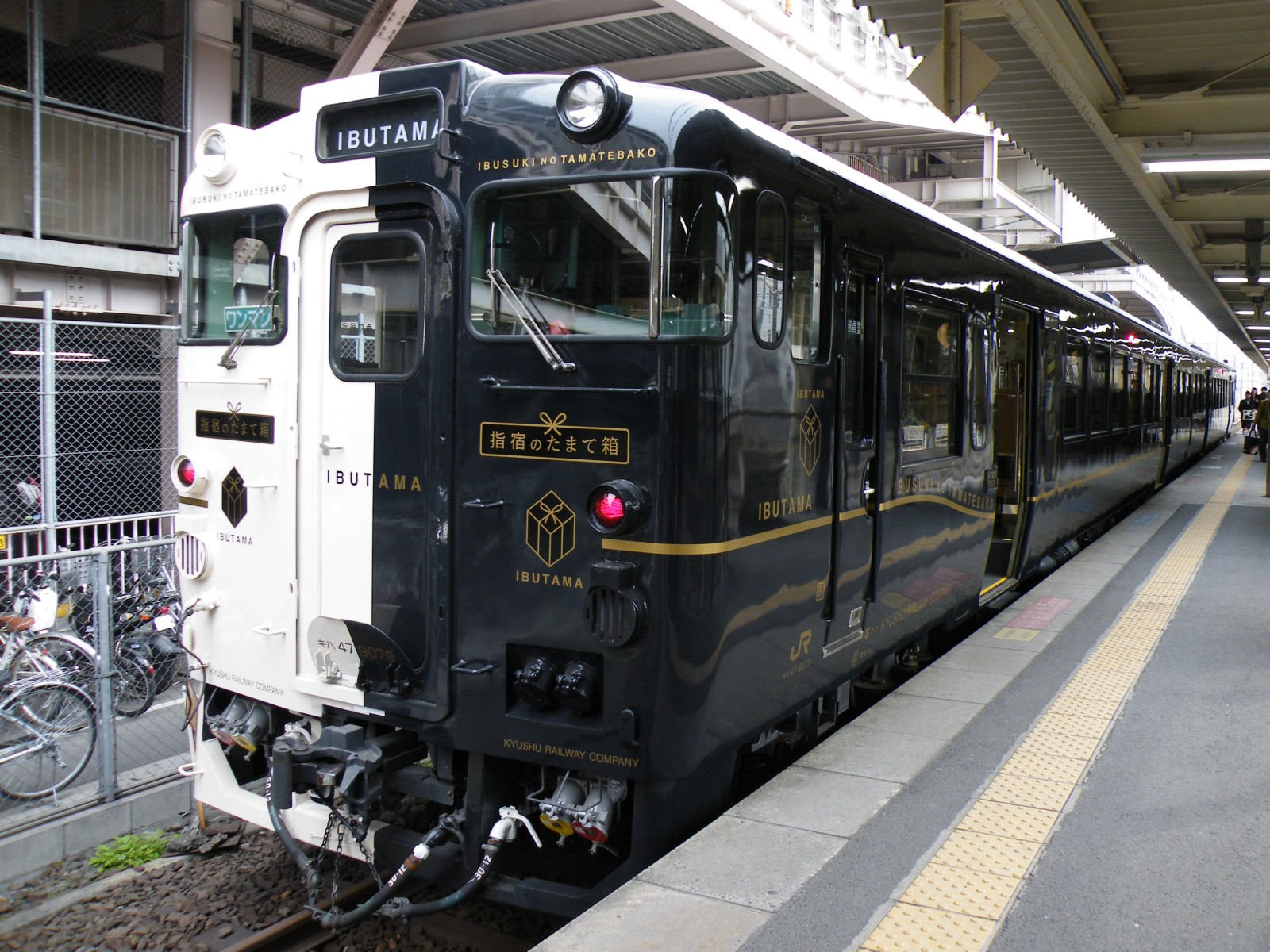
事故の被災車両である「指宿のたまて箱」

★2014年（平成26年）6月21日 11時07分頃（列車脱線事故）
JR九州指宿枕崎線の指宿発鹿児島中央行き特急「指宿のたまて箱2号」（キハ40系・キハ47 8060＋キハ47 9079）が生見駅 - 薩摩今和泉駅間を走行中、直前に発生した土砂崩れで線路に流入した土砂に乗り上げて脱線、同じく流入した倒木に衝突して車両の前面が破損。乗員・乗客計15人が重軽傷を負った。事故当時は豪雨により、枕崎市では6月の降雨記録を更新していた。
この影響で、事故発生時から指宿枕崎線の喜入駅 - 指宿駅間は終日運休、事故から3日後の6月24日までに脱線車両を撤去、土砂崩れの起きた斜面の補修などの安全対策を終えて6月28日の始発列車から運転を再開した。JR九州は、この影響で当該区間の特急・快速・普通列車計358本が運休、2万9,600人に影響が出たと発表した。全線再開後も、事故の被害列車である「指宿のたまて箱」は車両の修理のため運休となり、代替として臨時快速列車を運行した。
その後「指宿のたまて箱」は2014年7月12日に運転を再開した。

#### 篠ノ井線踏切事故（2014年12月）
☆2014年（平成26年）12月18日（列車脱線事故〈踏切障害に伴うもの〉）
1時半頃、長野市篠ノ井塩崎のJR篠ノ井線谷川踏切（警報機、遮断機付き）に止まっていた乗用車に名古屋発長野行き特急「ワイドビューしなの25号」（6両）が衝突、車を押したまま約100メートル進み、先頭車両が脱線した。乗客84人にけがはなく、列車内で夜を明かした。乗用車を運転していた男性は衝突前に車外に出て無事だった。事故当時の現場の積雪は10 - 15cmだった。

### 2015年

#### 篠ノ井線踏切事故（2015年1月）
★2015年（平成27年）1月24日 19時30分頃（列車脱線事故〈踏切障害に伴うもの〉）
篠ノ井線姨捨駅 - 稲荷山駅間で線路内に誤進入した軽トラックが上諏訪発長野行き普通列車と衝突。列車は軽トラックを巻き込み城山トンネル内で脱線して停車した。この事故で軽トラックの運転者が軽傷を負ったが、乗客と乗務員にけがはなかった。同線は不通になり、当該列車が事故トンネルから出てきたのは19時間後の25日14時半頃だった。軽トラックが誤進入した踏切は城山トンネルから篠ノ井方面へ向かって2つ目の谷川踏切と推定された。この踏切にあった落輪防止壁の一部は前年の12月に起きた事故の際に損傷し、まだ補修されていなかった。近所の住人によると以前も車の誤進入があったという。

#### 山陽本線踏切事故（2015年）
★ 2015年（平成27年）2月13日 8時20分頃（踏切障害事故）
岡山県倉敷市船穂町のJR西日本山陽本線西阿知駅 - 新倉敷駅間の踏切で、岡山発福山行き普通電車（岡山電車区・115系D-24編成＋D-04編成・6両）が、踏切内に立ち往生していた大型トラックと衝突し、双方（電車は前2両）とも大破した。電車の乗客のうち1人が一時意識不明の重体（のちに意識を回復）、運転士と乗客16人が軽傷を負った。その影響で17時50分まで倉敷駅 - 金光駅間で運転を見合わせた。岡山県警察は、トラックの男性運転手を過失往来危険容疑で現行犯逮捕した。トラックの運転手は、エンジンがかかっているのにギアが入らずに動かなくなり、踏切の非常ボタンを押したが、間に合わなかったと証言している。トラックは平成24年5月製造の「ふそうスーパーグレート」のオートマチック車。三菱自動車への部品運搬車で、平成26年の年末に故障して修理に出されていた。修理を請け負った岡山三菱ふそう自動車にも過失往来危険の容疑がかけられ、同年2月17日に家宅捜索が行われた。ふそうスーパーグレートは変速機の不具合で過去に6度のリコールが行われている。
この事故を受けて、3月10日にJR岡山駅で予定されていた山陽新幹線40周年の式典が中止となった。
また、被害車両のうち損傷の少なかったD-04編成は5月上旬ごろに運用復帰。続いて、損傷の大きかったD-24編成のうち、前から3両目（クモハ115-323）は大破した2両と交換する形で岡山電車区のA-13編成（115系4両編成）の福山側2両（クハ115-356、モハ114-316）と編成を組んで8月中旬に運用復帰。大破した前2両（クハ115-408、モハ114-359）は2016年3月1日に廃車となった。また、組み換えで余剰となったA-13編成の岡山側2両（モハ115-316・クハ115-325）は吹田総合車両所に回送され、同年9月9日付で廃車となった。
2017年9月15日、岡山県警察は、運転士が非常ブレーキで止まることのできる約450m手前の地点より前でトラックを確認することが可能だったにもかかわらず、時刻表などの確認に気を取られ、非常ブレーキをかけた地点が約260m手前になったとして、運転士を業務上過失傷害などの容疑で書類送検した。また、トラック運転手も自動車の運転により人を死傷させる行為等の処罰に関する法律（自動車運転処罰法）違反（過失傷害）などの容疑で書類送検した。運転士は容疑を認めたが、トラック運転手は「トラックに不具合が起き（マニュアルにある）復旧操作をしたが動かなかった」と一部否認した。岡山三菱ふそう自動車は、立ち往生の原因と直接の関係はなく、責任を問えないとした。12月27日、倉敷区検は運転士を業務上過失傷害罪などで略式起訴した。同日、岡山地方検察庁はトラック運転手を「過失を認めるに足る証拠がなかった」として不起訴処分とした。倉敷簡易裁判所は、2018年1月16日までに運転士に罰金30万円の略式命令（1月10日付）を出した。

#### 青函トンネル特急列車ボヤ騒動
2015年（平成27年）4月3日 17時15分頃（列車火災事故）
JR北海道で相次いだ一連の事故と不祥事の内の一件。津軽海峡線青函トンネル内で、函館発新青森行き特急「スーパー白鳥34号」（789系）の5号車から火花が出ているのが見つかり、同列車は緊急停車した。火花は消火器で消し止められた。モーターへの配線が全て焦げ、制御装置の異常から過電流が生じて発熱し、火花が出たものと考えられる。乗客124人全員が竜飛定点を経由して地上に避難し、2名が病院へ搬送された。列車から1キロ以上の徒歩移動を強いられた上、竜飛定点と地上を結ぶケーブルカーは一度に15人程度しか運べず、全員が地上に避難するまで5時間以上を要するなど、北海道新幹線開業を目前に課題が浮き彫りとなった。1988年の同トンネル開業以来、乗客の避難は初めて。

#### 長崎本線列車同一線路進入事故
★2015年（平成27年）5月22日 12時22分頃（信号違反）
JR九州長崎本線肥前竜王駅で長崎発博多行き上り特急「かもめ20号」（885系6両編成）が待避線に進入しようとした際に、対向の博多発長崎行き下り特急「かもめ19号」（787系7両編成）が同一の待避線に進入した。下り「かもめ19号」は運転士が異線進入に気付いて緊急停止し、一方上り「かもめ20号」は下り特急の93m手前の、待避線ホームの停止目標位置付近で停車したため正面衝突は避けられた。
本来のダイヤでは両列車は肥前鹿島駅で行き違いを行うが、当日は「かもめ19号」が肥前竜王駅手前で異音を感知して同駅下り場内信号機の横で停車したため、行き違いを肥前竜王駅に変更していた。
運輸安全委員会はこれを深刻な事故になりかねなかったとして、重大インシデント（インシデントの中で最も事故の可能性があり、危険だったもの）と認定し、現地に事故調査官2人を派遣した。原因は、輸送指令員と下り列車運転士の間で列車の機外停止位置の認識が食い違っている状態で、運転再開の指示を行ったことに加えて、運転整理のために下り場内信号機を復位し上り列車を待避線に進入する進路構成変更取扱を実施し、それにより博多方の分岐器が過走防護のため待避線側に転換していたことによる。また、機外停止位置が下り場内信号機の内方にわずかに入ったが先頭車輪が軌道回路分界点（絶縁ポイント）を超えていないという微妙な位置であったため、システム上も食い違いに気づく機会がなかった。
これにより上下線の特急・普通合わせて32本（特急19本、普通13本）が運休、17本（特急6本、普通11本）が遅延するなど最大で7時間の遅れが発生し、約6000人に影響した。

#### 名鉄名古屋本線岐南駅構内ポイント破損事故
2015年（平成27年）6月3日 7時32分頃（信号違反、線路障害、輸送障害）
名鉄名古屋本線岐南駅構内に名鉄岐阜発須ヶ口行き普通列車（名鉄1000系1853編成・2両）が進入した際に、連結カバーがしまっておらず短絡し車両電源が喪失。300mオーバーランして停車。その際、笠松寄りのポイントを破損して通過。当該列車は電源が復旧し終点まで運転を再開。また、破損したポイント上を後続の列車3本が通過（岐南駅は普通列車のみ停車）。その後、普通列車が発車しようとした際、出発信号機が停止信号のまま切り替わらなかったため、ポイント破損が判明した。
この影響で8時00分頃から11時02分頃まで、名鉄岐阜駅 - 新木曽川駅間の上下線で運転見合わせ。運転再開後も破損したポイントが切り替わらず、列車がホームのある待避線に入線できなくなったため、上り（4番）ホームを終日閉鎖した。
中部運輸局は、当該列車が電源喪失し、その後、再び電源喪失する可能性があったにも関わらず、原因を特定せずに運転を再開させたことに加え、ポイントの破損に気づかず後続列車が通常の速度で破損したポイント上を通過していたことから、脱線した可能性もあったとして調査員を派遣した。なお、電源喪失した原因は「連結器（電気連結器）内に雨水が入り込みショートした」とされた。電気連結器のカバーは通常は閉まっているが、カバーが開いた状態で走行し、電気連結器の内部の端子に塵が付着し、ショートしたため電源喪失した。当該形式車両の制動装置は電磁直通ブレーキで、制御用の電源を失うと回生ブレーキと空気ブレーキのどちらの常用ブレーキも働かず、制動手段は非常ブレーキのみとなる。
1851編成・1852編成はこの事故により一時的に運用を外れた後、事故原因が判明後に再び営業運転に復帰したが、同編成はオーバーラン事故の当該車両だったこともあり、国土交通省中部運輸局から保全命令が発出され、犬山検査場新川検査支区で休車留置が続いていたが、営業運転に復帰することはなく2016年1月12日に廃車となった。

#### 阪堺線大和川検車区構内脱輪事故
2015年（平成27年）7月30日 9時50分頃（脱線事故）
阪堺電気軌道阪堺線我孫子道停留場に併設される大和川検車区から出庫しようとした我孫子道発天王寺駅前行き電車（モ501形503号）が本線との合流地点で脱線した。回送車のため乗客は乗っておらず、男性運転士1人にけがはなかった。この事故で阪堺線・上町線全線で運転を見合わせた。

#### 根岸線エアセクション内停車に伴う架線断線事故
2015年（平成27年）8月4日 19時11分頃（その他の電気事故、輸送障害）
JR東日本根岸線横浜駅 - 桜木町駅間で架線断線が発生し、京浜東北線・根岸線・横浜線・東海道線の各線で長時間の運転見合わせが発生した。また、新子安駅付近で乗客が非常用ドアコックを操作し車外に飛び出したことから横須賀線でも運転見合わせとなった。原因はエアセクション内で列車が停車した後に加速し、ショートして架線が破断したため。
事故発生の当日は横浜みなとみらいエリアでの花火大会や新横浜駅周辺で大型ライブ・コンサートなどが開催されたことも重なり、品川駅から横浜駅までの周辺沿線が大混乱に陥り、退勤中のサラリーマン・OLやイベントからの帰宅客らを中心に約35万人に影響が出た。
なお、事故現場は1951年（昭和26年）に106人が死亡した桜木町事故の現場付近であり、事故状況にも類似点がある。

#### 山陽新幹線部品脱落事故
★ 2015年（平成27年）8月8日 17時27分頃（車両障害、鉄道人身障害事故）
JR西日本山陽新幹線小倉駅 - 博多駅間の四郎丸トンネル（福岡県宮若市）を走行中の新大阪発鹿児島中央行き「さくら561号」（N700系S4編成、8両）の2号車（788-7004）に装着されていた床下機器を覆うカバーが脱落し舞い上がり、3号車（786-7004）の側面に衝突した後、架線をショートさせ停電、事故列車を含む3本の列車が停止した。この事故で3号車に乗っていた女性客1人が負傷、約1万5,100人に影響が出た。JR西日本は9日、カバーを固定していたボルトが2本紛失していたと発表。隣に取り付けられていた別のカバーのボルトも1本が脱落し、1本が緩んでいた。
原因は7月24日の走行試験でカバーをつけ直した際、ボルトの締め付けが不十分であったため。福岡県警察は業務上過失傷害を視野に捜査を始めた。事故を重く見た九州運輸局はJR西日本に対し、再発防止に向けた措置を講じるよう文書で警告した。国土交通省の運輸安全委員会は10日、鉄道事故調査官2名を現地に派遣した。
JR西日本はこの事故を重大に受け止め、同社役員の報酬返上を実施した。加えて、事故に関係した指導・監督者と作業責任者、計9名に戒告等の処分を行った。

#### 長崎電気軌道桜町支線脱線事故
★ 2015年（平成27年）10月11日（車両脱線）
2016年（平成28年）6月2日（車両脱線）
長崎電気軌道桜町支線の公会堂前停留場付近で連続脱線事故が発生した。この影響で、3号系統の赤迫方面は2017年11月29日に運行を再開するまで長期の運休を強いられた。

#### 東海道本線エアセクション内停車に伴う架線溶断事故

東海道本線エアセクション内停車に伴う架線溶断事故。作業員が屋根に登って作業をしている。右側の車両には切れて垂れ下がった架線による焦げ跡もみられる。

2015年（平成27年）11月16日8時6分頃（その他の電気事故、輸送障害）
東海道本線（JR神戸線）神戸駅 - 元町駅間で、網干発野洲行き新快速がエアセクション内に停車し、その後、再び動き出した際に発生した熱で架線が溶断されたため、須磨駅 - 灘駅間で停電が発生した。このため、西明石駅 - 大阪駅間の上り外側線で運転を見合わせた。また、塩屋駅 - 須磨駅間でも、上り新快速電車（上郡発野洲行き）と上り快速電車（網干発大阪行き）が停車し、乗客の降車および架線復旧のため、9時10分から姫路駅 - 芦屋駅間で運転を見合わせた。その後、12時15分に運転を再開した。この影響で、150本の列車に運休・遅れが発生し、乗客約15万人に影響が出た（7時35分に住吉駅で発生した人身事故を含む）。
運転士がエアセクションの停止禁止区域外に停車しているものと勘違いしたために起きた事故である。

#### 山田線列車脱線事故
★2015年（平成27年）12月11日 19時30分頃（列車脱線事故）
JR東日本山田線の松草駅 - 平津戸駅間で、盛岡行き上り最終普通列車（キハ110-132・1両編成）が線路上に崩れていた土砂に乗り上げ全軸が脱線、車体が進行方向右側へ傾き、乗客22名および乗務員2名（運転士および車掌）のうち、乗客1名が重傷、乗客14名および運転士が軽傷を負った。山田線は翌12日には盛岡駅 - 上米内駅間、川内駅 - 宮古駅間で運転を再開したが、事故の2日後には崩壊斜面上部3か所で亀裂が見つかり、事故現場を含む上米内駅 - 川内駅間については運休、盛岡 - 宮古間で並行する106急行バスによる振替輸送を実施している。
運輸安全委員会による調査によれば、斜面崩壊の原因は、「急な斜面であること及び風化により斜面表層部が不安定化していたところに降雨や融雪などにより斜面表層の重量が増加したこと」によるものとされている。なお、事故発生前の2015年12月5日に、崩壊箇所内で防護ネットの下から露岩が抜け出す、崩壊の予兆とみられる事象が発生していたが、この事象からの予測は困難であったとしている。
復旧に当たってJR東日本盛岡支社と林野庁東北森林管理局では2016年9月に斜面の安全対策工事に着手し、斜面上部の国有林は森林管理局が担当し、グランドアンカー約140本を打ち、約1万2000立方メートル土砂を撤去した。その後、5月の大型連休後に、JRにより脱線車両の重機による切断・撤去、斜面下部へのグランドアンカー約180本の打ち込み、表土約1000立方メートルの撤去が行われた。この復旧に当たって閉伊川には現場と国道106号をつなぐ仮設橋も整備した。そして、2017年11月5日に運転を再開した。
また、JR東日本では事故発生箇所周辺の施設管理者や地元自治体などで構成する「山田線土砂崩壊に関する斜面防災協議会」を設置している。
事故の当該車両であるキハ110-132は2017年5月に廃車された。

#### 函館本線嵐山トンネル架線火災事故
2015年（平成27年）12月27日5時頃（電気火災事故、輸送障害）
JR北海道函館本線伊納駅 - 近文駅間の嵐山トンネル内で、回送列車の運転士が架線から火が出ているのを発見、天井部分のポリエチレンが燃える被害が発生。火災は同日正午前後に鎮火された。JR北海道は函館線深川 - 旭川駅間で運転を見合わせ、特急を含む上下233本が運休となった。2015年12月29日午後、不通区間であった深川駅 - 旭川駅間が運行再開された。

#### 高徳線普通列車脱線事故
★2015年（平成27年）12月31日12時頃（列車脱線事故、信号違反）
香川県さぬき市のJR高徳線オレンジタウン駅構内で、徳島発高松行き普通列車（1両）が客扱い後、誤って出発信号機が赤信号のまま発車、安全側線に進入し脱線した。乗客乗員計46人のうち、乗客1名がけがをした。この事故で高徳線志度駅と三本松駅間は約6時間にわたり不通になった。上下あわせて特急列車13本、普通列車18本が運転を見合わる事態となり、約1,600人に影響が出た。運輸安全委員会は「対向列車と正面衝突の危険があった」として12月31日、鉄道事故調査官2人を派遣し、詳しい事故原因を調べている。
原因は運転士が考えごとをしながら出発時の運転取り扱い作業を無意識に行ったことにより、ノッチ投入後の出発信号機の確認を失念したものと推定された。

### 2016年

#### 東京メトロ半蔵門線九段下駅におけるベビーカー挟み事故
2016年（平成28年）4月4日15時頃（その他の事故）
東京地下鉄（東京メトロ）半蔵門線九段下駅で、中央林間発押上行き電車（東京メトロ8000系10両編成）が、電車到着前から並んでいた家族連れの乗車途中にドアを閉めてしまい、6両目の車両のドアにベビーカーを挟んだまま発車。電車はそのまま走行し、ベビーカーはホーム端の柵に衝突、大破した。ベビーカーに子供は乗っておらず、負傷者はいなかった。当時ホームや電車内の乗客が異常に気付き非常停止ボタンや車内通報器を押したものの、列車は停止せず、そのまま隣駅の神保町駅まで走行を続けた。これに対し車掌は、車内通報器に応答したが返事がなかったため、400m先の神保町駅で対応しようと思ったと報告している。また、車掌は、非常ベルが押されたことは知っていたものの、電車を停車させることをためらった模様である。
これ以前にもベビーカーがドアに挟まれたまま発車し引きずられる事故が発生しており、東京メトロでは対策として、ドアに1cm以上の隙間があると発車できないようにし、ドアのゴムの下部30cmは挟まっていることを検知しやすいように固いゴムを使用していたほか、製品安全協会は2009年に基準を見直し、ベビーカーの前輪パイプ部分の太さを3.5cm以上とするといった各種対策をとっていたが、本事故では挟まれたベビーカーの前輪パイプの太さが1.5cmと細かったことや、挟まれた位置が下から約60cmの柔らかいゴムの部分であったことなどから、挟み込みを検知できなかったとみられている。

#### 札幌市電衝突事故
2016年（平成28年）4月5日14時20分頃（道路障害事故）
北海道札幌市中央区の札幌市電のロープウェイ入口 - 西線16条間で、外回り循環便の列車（240形1両編成）が交差点を右折した乗用車と衝突した。この事故により乗用車を運転していた50代の男性が重傷を負い、市電の乗客からも3人が軽傷で病院に搬送された。この事故の影響で30本が部分運休となり、約2400人に影響が出た。

#### 平成28年（2016年）熊本地震による事故
2016年（平成28年）4月14日21時26分頃（九州新幹線、列車脱線事故）（平成28年〈2016年〉熊本地震〈前震〉）
JR九州、九州新幹線の熊本駅の下り方2km近く先で熊本総合車両所に向かっていた回送列車（800系U005編成）が、この日発生した平成28年（2016年）熊本地震の前震により6両全車両が脱線した。車体の損傷によって台枠がゆがんだため、復帰することなく廃車された。1両目は、工場公開イベントの際、車体にありがとうメッセージが書けるようになっていた。JR九州によると、車両の一部を保存するとのこと。
★2016年（平成28年）4月16日1時25分頃（豊肥本線、列車脱線事故）（平成28年〈2016年〉熊本地震〈本震〉）
JR九州豊肥本線赤水駅構内を出たばかりの宮地方面行きの線路点検を行っていた回送列車（キハ47形気動車2両）が平成28年（2016年）熊本地震の本震により先頭車が踏切上で脱線した。
いずれの事故も乗客はなく、運転士にもけがはなかった。

#### 長良川鉄道越美南線脱線事故（2016年）
★2016年（平成28年）4月15日19時25分頃（列車脱線事故、線路障害）
長良川鉄道越美南線母野駅 - 洲原駅間の洲原トンネルで、北濃発美濃太田行き列車が走行中に脱線し、運転士が負傷。同線は事故の影響で、翌16日まで運行を見合わせた。その後17日より美濃太田駅 - 関駅間で運行を再開、18日には運行再開が美濃市駅まで拡大され、25日には全線で運行が再開された。トンネル内の漏水によるレールの腐食や、横圧によるヒビなどによってレールが破断したことが原因と見られている。

#### 東武東上線脱線事故

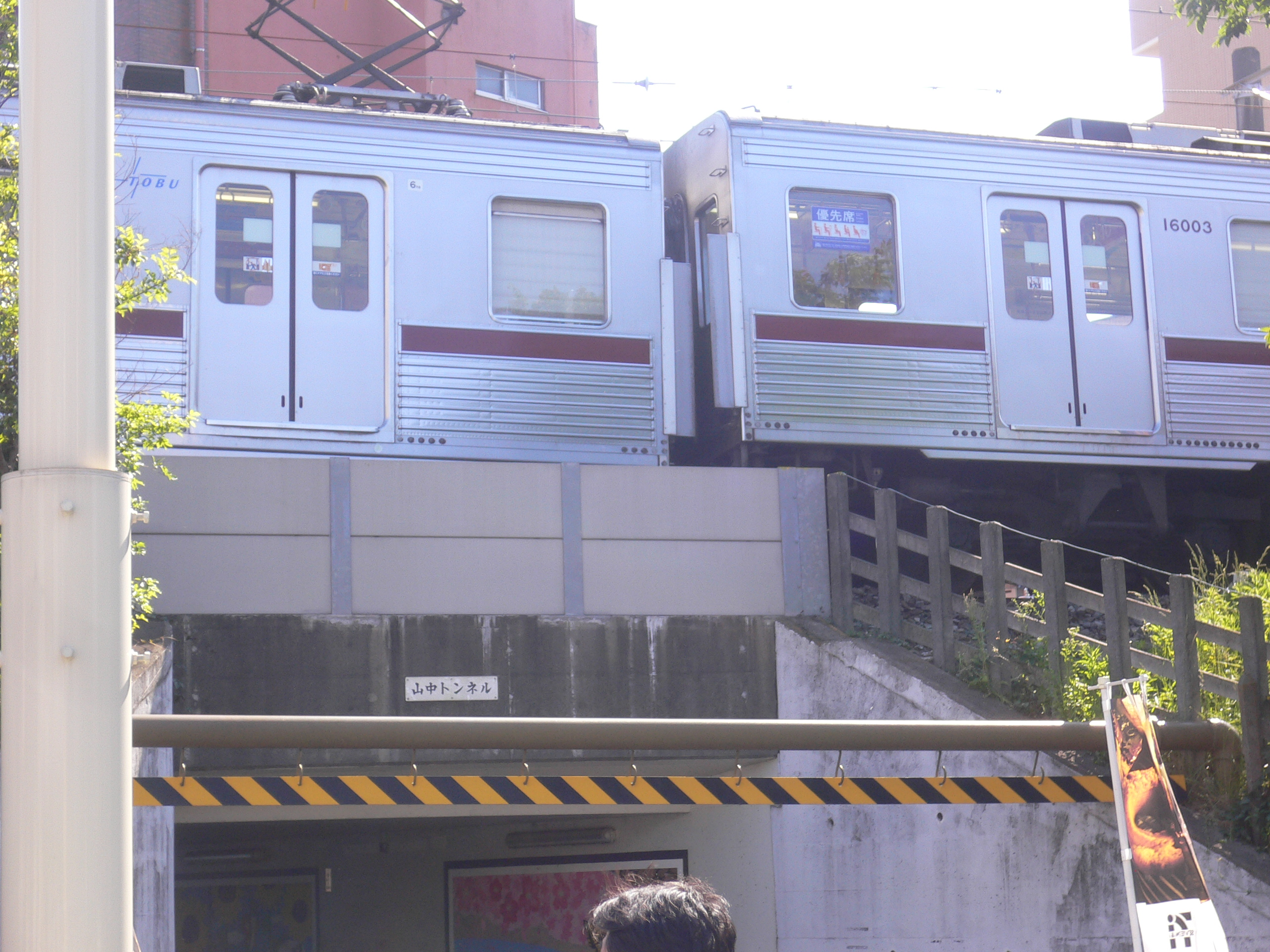
脱線した車両

★2016年（平成28年）5月18日12時20分頃（列車脱線事故、車両障害）
東武鉄道東上線中板橋駅付近の踏切で、成増発池袋行き普通列車（10000系〈11003F・10両編成〉）の中間車が脱線した。死者・負傷者はいなかったが、事故直後の調査で脱線した車両の後方の台車枠に約15センチメートル幅12ミリメートルの亀裂が見つかった。事故の影響で池袋駅 - 和光市駅間（後に池袋駅 - 上板橋駅間に短縮）が終日運転見合わせになり、運行区間も間引き運転、直通運転先の種別・行き先変更となるなど大混乱をきたした。
亀裂が入った台車は1989年（平成元年）に住友金属工業（現・日本製鉄）が製造したもので、台車の枠とそれを裏より補強する鉄製の板の溶接が不十分であったとみられる。当該箇所が応力の高い箇所であったことも災いし、溶接不良箇所から繰り返し荷重により金属疲労による亀裂が進行し事故時には側梁上面にまで達した。亀裂が入った台車は輪重バランスが極端に悪くなり、車輪が乗り上がり脱線を起こした。これにより東武鉄道は同型を含む類似構造を持つ台車に対し、同年10月より亀裂の入った箇所を非破壊検査部位に追加、国土交通省も同年10月に類似構造台車を所有する鉄軌道事業者に対し緊急点検を指示した。 11003Fは脱線した車両の台車を新造の上、2019年に運用復帰した。

#### 東北本線水沢駅構内貨物列車脱線事故
2016年（平成28年）6月9日8時50分頃（列車脱線事故）
JR東日本東北本線水沢駅を発車しようとした貨物列車（機関車1両、コンテナ車17両）のうち、コンテナ車1両が脱線した。この事故の影響で、同線は同日午後まで運転を見合わせ、東北新幹線による振り替え輸送を実施した。

#### 山陽本線脱線事故（2016年）
★2016年（平成28年）6月23日0時30分頃（列車脱線事故）
JR西日本山陽本線瀬野駅 - 八本松駅の間の瀬野八区間で広島発西条行き上り普通列車（115系ヒロL-13編成・4両）が線路上に流れ込んでいた土砂に乗り上げて先頭車両が脱線した。けが人はおらず、乗客はJR西日本が用意したバスで移動した。

#### えちぜん鉄道勝山永平寺線踏切事故
2016年（平成28年）7月14日15時55分頃（踏切障害事故）
えちぜん鉄道勝山永平寺線光明寺駅 - 轟駅間の「轟踏切」で、軽乗用車が踏切を横断しようとしたところ、同踏切を通過中の福井発勝山行き電車と衝突した。乗務員・乗客および乗用車の運転者にケガはなし。遮断機が電車の通過直前に上がったためとされており、遮断機の誤作動が原因とみられている。その後の調べで、踏切の軌道回路受信器の安全マージン設定が不適切だった所に短絡不良が発生したために遮断機が誤作動したと判明した。

#### 西武多摩湖線脱線事故
2016年（平成28年）8月22日11時20分頃（列車脱線事故）
台風9号接近により、西武多摩湖線西武遊園地駅（現・多摩湖駅） - 武蔵大和駅を走行中の多摩湖発国分寺行き電車（新101系261編成・4両）が武蔵大和駅近くで緊急停車したところ、軌道に流れ込んだ土砂が車両を押し上げて脱線した。この土砂崩れにより線路脇の架線柱も倒れた。
事故列車には乗員、乗客合わせて6人が乗っていたがけが人はおらず、近くの駅まで歩いて移動した。8月28日までに車両と線路の間に流れ込んでいた土砂の搬出作業が終わったことから、15時ごろ車両を保線用モーターカーを使って搬出した。当初運転再開には3週間ほどかかる見込みであるとされたが、復旧作業が進展し9月6日の始発から運転を再開した。事故の当該車両となった261編成は、その後運用に復帰した（2020年11月に廃車）。

#### 阪堺電気軌道上町線脱線事故
2016年（平成28年）9月6日19時15分頃（列車脱線事故）
大阪市住吉区の阪堺電気軌道上町線住吉駅 - 住吉鳥居前駅付近を走行中の天王寺駅前発あびこ道行き電車（モ351形352号）が、突如進行方向左側に脱線した。運転士乗客ともにけが人はいなかった。この事故により阪堺電気軌道は、天王寺駅前 - 住吉間で終日運転を見合わせ翌日に運転を再開した。当該車両は後続の車両によって救出された。運転士は事故発生場所付近の制限時速15kmを厳守しており、また脱線を促すような障害物も存在しなかったため、事故原因は不明とされた。

#### 西濃鉄道市橋線脱線事故
★2016年（平成28年）10月6日8時40分頃（列車脱線事故）
岐阜県大垣市内の西濃鉄道市橋線美濃赤坂駅 - 乙女坂駅間で、石灰石輸送の貨物列車（25両編成）のうち、11 - 13両目の車両が脱線。機関士をはじめ乗務員3人に負傷者はおらず、周辺への被害もなかった。運輸安全委員会の報告書によれば、原因は枕木劣化等の軌道保守不良があり、カーブ部分を列車が走行することで軌間が拡がり、内側に脱線したことによるもの。

### 2017年

#### 紀州鉄道脱線事故
★2017年（平成29年）1月22日11時頃（列車脱線事故）
和歌山県御坊市の紀州鉄道線御坊駅 - 学門駅間で、御坊発西御坊行き列車（KR301形1両編成）が脱線。乗客と運転士に負傷者はいなかった。当時、列車の運転士はカーブを過ぎた辺りで強い衝撃を感じ、急ブレーキを掛けたところ、後部の車輪がレールから外れていた模様である。同社はレール交換などを実施し、同年2月23日に全線で運転を再開した。

#### 伯備線豪渓駅構内脱線事故
★2017年（平成29年）1月24日11時31分（列車脱線事故）
岡山県総社市の伯備線豪渓駅構内で、岡山発備中高梁行き下り普通列車の運転士が、枕木から煙が出ているのを発見し消火活動を実施し、消火後に運行再開しようとしたところ、3両目の一部が脱線。この事故で計18本の列車が運休した。運輸安全委員会の報告書によれば、当列車の乗務員は、3両目の台車に車輪止めを施した上で消火活動を行ったが、運行再開の際に取り外すのを忘れ、動き出した列車は車輪止めに乗り上げ脱線したとされる。

#### 熊本電気鉄道藤崎線脱線事故
★2017年（平成29年）2月22日21時25分頃（列車脱線事故）
熊本県熊本市中央区の熊本電気鉄道藤崎線藤崎宮前駅 - 黒髪町駅間で、藤崎宮前発御代志行き列車が藤崎宮前駅を発車した直後、約30mほど進行したところで突然1両目の前台車が全軸脱線した。乗員、乗客50名にけがはなかった。現場付近の枕木が水に浸かってレールを支える犬釘が緩みやすくなっており、そこに列車の車体の自重などが加わってレールが傾くなどして軌道の幅が一時的に広がったのが原因で脱線につながったと見ている。

#### 室蘭本線貨物列車脱線事故（2017年）
★2017年（平成29年）2月23日3時59分頃（列車脱線事故）
北海道洞爺湖町のJR北海道室蘭本線北入江信号場構内で、19両編成の隅田川発札幌貨物ターミナル行き貨物列車（DF200-8牽引＋無動力回送機関車（DF200-6）＋コンテナ車17両）が、分岐器通過後に運転士が異常な振動を感じ非常ブレーキにより停車したところ、1両目の機関車の6軸中後台車の全2軸が脱線した。乗務員1名を含め負傷者はなかった。なお、当該の列車は1つ前の洞爺駅通過後から踏切通過のたびに運転士が異音を感じていたが、雪氷などが接触した際の音と判断し運転を継続していた。
運輸安全委員会による調査で、脱線原因は1両目の機関車の後台車の中心ピンとけん引装置を締結する取付ボルトを、五稜郭機関区での重要部検査の際に所定のトルク値で締め付けず、仮締めのまま作業を終了したことにより、走行による振動等でボルトが緩み脱落（ボルト等は大岸駅 - 豊浦駅間で発見された）し、これにより垂下したけん引装置が踏切のガードレールに衝撃し、さらに垂下したのちに信号場内の分岐器リードレールに接触したことによるとされた。なお、軌道に関する異常は認められていない。

#### 東海道本線踏切衝突事故
★2017年（平成29年）3月2日6時53分頃（列車脱線事故〈踏切障害による〉）
愛知県安城市のJR東海東海道本線の小薮踏切（西岡崎駅 - 安城駅間）で、豊橋発岐阜行き普通列車101F（JR東海313系電車Y102編成・6両）が約120km/hで走行中、当踏切に進入した乗用車と衝突して先頭車の全2軸が脱線した。衝突した乗用車は電柱に衝突して炎上・大破した。列車の乗客3名が負傷し、乗用車の運転者は死亡した。その後死亡した乗用車の運転者は愛知県警察本部に所属する保安課の警部補と判明。自殺を図ったものと見られている。Y102編成のうち、損傷の激しかったモハ313-5302とクハ313-5002は廃車され元の番号に100を足して車体を新造し、2019年に運用復帰した。そのため313系に初の廃車が発生した。この間に車両不足が生じたため、神領車両区から313系1100番台B6編成が一時的に大垣車両区へ転入したが再び神領車両区に復帰している。この事故の影響で豊橋駅 - 名古屋駅間が一時運転見合わせとなり、約87,000人に影響が出た。事故に遭った313系は現場からは自走できないためキヤ97系の牽引で名古屋工場まで回送された。

#### わたらせ渓谷鐵道わたらせ渓谷線脱線事故

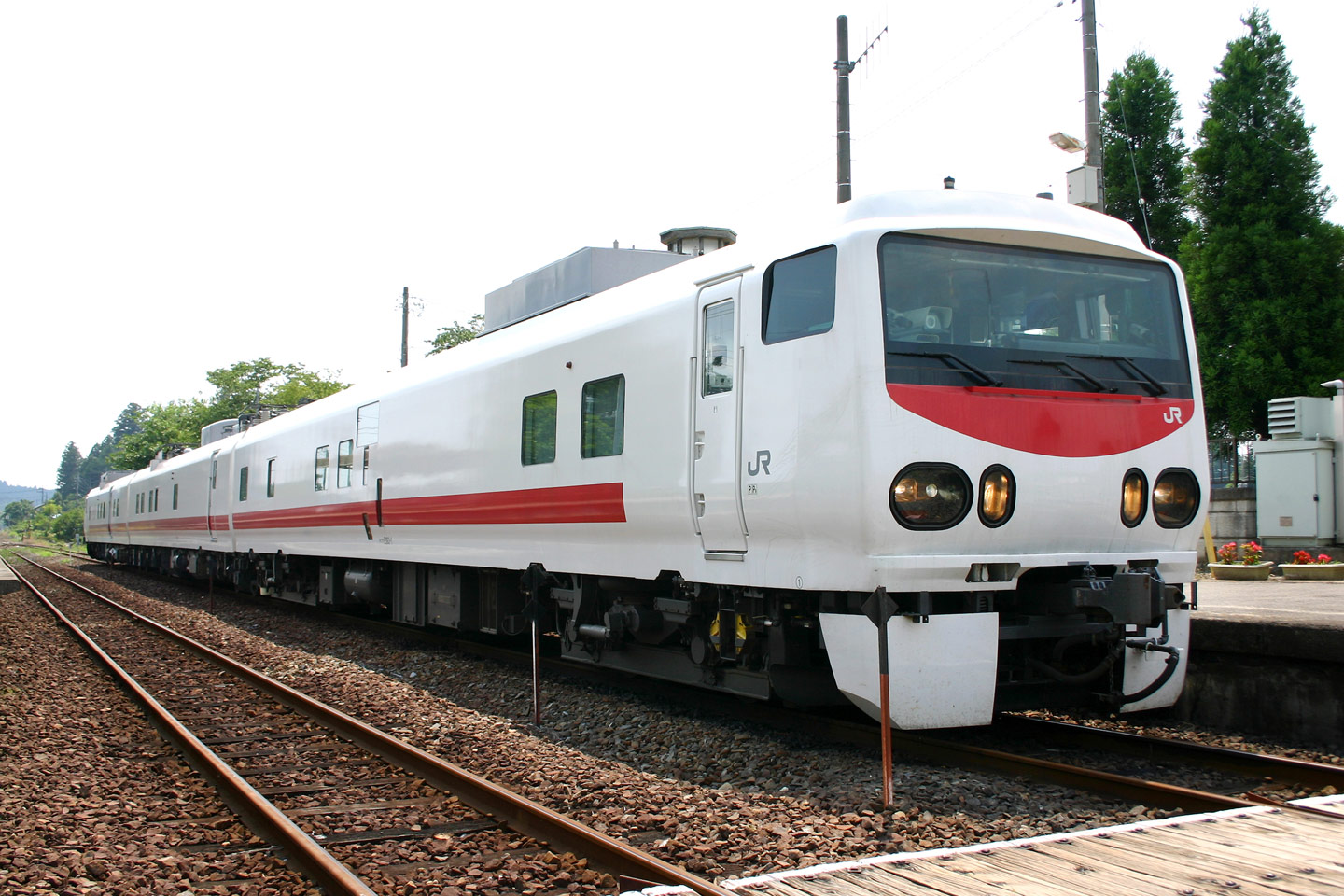
事故の当該車両であるJR東日本キヤE193系「East i-D」

★2017年（平成29年）5月22日14時59分頃（列車脱線事故）
群馬県桐生市のわたらせ渓谷鐵道わたらせ渓谷線の八木原踏切付近（水沼駅 - 花輪駅間）で、桐生駅から間藤駅までの線路の点検を終え、桐生駅へ回送途中だった3両編成の電気・軌道総合検測車JR東日本キヤE193系気動車（East i-D））が半径160mの右曲線を約36 km/h で通過中、衝撃を感じ非常ブレーキにより停車させたところ、2両目の前台車全軸が脱線した。乗車していた鉄道会社の社員等計7人に負傷者はいなかった。
その後の運輸安全委員会による調査で、脱線原因は枕木やレール締結装置、道床の不良が連続していたことにより、列車通過時の横圧で軌間が増大し、2両目前台車第1軸が軌間内に落下し、軌間を広げながら走行したのち、左車輪が左（外軌）側レールに乗り上げたことによるものとされた。なお報告書では、組織としての技術力の不足により適切な軌道整備が行われていなかったことや、直前の軌道検測（事故列車の往路）で著大な軌間変位が確認されていたにも関わらず、適切な運転規制、軌道整備が行われなかったことも指摘している。
この影響で、わたらせ渓谷線の大間々駅 - 間藤駅間の上下線が運転を見合わせ、バスによる代行輸送が実施された。その後、車両の撤去作業は24日午前に始まり、線路の緊急点検、枕木交換や試運転を行い、6月10日の始発列車より19日ぶりに運転を再開した。

#### 唐津線踏切衝突事故
2017年（平成29年）6月11日8時25分頃（踏切障害事故、逸走）
佐賀県多久市のJR九州唐津線の宝蔵寺踏切（東多久駅 - 中多久駅間）で、踏切内で立ち往生していた2トントラックに西唐津発佐賀行き普通列車（キハ47・2両編成）が衝突した。トラックは中破程度だったが、列車はブレーキ管や制御装置を大きく損傷して非常ブレーキを含むほぼ全てのブレーキが使用不能となり暴走し始め、そのまま東多久駅を通過した後、運転士が駐車ブレーキ（手ブレーキ）を操作して現場から約1.5kmほど進んだ箇所で停止した。この事故でトラックの運転手が軽傷を負ったが、列車の乗員乗客27名にけがはなかった。列車は運転不能となり、他の列車による救援作業を行ったため、久保田駅 - 多久駅間で11時間運転を見合わせ、19時12分に運転を再開した。

#### 東海道新幹線浜松工場付近における脱線事故
2017年（平成29年）8月8日16時45分頃（車両脱線）
静岡県浜松市中区（現・中央区）のJR東海浜松工場の回送線で、試運転のため走行していたN700系が、16両編成のうち9号車から11号車にかけて脱線した。原因は線路のレールを留める釘が緩んでいたため。負傷者は出なかったものの、回送線と市道とが交差する踏切上で当該の編成が立往生する形となり、市道が約4時間にわたり通行できなくなる影響が出た。なお、今回の事故は営業線内の事故ではないため、鉄道事故調査の対象にはなっていない。現場では2008年10月23日にも同様の脱線事故が起きている。

#### 小田急小田原線沿線火災による車両火災事故
2017年（平成29年）9月10日16時5分頃（列車火災事故）
小田急小田原線参宮橋駅 - 代々木八幡駅間沿いのボクシングジムが入る建物（東京都渋谷区）から出火し、これにより緊急停止した本厚木発新宿行き各駅停車（小田急3000形3651×8）に飛び火し、7号車（前から2両目）の屋根が約15平米焼けた。電車は引火後小移動し再び止まった。乗客約300人は全員車外に降ろした上で参宮橋駅まで避難誘導を実施。16時45分頃に避難を完了し、けが人はいなかった。小田原線は同日16時20分頃から新宿 - 経堂間の上下線で運転を見合わせ、21時33分に運転を再開した。この火災事故の影響により東京メトロ千代田線との直通運転を見合わせるなどダイヤが乱れ、約7万1000人の乗客に影響が出た。緊急停止の経緯は、16時11分頃に消防隊から「消火活動をする為電車を止めて欲しい」との依頼を受けた代々木警察署員が踏切支障報知装置のボタンを押し、自動列車停止装置（ATS）が作動し電車が自動停止したものである。運転士が確認したところ、火災に気付き、早急に電車を安全な場所に移動させようとしたが、司令所からの承諾に約8分掛かり、この間に飛び火した。承諾後、新宿方面に動かし始めたが、消防士に飛び火を知らされ、約120m動いたところで再び止めた。承諾時間に約8分掛かったことについて小田急電鉄は「安全の確認も必要であり、この度合いの時間は必要」としている。なお、沿線火災の場合、現場手前での停止が間に合わない場合は通過するのが通例である。
本件火災の原因に関し、出火場所のボクシングジム関係者が「建物の三階でタバコを吸った」と語っていることから、代々木警察署は出火原因についてタバコの不始末による失火の疑いで調査をしている。
小田急は事故翌日の9月11日、東京都世田谷区に位置する喜多見検車区で当該編成を報道陣に公開。屋根の延焼について、屋根の一部は絶縁体であるポリウレタンで覆われていて、難燃剤を混合しているが延焼することもあると説明した。車内も公開され、7号車に化学性の刺激臭があった以外は通常の室内が維持されていたことも明らかになった。小田急の広報部は「沿線火災による鉄道車両への影響は前例がなく、これを教訓とし、どのような対応ができるのか検証する」と話している。なお、該当車両は製造元である日本車輌で修理され、2019年4月25日より運用に復帰している。
9月12日、石井啓一国土交通大臣は定例記者会見で、国土交通省の事務方に対して「鉄道線路の間近で火災が発生した場合の、列車の運行と消防による消防活動」のあり方等について検証するよう指示するとともに、小田急電鉄に対しても「電車運転及び火災対応や避難誘導が適切に行われたかどうかに関し、小田急の社内で検証するよう」指示したことを明らかにしている。

#### 直方車両センターにおける脱線事故
★2017年（平成29年）9月18日5時20分頃（列車脱線事故）
福岡県直方市のJR九州直方車両センターで、BEC819系2両編成を隣接する筑豊本線（福北ゆたか線）直方駅に移動しようとしたところ、車両が停止位置を超えて車止めに衝突し脱線。この影響で、同線は一部区間で終日運転を見合わせた。運転士のブレーキ操作が遅れたことが原因と見られている。

#### 東海道・山陽新幹線「のぞみ34号」台車破損インシデント
★2017年（平成29年）12月11日17時3分頃（車両障害、輸送障害）
博多発東京行き「のぞみ34号」（N700系5000番台 K5編成）車内で小倉駅で乗務員らが異臭を確認し、その後13号車の乗客からも「車内にもやがかかっている」とする指摘があった。岡山駅から添乗したJR西日本の保守係員は「うなり音」を確認したが、東京の輸送指令は運行に支障なしとして運行継続を指示。新大阪駅で乗務員はJR東海と交替し、京都駅出発直後に車掌が 再び異臭を認めたものの、輸送指令（東海）は名古屋駅まで運行継続させ同駅でJR東海の保守係員が床下点検を行ったところ、13号車の歯車箱付近に油漏れが見つかり同列車は名古屋駅で運転を打ち切った。その後台車の側梁に10 cm以上に達する亀裂と、歯車箱と主電動機とをつなぐWN継手の変色も確認された。運輸安全委員会はこのトラブルを重く受け止め、新幹線としては初の「重大インシデント」に認定した。なお、このトラブルにより事故車が名古屋駅14番線ホームに12月17日まで停泊したため一部列車に遅延などの影響が出た。事故台車は同年2月に行った全般検査、10月に行った目視前検査ではいずれも異常は発見されなかったが、翌年2月にJR西日本は問題の台車の調査結果を公表し、破断部分付近の鋼材にばね座を溶接する際、両者を密着させるため側梁を削った際に規定厚さの7 mmよりも薄く4.7 mmまで削ったため、台車枠の強度が基準を下回っていた可能性が判明。さらにJR西日本の所有新幹線台車303台のうち、他の車両分の100台が規定厚さ未満まで削られていることも判明、当該台車は順次交換するとした。再発防止策として超音波探傷装置や台車温度検知装置などを活用し、安全の確保に努めると発表した。同形式を保有しているJR東海も同様の緊急点検を行った。

### 2018年

#### 山陽本線踏切事故（2018年）
2018年（平成30年）1月12日15時30分頃（踏切障害事故）
兵庫県高砂市内の山陽本線（JR神戸線）宝殿駅近くの踏切で、踏切を横断していた電動車椅子使用の高齢女性が、網干発米原行き普通電車（223系1000番台8両編成）にはねられ即死した。兵庫県警察の調べでは、電動車椅子が踏切内で脱輪したため、女性は車椅子を操作しようとし、危険を知らせるため手を挙げるなどしていた模様である。
なお、同様の事故は同年5月に中央本線でも発生している。電動車椅子で踏切横断中に何らかの理由で立ち往生するなど、共通点が多い。
電動車椅子は重量が重いため、踏切内で脱輪や車輪がレールの溝に落下すると利用者が独りで持ち上がるのが不可能になるほか、足が不自由なため踏切の外に避難したり非常停止ボタンの位置まで移動することも困難である。このため、踏切内で立ち往生した場合は周囲の人に助けを求めるか、危険を知らせるため手を振るくらいしかできることがないのが現状である。

#### 三岐鉄道三岐線列車火災事故
2018年（平成30年）2月5日17時25分頃（列車火災事故）
近鉄富田発西藤原行き普通列車（3両編成）が三重県いなべ市の梅戸井駅に停車中、運転士が前照灯や車内の蛍光灯が消えていることに気付いた。運転士が2両目床下の電動発電機（三菱電機製）を確認したところ発煙しており、最後尾運転台の低圧スイッチから出火していた。火は運転士が車両備え付けの消火器で消し止め、列車は運行を取り止めた。

#### 石勝線貨物列車脱線事故（2018年）
2018年（平成30年）2月24日（列車脱線事故）
2時10分頃、北海道占冠村の北海道旅客鉄道（JR北海道）石勝線トマム駅構内で、通過中の札幌貨物ターミナル発帯広貨物行き貨物列車（17両編成）の3両目が一時的に脱線した。この事故により、トマム駅構内の分岐器が破壊され切り替わらなくなり、34本の列車が運休した。

#### 愛知環状鉄道線保守用車両脱線事故
2018年（平成30年）4月4日3時50分頃（列車脱線事故）
愛知県瀬戸市の愛知環状鉄道線瀬戸口駅付近で、2両編成の保守用車両が突然脱線。負傷者はいなかった。この事故の影響で、同線は瀬戸口駅 - 高蔵寺駅間で朝の下り列車2本が運休した。

#### 西鉄天神大牟田線での車両ドア開き走行
★2018年（平成30年）5月15日16時50分頃（車両障害）
西鉄天神大牟田線白木原駅 - 雑餉隈駅間で、大善寺発西鉄福岡（天神）行き普通列車（5000形5138F、4両編成）が、前から3両目のモ5338号車の進行方向に向かって左側最後尾の両開き扉の片側が最大65cm開いたままの状態で走行した。同列車が春日原駅を発車した直後に車掌が同駅ホーム上の乗客から指摘を受け、雑餉隈駅で施錠したのち、指令所からの指示により、雑餉隈駅 - 井尻駅間で停車し、他の扉に異常がないことを確認して運行再開した。
運輸安全委員会は5月16日に、事故につながりかねない重大インシデントであるとして調査を実施した。
直接的な原因は扉の上の開閉装置と扉を連結する金具が外れたことによるものであるが、詳細な原因は調査中。

#### 山陽新幹線における人身事故（2018年）
2018年（平成30年）6月14日14時過ぎ（鉄道人身障害事故）
博多発東京行き「のぞみ176号」（700系B8編成）が小倉駅に停車した際、対向列車の新大阪発鹿児島中央行き「みずほ615号」の運転士が「のぞみ176号」の先頭車両のボンネットが破損しているのに気付いた。報告を受け、次の新下関駅に臨時停車させ調べたところ、ボンネットに入った亀裂の付近に、人体の一部が付着しているのが見つかった。その後同日20時過ぎに、北九州市八幡西区上香月（博多 - 小倉間）の線路付近から人体の一部が見つかった。この事故の影響で、山陽新幹線は同日中、広島駅 - 博多駅間で運行を見合わせた。この事故は、運転士が異常音に気付いていながら、過去の事例から鳥などの小動物に当たったものと判断し、報告せずに運転を続けていた。
列車と衝突したのは直方市在住の52歳の福祉施設職員の男性と判明した。自殺目的で検査用はしごを登り新幹線線路内に立ち入ったものとみられ、福岡県警察は7月12日、この男性を被疑者死亡のまま新幹線特例法違反容疑で書類送検した。

#### 蘇我駅付近における貨物列車脱線事故
★2018年（平成30年）6月16日（列車脱線事故）
東日本旅客鉄道（JR東日本）蘇我駅付近で、東京貨物ターミナル発千葉貨物駅行き貨物列車（機関車1両・コンテナ車18両編成）のうち、コンテナ車1両が脱線。当該の列車は、同駅まで日本貨物鉄道（JR貨物）が運行し、同駅で京葉臨海鉄道の運転士に交代していた。事故による負傷者はおらず、並行する内房線などへのダイヤの影響はなかったが、運輸安全委員会が調査官を派遣した。
その後の運輸安全委員会による調査で、当該区間の線路の保守を担当するJR貨物が連続する枕木の不良を把握していながらその補修を怠っていたために発生したと公表された。

#### 京福電気鉄道北野線における踏切事故
2018年（平成30年）7月17日13時10分頃（踏切障害事故）
京都市右京区の京福電気鉄道北野線北野白梅町駅 - 等持院駅間の踏切で、踏切を通過中の電車と、踏切に差し掛かったタクシーが衝突。事故でタクシーは中破し、運転者が腰の骨折などのけがをした。この事故では、当事者のタクシー運転手のほか、周辺の事故の目撃者も「踏切の警報機と遮断機が作動していなかった」と証言しており、京都府警察は京福電気鉄道と共に検証を行った。その結果、同社が同日に踏切の制御システムの訓練を実施した際、警報機や遮断機の作動状態を確認せず、現場で安全確認に当たる社員なども配置していなかったことが明らかとなり、府警は同社の運輸課長や運輸課主任など社員4人を業務上過失傷害容疑で書類送検した。このうち運輸課長のみが起訴され、2021年3月8日に京都地方裁判所は無罪判決を下した。

#### 万葉線脱線事故
2018年（平成30年）7月21日16時頃（列車脱線事故）
富山県射水市の万葉線中新湊駅構内で、高岡駅発越ノ潟行き電車（2両編成）が発車直後、2両中先頭の1両が脱線。電車の乗客・乗務員合わせて5人に負傷者はいなかった。この年の折からの猛暑で、レールがゆがんだためと見られている。この事故を受け同社は、融雪装置によって水を散布しレールを冷却するなどの対策を取った。

#### 大井川鐵道衝突事故
2018年（平成30年）10月17日6時45分頃（列車衝突事故）
静岡県島田市内の大井川鐵道大井川本線で、走行中の電車が、線路側に傾いていた電柱に衝突。この事故で、乗客36人のうち1人が、事故の際に割れたガラスで耳を切り、もう1人が体調不良を訴えて病院に搬送された。前日の運行終了時には付近に異常はなく、同社と静岡県警察とで原因を調査している。

#### 新札幌駅構内における信号機転倒事故
★2018年（平成30年）11月9日（輸送障害）
JR北海道千歳線新札幌駅構内で、高さ約5m、重さ約220kgの信号機が、柱ごと線路を塞ぐように倒れているのを、駅に接近した列車の運転士が発見。列車は駅ホームから約100mの位置で、倒れた信号機に衝突することなく停止した。乗客・乗務員に負傷者はいなかったが、この影響で同線は約111本の列車が運行を取り止めた。同社で調べたところ、信号機の基礎部分をコンクリート土台に固定しているボルトが全て抜けていた。運輸安全委員会は、事故につながる可能性がある重大インシデントに指定した。

### 2019年

#### 埼玉新都市交通伊奈線脱線事故
★2019年（平成31年）1月16日 （列車脱線事故）
埼玉新都市交通伊奈線加茂宮駅 - 鉄道博物館駅間を走行中の車両（2000系第6編成）の最後尾（2606）のタイヤがパンク、バーストし、列車は線路脇に脱線した。乗客は徒歩で駅へ避難。この事故により全線が翌日午後まで運休となり、バス等による振替輸送を実施。検査時にタイヤの摩耗状態の確認が十分ではないまま運用を続けたことがパンクの原因になった。事故当該車両は、運用復帰済み。

#### つくばエクスプレス総合基地脱線事故
2019年（平成31年）2月28日16時10分頃（列車脱線事故）
茨城県つくばみらい市のつくばエクスプレス総合基地構内で、安全装置の作動試験をしていたTX-2000系（71編成）が車止めに衝突、先頭車両が脱線した。当時は乗客は乗っておらず、運転士や係員を含め死傷者はいなかった。自動的に非常ブレーキを動作させる過走防護機能の動作確認試験ORP試験の際、ブレーキ力が十分でない試験車両で、加速操作を通常より線路終端に近い箇所で行ったことが事故の原因である。停止位置でブレーキが効かなかった際に自動ブレーキがかかる過走防護装置の点検をしており、25km/h以下で走行していたところ、ブレーキが間に合わず約20m先の車止めに衝突したという。この影響で、首都圏新都市鉄道は16時10分から16時16分まで全線で運転を見合わせた。
その後、被災したTX-2171とTX-2271が同年7月に、TX-2271とユニットを組んでいたTX-2371についても2020年3月24日付でそれぞれ廃車となり、つくばエクスプレス初の廃車となった。

#### とさでん交通伊野線における単線区間誤進入事故
★ 2019年（平成31年）3月25日11時47分頃（線路支障）
とさでん交通伊野線朝倉停留場 - 朝倉駅前間で、文珠通発伊野行き下り333列車の運転士が、上り332列車から通票を受け取らないまま発車し、朝倉交差点に差し掛かる前に332列車に気付き停車。332列車も333列車に気付き停車した。同社では、2016年11月17日にも同様の重大インシデントが発生しており、この影響で同社は、5月3日に予定していた電車の日イベントを中止した。

#### 御坊駅構内脱線事故
2019年（平成31年）4月14日 6時55分頃（列車脱線事故）
JR西日本紀勢本線（きのくに線）御坊駅構内で、同駅発和歌山行き普通電車として運転するため、留置線からホームに向かって走行していた列車（225系5000番台・近ヒネHF411編成（クモハ225-5011以下4両））の2両目が脱線。原因は進路構成時のミス。人的被害は出なかったが、同路線は紀伊由良駅 - 印南駅間でほぼ終日にわたり運休となった。

#### 弘南鉄道大鰐線脱線事故（2019年）
★2019年（平成31年）4月14日18時52分頃（列車脱線事故）
弘南鉄道大鰐線 中央弘前駅 - 弘高下駅間の弘高下踏切付近で、中央弘前発大鰐行き上り第34列車（7000系2両編成）が走行中に衝撃を感じたため停止した。確認したところ、先頭車両で車輪の左右2個が脱線していた。乗員乗客11名に負傷はなかった。同社や運輸安全委員会の調査により脱線の原因は、弘高下駅手前約250メートルにあるカーブ付近の木製枕木が腐食し軌道間隔が拡大したことによるものだとわかった。
当該カーブの枕木交換や全線における安全性確認の後、17日中央弘前駅・大鰐駅19時30分発の列車から運転を再開した。国土交通省は2016年より翌年にかけて西濃鉄道、紀州鉄道、熊本電鉄およびわたらせ渓谷鐵道で軌間拡大にともなう脱線事故が相次いだことを踏まえ、各鉄道会社に通達「地域鉄道等における軌間拡大防止策の促進について」 を出し枕木管理を行うよう指示していた。東北運輸局はこの通達にもかかわらず同種の事故が発生したとして、同社に対して文書による警告を行なった。また事故後に行った保安検査の結果から、同年9月2日には同社に対し改善指示を出した。

#### 鹿児島市電誤進入トラブル
2019年（令和元年）5月17日 7時5分頃（輸送障害）
鹿児島市電高見馬場電停付近（鹿児島市加治屋町13-8の県道交差点）で谷山発鹿児島駅前行き市電が、右に曲がろうとした所後輪が別の線路に進入（泣き別れ）し、約5時間にわたって立ち往生、82本に運休や遅れが生じ、約2600人に影響した。乗客乗員にけがはなかった。線路を切り替える信号の操作を誤ったのが原因とみられる。
なお、2023年（令和5年）5月1日にも郡元（南側）電停付近の交差点で運転手の信号見落としによる同様の事故が発生している。

#### 南海高野線踏切事故（2019年）
2019年（令和元年）5月23日1時45分頃（列車衝突事故（踏切障害によるもの））
大阪市住吉区の南海高野線沢ノ町駅 - 我孫子前駅間にあるあべの筋と交差する踏切で、進入してきたタクシーが、踏切を通過した線路点検用モーターカーと衝突し、タクシーは大破し運転手が軽傷を負った。タクシー運転手の話では、踏切の遮断機が急に上がったので進入したところ、モーターカーが通過したと証言。通常、線路に流れる電流は、列車の車輪などを通じて車両内部に電気が流れることで電圧が低下し、列車が踏切の約1km手前の時点でこの電圧低下を感知して遮断機が降下し、通過すると再び遮断機が上がる仕組みになっているが、南海電気鉄道が事故後に同じモーターカーで実験したところ、電圧が十分に低下せず、遮断機が上がったことが判明。モーターカーは作業場で長時間停止することがあるため、遮断機が下がったままにならないよう、車両に電流を流す可否を切り替えられるようになっている。しかし事故車は電気回路となる車輪付近に油や埃が付着していたために車体に電流が流れず、電圧が十分に低下しなかった模様である。大阪府警察は、作業車側の安全確認が不十分だった可能性もあると見て、業務上過失致傷容疑で捜査を行い、モーターカーの運転手を含む関係者4人を書類送検した。

#### シーサイドライン逆走衝突事故
★2019年（令和元年）6月1日20時15分頃（無人運転車両による逆走事故）
横浜シーサイドライン金沢シーサイドライン（AGT路線）の新杉田駅で、営業運転中の2000形車両（新杉田発並木中央行き5両編成）が乗降の扱いを終え、ドアを閉めると同時に進行方向と逆方向に暴走し、約25m先の駅構内に設置される車止めに衝突、6人が骨折などの重傷を負い、合計17人が負傷するという事故が発生した。事故発生の原因については運転台切り替えの不具合などを含めた自動運転システム（ATO）の電気系統か車両のエラーとされており、運輸安全委員会は翌日から調査を始めた。調査の結果、モーターに進行方向（回転方向）などの情報を伝達するケーブルの断線が原因とされた。事故3日後の6月4日より、手動運転で運行が再開された。防止策を示した上で自動運転を再開するとの見解がなされたが、運営会社の横浜シーサイドラインは8月27日に会見を行い、9月6日に自動運転を再開すると発表した。
8月31日からの運転席に保安要員を同乗させる形での自動運転再開を経て、発表通り9月6日より完全自動運転が再開された。

#### 横浜市営地下鉄ブルーライン脱線事故
★2019年（令和元年）6月6日5時25分頃（列車脱線事故）
湘南台発あざみ野行き横浜市営地下鉄ブルーラインの始発電車（3000形第53編成・3000S形）が下飯田駅を出発したところ、6両中5両が脱線した。人的被害は出なかった。横浜市は、保守用の横取装置の撤去忘れが事故原因とみられると発表した。事故を受けて、運輸安全委員会は鉄道事故調査官を派遣した。この事故の影響で、10日午前の運転再開まで湘南台駅 - 踊場駅間が不通となった。
事故編成の3000形第53編成（3000S形）は、運用に復帰することなく、3000S形初の廃車となった（詳細は後述）。

#### 小田急小田原線踏切脱線事故
★2019年（令和元年）6月19日14時50分頃（列車脱線事故〈踏切障害による〉）
新宿発小田原行き下り快速急行第3033列車（8000形8264F＋8064F・10両編成）が小田原線本厚木駅 - 愛甲石田駅間の踏切で立ち往生状態の乗用車と衝突した。1両目（クハ8564）が脱線し、乗用車は原形をとどめないほど大破した。乗用車を運転していたのは28歳の女性で、衝突前に車外に出て非常ボタンを押したが、間に合わなかったという。女性にけがはなかった。列車内では乗客3人が病院に搬送されたが、うち1人は軽傷を負い、2人は体調不良を訴えた。この影響で、同線本厚木駅 - 伊勢原駅間が終日運転を見合わせ、翌20日に全線で通常運転を再開した。このほか、特急ロマンスカーは20日10時頃まで全区間で運休となった。
運輸安全委員会の調査によると、女性は踏切に進入した際、踏切内の障害物検知システムの警報音に気をとられて踏切の鳴動音等に気がつかなかったと推測され、さらに運転者は遮断桿を自動車で押し上げることにより踏切から脱出できることを知らなかったということで、運輸安全委員会は小田急に対して踏切事故を防ぐ啓発活動を引き続き行うよう勧告した。
事故編成のうち前寄り6両にあたる8264Fは一部の車両が台枠を損傷し運行不能と判断されたため、運用に復帰することなく2020年4月25日に8000形初の廃車となった。

#### 南海特急「ラピート」台車破損インシデント
★2019年（令和元年）8月23日18時25分頃（車両障害）
なんば発関西空港行き特急「ラピートβ61号」（50000系）車内で岸和田市内を走行中、乗務員が4両目と5両目の間で異音を確認し、関西空港駅到着後確認を行ったが異常は確認できず、運行を継続。折り返し運転中、堺市付近で再び異音を確認。24日未明に床下点検を行ったところ、5両目の台車のモーター付近で14cmに達する亀裂が確認された。乗務員が異変に気付いてから240kmにわたり運行を続けていたことから、運輸安全委員会は「重大インシデント」に認定、鉄道事故調査官2名を派遣した。南海電気鉄道は26日までに50000系全車の緊急点検を実施し、他の編成でも台車の亀裂が見つかっている。
運輸安全委員会の調査によると、2005年に50000系の台車枠補強工事に伴い主電動機背面に補強リブを追加する際、本来ならリブの仮付け前に行うはずの開先作業を後回しにして溶接を行ったことにより、溶接が不十分となり経年による亀裂が発生したという結論を得た。また、車掌が聞いた異音は連結部の渡り板部分にあるガイドピンとガイドのこすれる音であり、台車の亀裂部分と離れていたことから、異音と亀裂との関係はなかったと推定した。南海電鉄側も該当箇所を重点点検箇所にしていなかったため磁粉探傷検査等の細かい点検を行っておらず、亀裂を事前に検出できなかった。

#### 横浜市営地下鉄ブルーライン衝突事故
2019年（令和元年）8月29日8時35分頃（列車衝突事故）
横浜市営地下鉄ブルーライン踊場駅で、あざみ野発踊場行き列車（3000形第38編成・3000N形）が、乗客を降ろした後、折り返しのため引き上げ線に入ったが、この時、本来の停止位置を約29mオーバーランし、前方の壁に衝突。この事故で、当該列車の男性運転士が軽傷を負った。横浜市交通局の調べでは、この運転士は引き上げ線への進入時に居眠りをしたと話している。同線では事故当日から、快速の運転を中止することとなった。同年6月の脱線事故以来、立て続けの事故により2編成が使えなくなり予備車不足になり、朝のラッシュ時の4分20秒間隔を4分30秒間隔へと減便になった。
事故編成の3000形第38編成（3000N形）は、運用に復帰することなく、3000N形初の廃車となった。
2020年（令和2年）11月4日、横浜市交通局は横取り装置に乗り上げた事故とこの事故で使用不能となった2編成について「製造元による車両診断の結果、安全な運行ができない」との判断を下し、2021年（令和3年）度中に廃車解体処分とする旨を公表した。2021年内に両編成とも解体場まで陸送されている。
2021年5月31日に開かれた市会常任委員会で交通局の三村庄一局長が、第38編成の先頭車両を保存し、安全研修に活用する事が発表された 。

#### 京浜急行本線神奈川新町第1踏切衝突事故
★2019年（令和元年）9月5日 11時40分頃（列車脱線事故〈踏切障害による〉）
青砥発三崎口行き快特・第1088SH列車（1000形1137編成8両）が、京急本線の神奈川新町駅 - 仲木戸駅（現・京急東神奈川駅）間の神奈川新町第1踏切道で、踏切内で立ち往生した大型トラックと衝突。列車は前3両が脱線し、先頭車両が斜めに傾いたほか、トラックより漏れ出した燃料に引火しトラックと列車の1両目3番扉付近が炎上した。また、トラックの積荷（レモンなど約660箱）が広範囲に散乱した。
この事故でトラックを運転していた67歳の男性運転手が車外に投げ出されて死亡、乗員乗客の合計37名が負傷した。事故をうけて5日正午過ぎに総理大臣官邸に情報連絡室が設けられた。
事故の影響で、京急川崎駅 - 上大岡駅間で終日運転を見合わせた。翌6日に横浜駅 - 上大岡駅間は運転を再開したが、事故現場での破損車両撤去などの処理に手間取り復旧作業が大幅に遅れた影響で、京急川崎駅 - 横浜駅間は7日の昼にかけて運転を見合わせ、7日13時過ぎに全線で運転を再開した。
神奈川県警察は事故の社会的影響の大きさに鑑み、事故原因の究明にあたるため17日に特別捜査本部を設置した。
この事故により、次のダイヤ改正日である10月28日から運行開始予定だったモーニング・ウィング1号は12月2日まで運休を余儀なくされた。
トラックは現場から約800メートル東南の倉庫で荷物を積み込み、千葉県成田市に向かう途中でアンダーパスを避けているうちに本来のルートからそれて細道を通って現場に至り、細道を抜けようとして切り返していたところで当該踏切に入って立ち往生し、事故に遭遇したとみられる。なお、運転手は同ルートの運行は4回目であり、何故ルートをそれたかは不明。
列車が衝突現場の手前で止まれなかった点について、当初は、踏切支障を知らせる発光信号機が現場の手前340 mにおかれ、これを240 m手前から視認できることから、600 m手前で踏切の支障を認識して、充分に止まれるはずであると説明された。後に京急は、発光信号機は現場の手前390 mにおかれ、現場の570 m手前から視認できると発表したが、発光信号機の手前はカーブで電柱に隠れて見えにくいこと、非常ブレーキを扱うと乗客を転倒させ負傷させることから必ずしも直ちに非常ブレーキを扱う指導をしていなかったこと、運転士も当初は通常ブレーキを扱ったと述べていることが明らかとなった。
事故当該編成の1137編成は、一部の車両の損傷が激しく、2020年（令和2年）3月14日付で車籍が抹消され、新1000形初の廃車となった。
2021年（令和3年）2月18日に運輸安全委員会が公表した本件事故の鉄道事故調査報告書および説明資料によると、トラックが予定のルートをそれた理由について、トラック運転手所属の運送事業者によれば、当日使用予定の首都高速道路入口が工事のために閉鎖されており、迂回したのではないか、と推定しているが、何故事故現場の踏切に至ったかは不明であった。一方、列車が現場の踏切に至るまでに停止できなかった理由について、踏切の支障を知らせる特殊信号発光機（特発）の停止信号現示を運転士が視認可能な位置で踏み切りまでに停止させるためのブレーキ操作を行えなかったことによる、としている。
運転士の証言ならびに車両搭載の運転状況記録装置の記録によれば、3つの特発のうち最も手前の特発が明滅して停止信号を現示しているのを視認して常用ブレーキを扱い、2番目の特発の現示ならびに神奈川新町駅設置の異常報知装置が作動しているのを確認して非常ブレーキを扱っている。ただし、実際に常用ブレーキが扱われたのは事故現場より422 m手前であった。予期せぬタイミングで停止信号を現示する特発の特殊性から即座に対応するのが困難であること、また最も手前の特発については171 m離れた地点（事故現場より662 m手前）より視認できるが、そこから特発設置位置までカーブがあり、明滅が架線柱等によって遮られることから、停止信号の現示に気付くのが遅れたとみられる。
また、同社では「特殊信号の現示があったときは、速やかに停止するもの」と定める一方で、使用するブレーキの選択は運転手の状況判断に委ねられており、運転取扱実施基準ならびに電車運転士作業基準でも使用するブレーキについて明文化されていなかったことも、ブレーキの選択に関与した可能性を指摘している。
問題となった特発が事故当時の場所に設置されたのは1981年（昭和56年）のことで、当時の運転最高速度は105 km/hであった。その後1995年（平成7年）に最高速度が120 km/hに引き上げられたが、事故が起こるまでの約24年間、特発の位置の変更や追加は行われていなかった。また、事故後に同社が実際の列車を使って行った試験では、実際の運転速度よりはるかに低い40 km/hで、特発が点滅状態であることを事前に通知してあっても、運転士が特発の現示を確認してからブレーキ操作を行うまでに4秒を要した。同社が衝突前に止まれるとした1.5秒以内にブレーキを操作することができなかったため、同社の主張のように、正しい手順で操作が行われていても衝突を回避できなかった可能性がある。これを受けて同社では、特発の現示を確認した際、常用ブレーキでの停止を原則としていた規定を見直し、非常ブレーキの扱いを運転士の判断に任せることなく、最初から非常ブレーキを扱うように改めた。
当該特発の位置の悪さ（被視認性の低さ）が事故の1 - 2年前より現場で問題となっていたものの、その声が反映されない企業体質であったとの同社関係者への取材記事もある。
2022年（令和4年）3月24日、横浜地検は運転士の男性を不起訴（起訴猶予）処分にした。過失が軽微であることや、トラック運転手側の落ち度などを踏まえての判断としている。

#### 会津鉄道会津線脱線事故（2019年11月）
★2019年（令和元年）11月27日5時50分頃（列車脱線事故）
福島県南会津郡下郷町の会津鉄道会津線塔のへつり駅 - 湯野上温泉駅間を走行していた会津高原尾瀬口発会津若松行き始発列車（AT-600形2両編成）が、線路上に流入していた土砂に乗り上げ脱線。当時、列車には乗客11人と運転士が乗っていたが、乗客は社員の誘導で避難し、いずれも負傷者はいなかった。事故当時は、線路脇の法面が幅5m程度にわたり崩れ、土砂が線路上に流入していた。
運輸安全委員会による調査の結果、法面の崩壊は法面上部を通る福島県道347号高陦田島線に埋設されていた水路が破損したことによる漏水により、法面の土壌が不安定になったことが原因であるとされた。県道を管理する福島県は元の水路を撤去し、2020年2月に新たな水路を設置した。

#### 会津鉄道会津線脱線事故（2019年12月）
★2019年（令和元年）12月24日19時8分頃（列車脱線事故）
会津鉄道会津線塔のへつり駅 - 弥五島駅間で、走行していた列車（AT-600形）が脱線。この事故の影響で、同線では12月25日以降全線で運転を見合わせていたほか、乗り入れている野岩鉄道でも会津高原尾瀬口駅での折り返し運行を行った。28日からは1往復を除き通常運転を再開した。
運輸安全委員会による調査の結果、原因は現場付近の枕木の不良により軌間変位が発生したことが原因とされた。会津鉄道ではPC枕木への交換作業を進めていたものの、急カーブのため軌間変位が発生しやすい現場付近は未着手であった。

## 2020年代

### 2020年

#### 福島交通飯坂線列車同一線路進入トラブル
2020年（令和2年）1月17日18時30分頃（線路支障）
福島交通飯坂線の美術館図書館前駅で上り普通列車（2両編成）がポイント（分岐器）で下り線路に誤進入した。同駅の下り線にはすれ違いのため下り列車（3両編成）が停車しており、そのまま進行していれば正面衝突の危険があったが、運転士が誤進入に気づいて緊急停止したため列車は30 m手前で停止し、乗客約60人にもけがはなかった。
原因はポイントを切り替える「連結棒」の破断でポイントが正しく切り替わらなかったとみられ、同社は破断の原因を調べている。美術館図書館前駅の下りポイントは発条転轍器を採用しており普段は上り線を直進させる方向に向いているが、対向の下り列車が進入する時だけ切り替わり、通過後にバネの力で元に戻る仕組みになっているものの、同社は直前に下り列車が通過した際に連結棒が折れ、ポイントが元に戻らなかったとみている。ポイントは月1回の間隔で定期点検が行われているが、最後に点検した1月6日には異常はなかったという。
飯坂線は事故直後から全線で運休した。他の9か所のポイントも点検して安全を確認した後、18日10時55分に運転を再開した。
列車の誤進入は運輸安全委員会による事故調査の対象になるものの、実際に調査官が派遣されたかは不明である。

#### 札幌市電脱線事故
2020年（令和2年）1月28日16時45分頃（列車脱線事故）
北海道札幌市中央区の札幌市電すすきの停留場 - 狸小路停留場間で、中央図書館前始発内回り・循環便の電車（A1200形3両編成）の先頭車両が、軌道内に入り込んできた空知交通所属の貸切観光バス車両と衝突し、そのはずみで脱線する事故が発生した。観光バスの乗客35人および運転手に負傷者は発生しなかったが、市電の乗客30人のうち1人が腰の痛みを訴える軽傷となった事が札幌市交通局から発表された。札幌中央警察署によると、現場は札幌駅前通に面する信号機のある交差点で、バスが左折する際に直進する市電車両と接触し、衝突したとみられている。この事故で西4丁目 - 狸小路 - すすきの間は外回り側の軌道も含めて運転見合わせとなり、西4丁目 - すすきの間の折り返し運転が行われたが、同日の18時に運行を再開した。

#### 芸備線脱線事故（2020年）
★2020年（令和2年）3月9日5時48分ごろ（列車脱線事故）
芸備線新見発備後落合行き快速列車（キハ120 358）が、東城駅 - 備後八幡駅間を走行中に土砂崩れを発見し、非常ブレーキをかけるも間に合わず脱線した。乗客はおらず、乗員にも負傷者はなし。この事故により、芸備線は4月24日まで東城 - 備後落合間で運転を見合わせた。現場周辺の車道が狭く、事故車両をクレーン車でつり上げられないため、当該車両は解体の上で撤去された。これにより、キハ120形に初の廃車が発生した。

#### 長良川鉄道越美南線脱線事故（2020年）
★2020年（令和2年）3月18日14時45分頃（列車脱線事故）
長良川鉄道越美南線の北濃発美濃太田行き普通列車（ナガラ3形1両）が、終点の美濃太田駅の構内を約20km/hで走行中、駅の約300m手前で脱線した。運転士1名と乗客10名が乗車しており、乗客1名が頭痛を訴えたために救急搬送されたが、命に別状はなかった。この事故により美濃太田駅 - 関駅間が不通となり、翌19日から代行バスを運行することとなった。4月1日に運転を再開した。

#### 長崎電気軌道脱線事故（2020年）
2020年（令和2年）4月21日15時25分頃（列車脱線事故）
長崎電気軌道の蛍茶屋支線と桜町支線の分岐点である市民会館交差点で、3号系統（赤迫発蛍茶屋行き）が脱線。この事故の影響で、3・4・5号系統は、市民会館停留場で折り返し運転を行った。同交差点での脱線事故は、2016年6月以来5度目となる。事故原因は、ポイントを含むレールや信号など設備に異常がなかったことから、進路選別の際に不適切な取り扱いがあったためとされる。

#### 外房線脱線事故
★2020年（令和2年）5月8日15時55分頃（列車脱線事故）
東日本旅客鉄道（JR東日本）外房線安房鴨川駅 - 安房天津駅間で、安房鴨川発千葉行き普通列車（209系6両編成）の先頭車両が進行方向左に向け脱線した。乗客16名と乗務員（見習い運転士1名、指導運転士1名、車掌1名）が乗車しており、このうち乗客1名が負傷した。その後、10歳の男子小学生がレール上へ置き石を行ったのが原因であることが明らかになり、千葉県警察は同年6月19日に、この児童を往来危険罪で児童相談所に書類送致した。

#### 京成押上線青砥駅脱線事故
★2020年（令和2年）6月12日（列車脱線事故）
10時15分頃、京成電鉄青砥駅構内で、京成高砂発羽田空港行き普通列車（北総鉄道7300形7818編成・8両）の7両目後部台車2軸が進行方向右側に脱線した。この影響で、京成本線の千住大橋駅 - 市川真間駅間、京成押上線の八広駅 - 青砥駅間、北総線・成田スカイアクセス線で一時運転を見合わせ、都営地下鉄浅草線と京浜急行電鉄各線でもダイヤが乱れた。この事故を受けて国土交通省運輸安全委員会鉄道事故調査官が事故現場である青砥駅へ派遣されて調査活動を実施し、調査の結果、この事故の原因は台車に亀裂があったためとされた。そのため北総鉄道と京成電鉄は同型車全車両の目視による一斉点検を行った。
なお、事故当該編成の7818編成は、一部の車両の損傷が激しく、2021年（令和3年）6月30日付で車籍が抹消され、このうち7812と7814が廃車となり、残りの6両は北総鉄道から京成へ返却され、7300形初の廃車となった。

#### 阪神尼崎車庫構内脱線事故
2020年（令和2年）6月22日17時45分頃（列車脱線事故）
阪神電気鉄道尼崎車庫で、試運転中の山陽電鉄5000系5703編成が、留置線の車止めに衝突し、脱線して停止。列車には阪神電気鉄道の社員ら4人が乗車していたが、事故の衝撃で運転士が軽傷を負った。当該編成は、車両改修に伴う試運転を同車庫構内で実施していたが、運転士の証言では、ブレーキを掛けたものの停止せず衝突した模様である。川崎重工業に入場したところ、台枠の損傷が認められたため、大阪梅田方面の4両が2022年3月をもって廃車となった。この中には5030系1両が含まれていた。

#### 富山地方鉄道本線脱線事故
★2020年（令和2年）7月26日9時頃（列車脱線事故）
富山地方鉄道本線東新庄駅 - 新庄田中駅間で、上市発電鉄富山行き列車（14760形2両編成）が脱線。この列車には約40人の乗客がいたが、運転士共々負傷者はいなかった。当該の列車は、東新庄駅を発車した直後に10 - 20cm脱線した。この事故の影響で同線は稲荷町駅 - 越中荏原駅間が翌日夕方まで 不通となりバス代行輸送を行った。運輸安全委員会が鉄道事故調査官2名を派遣し調査。運輸安全委員会は2021年6月24日に、同社が2020年3月の検査で事故現場とその付近の線路幅が基準値より拡大していることを把握していたにもかかわらず、補修せず放置していたことが原因であるとの報告書を公表した。

#### 京都丹後鉄道逸走トラブル
★2020年（令和2年）10月4日21時5分頃（本線逸走）
WILLER TRAINS（京都丹後鉄道）宮舞線栗田駅付近で、西舞鶴発豊岡行き列車の運転士が異音を認めたため、非常ブレーキを使用し列車を停止させた。運転士が点検のため降車したところ、列車は転動し、栗田駅を通過した後、約240m先で停止した。国土交通省は翌5日に重大インシデントに認定し、運輸安全委員会が鉄道事故調査官2人を派遣した。運輸安全委員会の調査報告書によると、異音はシカと思われる動物との衝突音であり、衝突により車両のブレーキ管が折れて圧縮空気が漏れたためにブレーキが効かなくなったことが原因とされた。京都丹後鉄道ではブレーキ管を車輪の内側に移したほか、沿線にシカの侵入を防ぐ柵の設置を順次行っている。

#### 阪急神戸線踏切脱線事故
★2020年（令和2年）11月23日19時40分頃（列車脱線事故）
阪急電鉄神戸本線六甲駅 - 御影駅間の高羽踏切で、新開地発大阪梅田行き特急列車（8000系8000編成8両編成）が配送会社の男性が運転する軽ワゴン車と衝突、先頭車が進行方向左側に約40cm脱線し、車も大破した。事故当時車は無人だったことから、運転者の男性と特急列車の乗客・乗務員およそ400人にけがはなかった。
警察の調べによると「サイドブレーキの引きが甘かったかもしれない」と運転者が話していることから、無人の状態で車が坂道を下り、踏切に差し掛かって列車と衝突したと見られている。現場付近は傾斜になっており、運転者によると事故直前、踏切の北側10mほどの場所に車を駐車し、その場を離れていたという。運転者は配送業務中だった。
事故の影響で神戸線・神戸高速線は新開地駅 - 夙川駅間で終日運転を見合わせ、翌24日も始発から9時頃まで運転を見合わせた。このため、連休明けの通勤・通学時間帯を直撃し、阪神電車やJR線で振替輸送を行うも、少なくとも約10万人の足に影響が出た。またこの事故を受け、国の運輸安全委員会は鉄道事故調査官を2名派遣、事故の解明に乗り出した。調査の結果、停車場所から踏切が降り勾配になっているにもかかわらずサイドブレーキが甘かったことが原因と断定、男性は書類送検された。
8000編成は8000系就役30周年記念のClassic8000装飾を行っていたが、翌12月にリニューアル工事のためClassic装飾を終了することが事故以前より既に決まっており、事故後は復旧されることなく正雀工場に入場しリニューアル工事を実施。その後2021年7月にリニューアル工事を終えて出場、運用に復帰した。

#### 山口線本俣賀駅構内車両トラブル
★2020年（令和2年）12月30日7時頃（車両障害）
JR西日本山口線本俣賀駅で、益田発山口行き普通列車（キハ40形気動車1両編成）で、運転士が戸閉表示灯が消灯していることを現認したため、車内を点検したところ、ホームと反対側（進行方向右側）の後部ドアが、50cmほど開いた状態になっていた。このトラブル発生時は同駅での乗降客はなく、人的被害もなかった。列車は当該ドアを締切として運行を継続した。JR西日本は翌2021年の1月5日に、戸閉装置から空気漏れが発生していたことを明らかにしている。同社が2020年12月31日以降に他のキハ40系への緊急点検を実施した結果、異常は発見されなかった。運輸安全委員会はこの事象を重大インシデントに認定した。その後の調査の結果、戸閉装置の弁室体と呼ばれる部分で部品が外れたことにより空気漏れが発生したこと、部品の外れに想定外の力が長期間関与していたこと、益田駅での出区点検時にすでに空気漏れが発生していたにもかかわらず、その時はドアが正常に閉まったため指令などに報告せず運行を続けたために本トラブルが発生したことが判明した。

### 2021年

#### 秋田臨海鉄道脱線事故
2021年（令和3年）1月4日6時30分頃（列車脱線事故）
秋田臨海鉄道で、除雪作業を行っていたディーゼル機関車が脱線。この機関車には運転士2人が乗務していたが、いずれも怪我は無かった。この日は年末年始の連休明けで運行初日だった。氷に乗り上げたとの情報が入っており、秋田県警察が詳しい原因を調査している。

#### 只見線会津柳津駅脱線事故
2021年（令和3年）1月7日11時15分頃（列車脱線事故）
JR東日本只見線会津柳津駅構内で、線路の除雪作業をしていた事業用車両がホームに乗り上げ脱線した。作業員3人にけがはなく、ホーム上も無人であった。折からの大雪により会津坂下 - 小出間で運転を見合わせており、翌8日も運休の予定だったため列車の運行に影響はなかった。

#### JR神戸線元町駅における人身障害事故
2021年（令和3年）2月26日8時30分前（鉄道人身障害事故）
JR西日本東海道本線（JR神戸線）元町駅1番線を、下り新快速電車が通過しようとしていたところ、ホーム上の42歳の男性と接触。さらにこの男性は、先頭車両の運転台窓を突き破って車内に入り込み、40代の乗客の男性が当該の男性と衝突して左腕を骨折し、他にも乗客1名が軽傷を負ったほか、体調不良を訴える乗客も出た。列車と衝突した男性は、その後死亡が確認された。兵庫県警察は、男性が自殺を図ったとみており、列車往来危険および傷害で男性を容疑者死亡のまま書類送検した。

#### JR常磐線線路内自動車衝突炎上脱線事故
2021年（令和3年）3月26日（線路内立ち往生自動車衝突炎上脱線事故）
0時8分頃、JR東日本常磐線土浦駅 - 神立駅間の線路内に、茨城県警察の無線警ら車（警ら用無線自動車）から逃走した自動車が道路脇の塀に衝突後、弾みでフェンスを突き破って侵入し、線路内に自動車が立ち往生。そこに品川発勝田行き下り最終普通電車（E531系K417編成・10両）が衝突し先頭車両が脱線、自動車と先頭車両の一部が炎上した。
電車の乗務員と乗客に怪我はなかったが、この影響により乗客は車内から下ろされ徒歩での移動となった。また、この区間を走行する常磐線上下線最終電車はバスでの代行輸送とされ、常磐線は翌日も半日ほど土浦駅 - 羽鳥駅間で運転を見合わせた。
自動車の運転者は事故直前に車を乗り捨てて逃走していたうえ、乗り捨てられた自動車のナンバープレートは異なる車種の車で登録（いわゆる天ぷらナンバー）されており、2020年（令和2年）6月に車検が切れていたことが判明。茨城県警察は道路交通法違反（事故不申告）および道路運送車両法違反で逃走した自動車の26歳のベトナム国籍の工員の男を逮捕。その後、刑法127条（往来危険による汽車転覆等罪）違反などの疑いで再逮捕した。
事故後、被災車両のうちクハE531-17は2022年2月9日付で廃車となり、2024年2月に同一番号の代車が総合車両製作所横浜事業所から納入された。

#### 山陽電気鉄道保守用車両脱線事故
2021年（令和3年）5月20日（脱線事故）
2時頃、山陽電気鉄道本線中八木駅 - 江井ヶ島駅間で、保守車両基地（八木総合事務所）から、バラスト軌道用の砂利を積載した保守用車両（モーターカー）が出庫し、上り線から下り線に転線していた途中、5両編成中3両が脱線。この車両には、運転士や作業員合わせて2人が乗務していたが、負傷者はいなかった。この事故で復旧作業を行った影響で、同線は同日9時まで山陽明石駅 - 東二見駅間で運転を見合わせた。

#### 函館本線保線車両逸走トラブル
2021年6月7日23時50分頃（本線逸走）
JR北海道函館本線仁山駅手前から七飯駅手前までの約7kmにわたり、砕石運搬車を牽引していた保線用モーターカー（作業員1名乗務）が、ブレーキが機能しない状態で逸走し、仁山駅と新函館北斗駅を通過。この区間は、新函館北斗 - 仁山間が1000分の20（20‰）の勾配区間で、逸走した七飯方向へは下り勾配となっている。同社が調査した結果、モーターカーと砕石散布車の踏面ブレーキの制輪子を作動させるシリンダーのピストンが伸びきったため、ストローク量が最大になっていた模様で、当面の対策として、モーターカーや砕石運搬車を使用しての作業を一時禁止し、再開する場合はシリンダーストロークの緊急点検と制輪子の点検を実施し、作業の都度、ストローク量の測定と記録、ブレーキ試験を行うことになった。その後、7月9日時点でそれらの全てが整備済となったことで、順次使用を再開することになった。

#### 大船渡線脱線事故
★2021年（令和3年）7月5日21時35分頃（列車脱線事故）
JR東日本大船渡線真滝駅 - 陸中門崎駅間で、一ノ関発気仙沼行普通列車（1両編成）が、線路上に倒れていた長さ25メートル、太さ50センチほどの倒木に衝突し脱線。乗客・乗務員計6人に負傷者はいなかった。この事故の影響で、同線は7月6日は終日列車の運行を見合わせた。当時、事故現場の岩手県一関市内には、7月4日夜から5日早朝にかけて雨が降っていたが、その後はまとまった雨は降っていなかった模様である。運輸安全委員会が調査官2人を現場に派遣し調査している。

#### 日暮里・舎人ライナー脱輪事故
★2021年（令和3年）10月7日22時41分頃（列車脱輪事故）
東京都交通局日暮里・舎人ライナー舎人公園駅付近で、見沼代親水公園行き列車（300形302編成）の先頭車から3両目までが千葉県北西部地震の発生を受け、緊急停止した際に脱輪した。この際に少なくとも3人が負傷。電気系統の破損も重なったため、全線で運休が発生した。その後、国土交通省による事故調査を行い、10月11日の始発から運転を再開した。
被災した302編成は車体が損傷したことから運用に復帰することなく、2023年2月に廃車となった。

#### 札幌市電人身事故
2021年（令和3年）10月11日22時10分頃（鉄道人身傷害事故）
札幌市電山鼻線西線11条停留場 - 西線9条旭山公園通停留場間を走行中の電車が、運転士の不注意により赤信号を冒進し自転車と衝突。自転車に乗っていた中学生に頭の骨を折る重傷を負わせた。
札幌市電では毎年冬季にラッピング車両「雪ミク電車」を運行していたが、この事故を受け札幌市からクリプトン・フューチャー・メディアへ運行中止の申し入れが行われたため、2021年 - 2022年シーズンにおける雪ミク電車の運行中止が決定された。また、国土交通省北海道運輸局は、札幌市交通事業振興公社と札幌市に対し、事故の直接原因である運転士の不注意のほか、レールの締結状態に関する検査が未実施であったことや、8500形やA1200形に対して検査に不備があったことなどを指摘し、法令に基づく検査を行うよう改善指示を出した。

#### 近鉄名古屋線での車両ドア開き走行
★2021年（令和3年）11月23日（車両障害）
近鉄名古屋線近鉄名古屋駅を18時30分に発車した大阪難波行特急列車（168列車、21000系6両編成）が、伊勢朝日駅付近を走行中、最後尾1号車左側のドア1カ所が1cm程度開いていた。車掌が発見後直ちに該当のドアを施錠し、乗客が転落するなどの事故はなかった。運輸安全委員会は、11月25日にこのトラブルを重大インシデントに認定。近鉄では、同系の車両195両について、全てのドアの緊急点検を行い、異常がないことを確認したとしており、今後は入庫時に目視による注意監視を継続的に実施し、目視点検や動作確認を10日周期で実施するとしている。運輸安全委員会は2022年12月1日に調査報告書を公表し、原因について「折戸回転軸の軸部と同板部間の溶接が破断したために、戸閉機械で生じた押付力が伝わらず外力が作用すれば折戸が動く状態となっていたところに、高速走行時の風圧や車体の動揺および振動による力が加わり、その力が開扉抵抗を上回ったことから、折戸が動き、開扉したことにより発生したと考えられる」とした。また、溶接箇所が折戸の扉骨組みや外板、化粧板に覆われていたため、不良箇所を目視できなかったためことも一因とした。なお、同じメーカー製36枚中16枚で溶接不良があったことも明らかになっている（溶接したメーカーは既に廃業）。近鉄は同じタイプの扉491枚の点検と再溶接を実施した。

#### 近江鉄道本線脱線事故
★2021年（令和3年）12月27日14時頃（列車脱線事故）
近江鉄道本線彦根口駅南側に位置する踏切で、試運転中の列車（モハ104 - モハ1104編成）が脱線した。運転士が異音に気付き確認したところ、先頭車両の前方の車輪が左側に脱線していた模様である。事故当時、現場付近では当時60 cm以上の積雪があり、線路にも雪が積もっていた。負傷者はいなかったものの、同線はこの事故の影響で、終日運転を見合わせた。運輸安全委員会が派遣した鉄道事故調査官はマスコミの取材に対して、同日に降っていた「経験したことがないほどの大雪」が事故に影響した可能性が高いとコメントした。運輸安全委員会が最終的にまとめた鉄道事故調査報告書においても軌道上の積雪をスノープラウなし車両で押しのけつつ進行したことで前部台車に溜まった雪塊が台車を押し上げて脱線したものとされた(p29)。近江鉄道は同種事故の再発防止策として、積雪深が一定以上の場合の列車運転見合わせをマニュアル化。あわせて踏切の横断車両の走行により踏切道のフランジウェイに圧雪が生じて乗り上がり脱線が生じた可能性も指摘されたため除雪対象の踏切の指定も合わせて行い、スノープラウ付き車両を点検用車両として使用することも定めた。なお同社にはスノープラウ付き車両はあったものの、分岐器が雪で埋もれて出庫不能であったため、当該列車と同形式の2編成に対し、スノープラウを装着させた(p31)。

#### 山陽本線脱線事故（2021年）
★2021年（令和3年）12月28日20時37分頃（列車脱線事故）
山陽本線八本松駅 - 瀬野駅間で、広島貨物ターミナル発東京貨物ターミナル行貨物列車（25両編成）の運転士が「非常ブレーキが動作し停車している」とJR西日本広島総合指令所に連絡。車両を確認したところ、前から12両目の車輪8つのうち4つが脱線していた。負傷者はいなかった。事故の影響で、同線は28日は白市駅 - 広島駅間で16本が運休するなどした。また翌29日も西条駅 - 安芸中野駅間で終日運転を取り止め、バスでの代行輸送を実施したほか、山陽新幹線三原駅 - 広島駅間で代替輸送を行った。脱線事故後の貨物列車の運行については、JR西日本が当該箇所に脱線防止ガードを増設したこと、当該箇所を通過する貨物列車は時速45km以下の徐行で12月31日に運転を再開している。

### 2022年

#### 伊予鉄道横河原線見奈良駅脱線事故
★2022年（令和4年）2月7日16時20分頃（列車脱線事故）
2022年2月7日16時20分頃、伊予鉄道横河原線見奈良駅構内で、高浜行き3000系3両編成が何らかの原因により脱線したものである。事故は進行方向前側、3306の運転台側の台車が脱線。妻面（連結面）側の台車以降は脱線せず、上り用2番線（松山市・高浜行ホーム）側に進入していた。乗務員（運転士・車掌）2名、乗客13名が乗っていたが、いずれもけがはなかった。事故発生翌日の8日に運輸安全委員会が現地を調査し、その後8日夜までに当該車両の撤去と線路の復旧が完了し、9日の始発から運転を再開した。

#### 近江鉄道多賀線脱線事故
★2022年（令和4年）2月7日21時15分頃（列車脱線事故）
近江鉄道多賀線の高宮駅構内の曲線で、多賀大社前発米原行電車（800系2両編成）が、何らかの原因で脱線。運転士が異音を感じ停止させたところ、1両目の前方と後方、2両目の前方の右側車輪が脱輪していた。乗客・乗員計約100人に負傷者はおらず、事故の約1時間後に高宮駅へ誘導された。運輸安全委員会が調査官2人を派遣している。事故の影響で同線は同日から2月11日まで全線で運休しバス代行輸送を実施していたが、2月12日の始発から運行を再開した。
運輸安全委員会は、当該の列車が半径160mの右曲線を通過中に軌間が大きく拡大したことで、先頭車両前台車と後台車、後部車両の前台車それぞれの前軸右車輪が軌間内に落下したことにより発生したものと結論づけた。その上で、軌間の拡大の原因として、曲線中の静的軌間変位が大きかったことと、枕木とレールとの締結状態の不良が連続的に存在し、列車走行時の横圧によるレールの横移動や小返りによって軌間が動的に拡大した可能性が高いとした。

#### 広島電鉄本線脱線事故
2022年（令和4年）2月20日7時25分頃（列車脱線事故）
広島市西区の新己斐橋西詰交差点で、同市内の24歳の男性が運転する乗用車が、広島電鉄本線を走行していた広電宮島口発広島駅行路面電車（5両編成）と衝突し、電車の先頭車両が脱線。電車の乗客約20人と運転士および車を運転していた男性とも負傷者はいなかったが、広電は広電西広島（己斐）- 土橋間で約4時間半にわたり運転を見合わせ、約2,500人に影響が出た。広島県警察は乗用車のドライブレコーダーを分析するなどして事故原因を調べている。
3月24日に国土交通省中国運輸局は、電車運転士が信号を無視して交差点に進入し事故が発生したこと、会社側が運転士に対して聞き取りができていないこと、過去にも喚呼不良が指摘されていたにもかかわらず運転士の資質状況の管理ができていないことから、広島電鉄に対して改善指示を行った。
11月29日に広島西署は、電車運転士を業務上過失傷害の疑いで書類送検した。

#### とさでん交通伊野線脱線事故
2022年（令和4年）2月23日15時過ぎ（列車脱線事故）
高知市本宮町内のとさでん交通伊野線で、鏡川橋発後免町行路面電車が、何らかの原因で脱線。事故当時、この電車には乗客はおらず、乗務員にも負傷者はいなかった。事故車両は、進行方向に向かって右側にずれて止まっており、後部の車輪がレールから外れていた。この事故の影響で、同線は鏡川橋 - 上町五丁目間の上下線で運休となり、バス代行輸送を実施した。同社では脱線の原因を調査している。

#### 東北新幹線脱線事故
★ 2022年（令和4年）3月16日23時36分（列車脱線事故）
東京発仙台行き東北新幹線「やまびこ223号」が、福島駅 - 白石蔵王駅を走行中に発生した福島県沖地震（福島県や宮城県などで震度6強を記録）の影響で、白石蔵王駅から約2キロメートルの地点で17両編成のうち13号車以外の16両が脱線した。事故直後の報道では乗客75人と乗務員3人にけがはなかったとされていたが、3月21日にJR東日本は乗客3人、同月25日には1人から、それぞれけがの申告があったと発表した。乗客は地震発生から約4時間後に列車を降り、非常口を通ってバスで移動した。
この地震および事故の影響で、翌17日には那須塩原駅 - 盛岡駅間が終日運転を休止した。また、脱線したH5系・E6系は高速運転に耐えられないとして全車両が廃車となった。営業運行中の新幹線列車による脱線事故は2004年の上越新幹線脱線事故以来2例目。

#### 南海高野線小原田検車区内脱線事故
2022年（令和4年）5月27日0時20分頃（列車脱線事故）
南海高野線小原田検車区内で、営業運転を終えて入庫してきた30000系電車の4両中2両が脱線した。この事故の影響で、同系は2編成とも出庫が不可能となり、特急「こうや」・「りんかん」は27日から30日まで、全列車が運休（一般型車両による運行となり、特急料金は徴収しない）となった。運転士が赤信号を見落として前進したことでポイントを損傷させたうえ、これに気付かず後退させたため脱線した模様。

#### 灘駅構内人身事故
★2022年（令和4年）7月19日18時頃（鉄道人身障害事故）
東海道本線（JR神戸線）灘駅を通過中の快速列車（221系）が、飛び込んできた23歳の男性と接触。男性は跳ね飛ばされ、ホーム上の乗客5人と接触。男性は死亡し、巻き添えとなった女性4人が負傷した。この事故で、快速は乗客全員を降ろして振替輸送を実施。事故の影響で、JR神戸線は芦屋駅 - 西明石駅間で運転を見合わせた。運輸安全委員会が調査官を派遣し原因を調査している。

#### 江ノ島電鉄線での車両ドア開き走行
★2022年（令和4年）7月24日12時15分頃（車両障害）
江ノ島電鉄線の湘南海岸公園駅 - 鵠沼駅間を走行中の列車（4両編成）が鵠沼駅に到着する直前に、乗客から車掌に最後尾の車両の右後方ドアが開いているとの申し出があった。車掌はドア1か所が開いていることを確認し、列車は駅に到着した。乗客約50人にけがはなかった。
調査によると4両目のホーム側ドア1か所の両開きドアの片方が全開になっていた。停車後もこのドアが閉まらなかったため、乗客を1・2両目に移動させた上で10分遅れで終点の藤沢まで運行した。
車掌は湘南海岸公園駅の出発時にドアがすべて閉まっていることを目視で確認しており、運転台の知らせ灯や車両側灯にも異常がなかったため、走行中になんらかの要因で開いてしまったものと見られる。
運輸安全委員会は重大インシデントと認定。25日に鉄道事故調査官2人を派遣して調査を行った。

#### 長崎電気軌道蛍茶屋支線衝突事故
2022年（令和4年）7月26日（列車衝突事故）
長崎電気軌道蛍茶屋支線新中川町 - 蛍茶屋間で、走行中の電車が後退。後続の電車が衝突し、乗客2人が負傷した。事故原因は、先行の電車の運転士が、停止信号を確認せずに転換中の分岐器に進入したため、車両の前の台車と後ろの台車が異なる線路に入ったことでブレーキホースが外れ、制動が効かなくなり上り勾配で後退したものと判明。この事故を受け、国土交通省九州運輸局が7月27日から29日にかけて保安監査を実施した結果、添乗教育が実施されていない運転士が存在したことが確認されたという。これを受け同運輸局は同社に対し、軌道信号機の確実な確認、添乗教育の適切な実施、制動不能に陥った際の取扱いなどを検証した上で、再発防止策を講じることなどを指示した。

#### 予土線脱線事故
★2022年（令和4年）8月25日18時30分頃（列車脱線事故）
予土線半家駅 - 江川崎駅間を走行中の窪川発宇和島行普通列車（キハ32形1両編成）が、線路上の落石に衝突し脱線。列車には乗客・乗務員合わせて6人が乗車していたが、うち男性客1人が手足に軽傷を負った。事故当時、この列車は70km/hで走行しており、運転士が約150m手前で直径約40 - 50cmの落石を発見し非常ブレーキをかけたものの間に合わず衝突。さらに、列車は車輪が線路から外れた状態で約65m走行して停止した。運輸安全委員会が鉄道事故調査官を現地に派遣している。事故の影響で、同線は8月28日まで窪川駅- 江川崎駅間で終日運休し、バスによる代行輸送を実施した。

#### 吹田総合車両所京都支所構内脱線事故
★2022年（令和4年）9月6日21時35分頃（列車脱線事故）
吹田総合車両所京都支所構内で、停車していた回送車両（289系7両編成）が7両目の最後部に施してあった手歯止めを外すのを忘れた状態で発進。このため、車輪が手歯止めに乗り上がり、7両目の最後部が脱線したまま約150m走行したところで車輪が分岐器に乗り上げてレール上に戻った。列車はそのまま、特急「こうのとり27号」として運用された。運転士は同社の調査に対し「発進時に手歯止めがあったことにも、脱線したことにも気付いていなかった」と説明している模様である。運輸安全委員会が鉄道事故調査官を派遣して事故原因を調査している。JR西日本の社内調査では、台風11号の影響による運用変更により、所定の4両編成に3両編成を併結した際、運転士が7号車に手歯止めが設置されたことを認識しないまま、25km/h以下で運転を開始したためと結論付けられた。この事故を受けJR西日本では、臨時の併結作業の際には、手歯止めの手配や出区点検などでの情報共有を徹底させることや、車両が乗り上げても潰れることで脱線しないプラスチック製手歯止めへ順次置き換えることを決めた。

#### 豊肥本線車両トラブル
★2022年（令和4年）10月16日6時35分頃（車両障害）
JR九州豊肥本線豊後竹田駅で、豊後荻発豊後竹田行き普通列車（キハ125形気動車1両編成）の乗客から「走行中に複数回ドアが開いた」旨の申告があったためにJR九州が調査したところ、豊後荻 - 玉来間と玉来 - 豊後竹田間を走行中に右後方のドアが各1回開いていたことが発覚した。乗客20人にけがはなかったが、安全確認のため宮地 - 豊後竹田間で13時ごろまで運転見合わせとなり特急列車2本と普通列車5本が運休したほか、その他の列車にも最大29分の遅れが生じて200人が影響を受けた。記録によるとほぼ全開となった時間帯もあったが、同社の調査によると運転士はドアが開いたことに気づかないまま運転を続けていた模様。運輸安全委員会が重大インシデントとして鉄道事故調査官5人を派遣し調査している。大分県の鉄道における初の重大インシデント。

#### 京成高砂駅構内脱線事故
★2022年（令和4年）11月17日 10時20分ごろ（列車脱線事故）
京成電鉄京成高砂駅構内で回送電車（3700形8両編成）が脱線した。けが人はなかった。この事故の影響で京成線の千住大橋 - 市川真間間と成田スカイアクセス線の京成高砂 - 新鎌ヶ谷間が20時49分ごろまで運転を見合わせた。
同社はその日のうちに脱線原因は運転士の社内規定違反の運転によるものと発表した。

#### 宇都宮ライトレール脱線事故

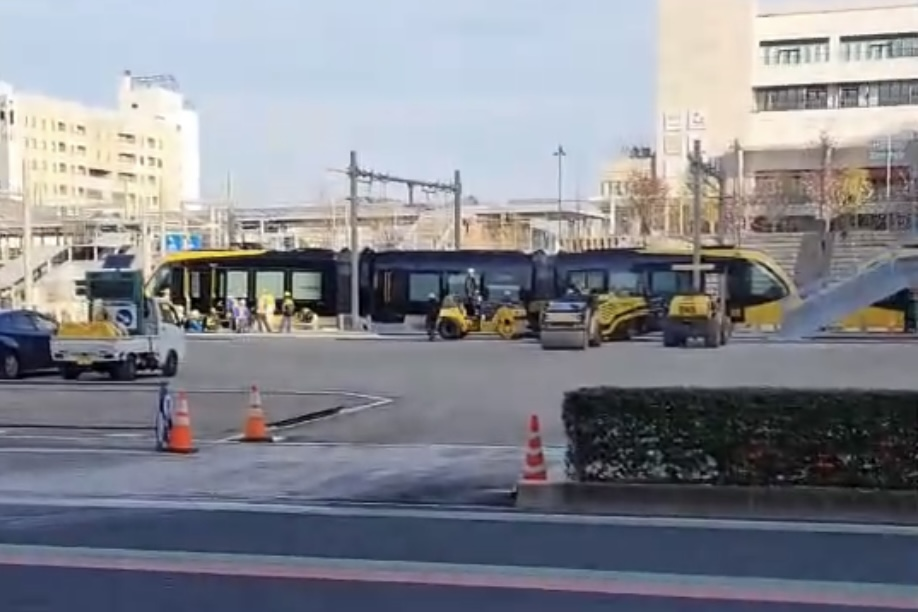
脱線したHU306編成
後方に連結されているのは車両を牽引し車両基地へ回送するための救援車（HU301編成）

2022年（令和4年）11月19日 0時30分ごろ（列車脱線事故）
宇都宮駅東口停留場付近で分岐器の入線試験を行っていた宇都宮芳賀ライトレール線（当時未開業）の試運転電車（HU300形3両編成）が、両渡り線（シーサスクロッシング）を通過し停留場2番線へ向かう曲線進入時、運転士が異常を感じ、非常ブレーキをかけたものの先頭車（HU306-A）の4輪、中間車（HU306-C）の後方2輪が脱線したまま軌道内を10mほど直進し前頭部が歩道に乗り上げ停車した。この事故により車両の先頭部およびパンタグラフが破損し、軌道と駅前広場を隔てる車止め3本と地上変圧器も破損した。なお、車両には運転士をはじめ関係者15人が乗車していたが、人的被害はなかった。
市や有識者会議による原因調査の結果、2023年（令和5年）5月30日に報告書がとまとめられ、シーサスクロッシングで下り線から上り線へ転線するS字カーブを描く経路を辿り車両が右旋回した状態で急曲線に進入したことにより、台車を中心に車体が左右に大きく振られ、それにより台車ストッパーに当たりが生じ衝撃が発生したことで、車輪にかかる横圧が増加し脱線係数を上回ったことが主な原因とされた。事故現場のカーブでは2023年（令和5年）3月15日から4月25日にかけて軌道を6ミリずらし、当該区間の制限速度を5キロに変更するなどの対策工事が行われた。

#### 函館本線豊沼駅構内における衝突事故
2022年（令和4年）12月15日 6時過ぎ（列車衝突事故）
函館本線豊沼駅を通過していた特急「ライラック2号」（789系6両編成）が、線路際で除雪作業を行っていた除雪車と衝突。列車の乗客・乗務員計31人に負傷者はなかったが、除雪車は線路外で横転し、運転者が足に痛みを訴えた。事故の影響で同線は岩見沢 - 旭川間で上下線とも運転を見合わせ、17時まで94本の列車が運休した。
除雪車はJR北海道から委託を受けた会社の社員が運転していた。特急列車の運転士によれば、豊沼駅前で除雪を行う予定が、作業内容に入っていない線路近くに移動していたとのことであり、JR北海道では、除雪車が線路脇で予定外の作業をしていた可能性があると見ている。

### 2023年

#### 芸備線脱線事故（2023年）
★2023年（令和5年）3月23日19時25分頃（列車脱線事故）
芸備線備後八幡駅 - 内名駅間で、走行中の新見発備後落合行き下り普通列車（キハ120形）が、線路上の落石に接触し脱線。事故の影響で東城駅 - 備後落合駅が運休となり、バス代行輸送が実施された。運輸安全委員会が事故の詳細な原因を調査している。
JR西日本は当初この区間の運行を同年5月下旬には再開するとしていた。しかし、調査の結果落石対策工事が必要となったため、運行再開予定を7月下旬に延期し、7月29日に運転再開した。

#### 伊予鉄道松山市内線脱線事故
2023年（令和5年）3月25日9時30分頃（列車脱線事故）
伊予鉄道松山市内線古町駅構内で、萱町六丁目停留場方向から入線してきた電車（2100形）が停車直前に脱線。電車は複線の双方の線路に跨るように脱線し、車体の一部が破損した。電車には乗客・乗務員合わせて26人が乗車していたが、負傷者はいなかった。
この事故の影響で、同市内線は環状線（大手町線・城北線）の一部区間で運転を見合わせた。

#### 京都丹後鉄道踏切事故
★2023年（令和5年）4月10日9時前（踏切障害事故・鉄道人身障害事故）
WILLER TRAINS（京都丹後鉄道）宮津線（宮舞線）の京都府舞鶴市内の踏切で、電動車椅子に乗って渡っていた86歳男性が列車にはねられ死亡。運輸安全委員会は調査官2人を現場に派遣した。現場の踏切は、警報機・遮断器とも無い「第4種踏切」で、地元住民からは警報機設置の要望が出ていた。

#### 富山地方鉄道本線保線作業員死亡事故
2023年（令和5年）4月11日10時15分頃（鉄道人身障害事故）
富山地方鉄道本線越中荏原駅 - 越中三郷駅間で、走行中の上市発電鉄富山行き普通列車が保線作業中の19歳の男性作業員と接触。作業員は病院に搬送されたが、翌12日未明に死亡した。列車の乗客・乗務員計11人に負傷者はいなかった。現場では、死亡した作業員を含む数人の作業員が枕木交換などの保線作業を実施していた。2025年5月2日に富山地方検察庁は、当時現場責任者だった同社元社員の男性について、列車が接近した際に発出する待避合図を怠ったことで死亡事故につながったとして、業務上過失致死容疑で在宅起訴した。

#### 土佐くろしお鉄道中村線脱線事故
★2023年（令和5年）6月2日8時58分頃（列車脱線事故）
土佐くろしお鉄道中村線有井川駅 - 土佐白浜駅間で、上り普通列車が台風2号による土砂崩れに乗り上げ脱線。列車に乗客はおらず、運転士1名、同乗していた保線係員1名にもけがはなかった。
運輸安全委員会は調査員を派遣し、調査を行った。
運輸安全委員会によると宿毛発窪川行き(1両編成)の上り312D列車は大雨の影響で有井川駅を定刻(08:25)より約30分遅れて出発。第7白浜トンネルの出口付近に運転士は土砂を認めたため速度61km/hでブレーキを使用したが、ブレーキ開始とほぼ同時に土砂に乗り上げ、そのまま約50m走行して停車した。本事故は運転規制雨量に到達している状況下で列車が出発されたことについては、運転指令員が運転士に運転中止の通告をせず、同列車を出発させたとしている。
あわせて運輸安全委員会は、運転中止の規制雨量に到達している状況下で運転指令員に運転中止の指示をしなかったことについて、運転中止の規制雨量に到達している状況下で速やかに運転規制をせず、様子を見てから判断することが常態化していたことを指摘している。

#### 都営地下鉄浅草線馬込車両検修場内脱線事故
2023年（令和5年）6月5日16時頃（列車脱線事故）
都営地下鉄浅草線の馬込車両検修場で、営業運転のために出庫作業を行っていた電車（5500形8両編成5507F）が、5両目から7両目にかけ脱線。電車には乗務員2名（運転士・車掌）のみが乗っていたが、負傷者はなかった。
この事故の影響で、浅草線は5日中は本数を減らして運行した。 当該編成のうち5 - 8両目は2024年に廃車された。

#### 山陽新幹線人身事故（2023年）
2023年（令和5年）6月8日22時過ぎ（鉄道人身障害事故）
山陽新幹線岡山駅 - 相生駅間で、鹿児島中央発新大阪行き「さくら572号」が走行中に線路内にいた人と接触。この事故で同新幹線は、事故現場の現場検証や事故車両および設備の点検のため、新大阪駅 - 広島駅間で約5時間にわたって運転を見合わせた。
事故車両は前頭部分が大きく破損し、内部構造が露出した状態となった。

#### しなの鉄道線上田駅構内脱線事故
2023年（令和5年）6月12日8時45分頃（列車脱線事故）
しなの鉄道線上田駅構内の電留線で、入換作業中のSR1系電車4両編成のうち3両が脱線。回送のため乗客はおらず、運転士1名にけがはなかった。木製の枕木が腐食しており、軌間が広がったことが原因の模様。
この事故の影響で、しなの鉄道線は田中駅 - 戸倉駅間で14日まで終日運休となった。

#### 東海道線大船駅構内架線柱衝突事故
★2023年（令和5年）8月5日 21時24分頃（鉄道人身傷害事故、輸送障害）
東海道線小田原発横浜行き上り臨時普通列車（列車番号9974E、E231系5両〈コツS-14編成〉＋E233系10両〈ヤマU621編成〉）が藤沢駅 - 大船駅間を走行中、大船駅構内で傾いた架線柱に接触。S-14編成の先頭車（クハE231-8042）のフロントガラスが破損し、その他にも15号車 - 7号車にわたり大きな被害が生じた。事故の衝撃で架線柱が折れたことにより、大規模な停電が発生。付近を走行する列車（東海道線6本、横須賀線4本、根岸線3本）が駅間で立ち往生し、少なくとも乗客4名が熱中症の疑いで救急搬送されており、あわせて運転士も軽症を負っている。立ち往生した列車の乗客は、係員の誘導で降車し最寄り駅へ徒歩で移動した。事故の影響で、東海道線の東京駅 - 熱海駅間、横須賀線の東京駅 - 久里浜駅間、根岸線の磯子駅 - 大船駅間で終日運転を見合わせた。また湘南新宿ラインの新宿駅以南、相鉄・JR直通線でも運転を見合わせたほか、総武快速線、埼京線、高崎線、宇都宮線、りんかい線などで運休や遅延が発生するなど影響は広範囲に及んだ。
またこの日は茅ヶ崎市で「サザンビーチちがさき花火大会」が、小田原市で「小田原酒匂川花火大会」が開催されていたこともあり、当該列車には花火観覧客など約1,500人が乗車していたため、各鉄道会社は振替輸送に追われた。翌6日は根岸線と横須賀線が始発より運転を再開したものの、横須賀線は総武快速線との直通運転を中止。東海道線も8時頃に運転を再開したが、宇都宮線および高崎線との直通運転を15時頃まで中止。湘南新宿ラインの新宿駅以南の横須賀線直通列車は13時頃まで、東海道線直通列車は15時頃まで運転を見合わせた。
運輸調査委員会の調査結果によると、原因は以下の通りである。
- 電柱が大きく傾斜した原因は電柱の地際付近に生じていた横ひび割れから水分が浸入しPC鋼棒の一部が腐食し破断したことで、電柱が曲げモーメントに耐えきれなかったこととしている。
- 電柱に横ひび割れが生じていたことについては、電柱に設計値に対して比較的大きな曲げモーメントが常時負荷される設備条件となっていたことで、風や地震等による一時的な曲げモーメントの影響を受けて、地際付近に過大な曲げモーメントが作用し、横ひび割れが発生するとともに、発生した横ひび割れが閉じない状態が継続したこと、定期検査により発生していた横ひび割れを発見できなかったこととしている。
- 運転士への聞き取り調査によれば、藤沢駅を定時の約20分後に出発後、速度80 - 85km/hで惰行運転をしている時、大船駅構内で2 - 3m前方に白い物体が現れ、衝突したとしている。
- 車掌への聞き取り調査によれば、大船駅構内を走行中に、15両目の乗務員室にいたところ「ピッピッ」という大きな音が鳴り、運転台の画面には防護無線自動発報装置が動作したことが表示され、直ちに車掌用の非常ブレーキを操作したとしている。

#### 弘南鉄道大鰐線脱線事故（2023年）
★2023年（令和5年）8月6日11時32分頃（列車脱線事故）
弘南鉄道大鰐線大鰐駅 - 宿川原駅間を走行中の大鰐発中央弘前行き下り第11列車（2両編成）が脱線。乗客18人と乗務員にけがはなかった。脱線の原因は車輪との摩擦で生じたレールの摩耗とみられており、事故区間を含む急カーブ区間は、国の運輸安全委員会の調査結果が出るまで、時速25キロ以下で徐行する措置を採ったうえで、8月23日に全線で運転を再開した。
なお、弘南鉄道大鰐線は、2019年4月にも保線不備から脱線事故を起こしていた。
その後、弘南線を含む全路線で線路点検を行った結果、線路不具合が多数発見されたため、9月25日正午より弘南線・大鰐線ともに運休。補修を実施し安全を確認したのち、弘南線は11月7日に、大鰐線は12月8日に運転を再開した。
運輸安全委員会の調査では、本事故は当該列車の運転士が大鰐駅 - 宿川原駅間の半径190mの曲線を25km/hで運転中、後方から異音がしたため非常ブレーキを使用後確認後、2両目の前台車の1軸と2軸が左側に脱線したとしている。

#### 岩徳線踏切事故
★2023年（令和5年）9月3日16時27分頃（鉄道人身傷害事故）
岩徳線徳山発岩国行き上り列車（列車番号：2236D）の運転士は米川駅 - 周防高森駅間を54km/hで走行中に第3種踏切である中原踏切道に侵入する軽自動車を確認。その後直ちに警笛を鳴らし非常ブレーキを使用するも当該列車は軽自動車と接触し、軽自動車の運転者1名が死亡、軽自動車の同乗者並びに当該列車の乗客1名ずつが負傷。
運輸安全委員会は詳細を明らかにしようと試みるも軽自動車の運転者が死亡しているため、詳細を明らかにすることができなかったとしているが、第3種踏切の警報器は動作している状態で軽自動車は踏切道に侵入したと推定し、再発防止には当該踏切道を廃止するか第1種踏切に改良したり、その設置までの間は啓発活動や注意を促す看板の設置をするよう指摘している。
本事故並びに指摘を受けてJR西日本は当該踏切道の視認性向上のために再塗装を行い、かつ第1種踏切に改良した。
本事故並びに指摘を受けて山口県岩国市は当該踏切道の手前に警戒標識（踏切あり）を設置し、当該踏切道の舗装整備を行い、当該踏切道の前に停止線を設置した。

#### 岡山駅付近脱線事故
2023年（令和5年）9月23日15時40分頃（列車脱線事故）
後藤総合車両所岡山気動車支所を出場した回送列車が、岡山駅への移動の途中、安全側線に進入して脱線した。乗客はおらず、乗務員にも負傷者はいなかった。原因は分岐器手前での一時不停止によるものであった。
この事故により、津山線は一時全線で運転を見合わせ、山陽本線・瀬戸大橋線・伯備線などでも、一部列車に運休や遅れなどの影響が出た。
津山線は岡山駅と法界院駅との間で9月24日15時頃まで不通となった。

#### 大井川鐵道大井川本線列車分離事故
★2023年（令和5年）11月28日14時45分頃（車両障害）
大井川鐵道大井川本線家山駅で、列車が発車した直後、先頭の電気機関車と客車との間の連結器が外れ、列車は緊急停止した。乗客81名と乗務員5名にけがはなかった。
事故原因は不明で、29日午後より運輸安全委員会が調査をしている。また国土交通省は事故につながりかねない重大インシデントに認定した。

#### 札幌市電における無人走行インシデント
★2023年（令和5年）12月12日6時20分頃（本線逸走）
札幌市電山鼻線中島公園通停留場付近で、電車が赤信号で停止中に、運転士が線路上に落下物があるのを見付け、札幌市交通事業振興公社の管理室に同停留場の連絡電話で状況を伝えるため、電車を降車した。ところが、乗客からの指摘によって、電車が動いていることに気付き、運転士はブレーキを掛け、電車は約20メートル進んで停止した。電車と車や人などとの衝突は発生せず、乗客約30人にも負傷者はなかった。
電車に積載されたドライブレコーダーの記録では、運転士が下車する際に、体がブレーキハンドルに接触したことで、ブレーキが緩解したものと見られる。
国土交通省は、この件を重大インシデントに認定。運輸安全委員会が、翌13日に現地調査を実施した。
運輸安全委員会は、記録映像とGPSを元にした解析を行い、運転士が落下物を移動させた後、6時18分43秒に運転士が運転台テーブル側へ少しよろめく状態が記録されており、その状態で運転座席越しに落下した乗務かばんを拾おうとした時に運転士の右半身がブレーキハンドルに接近していることが確認され、6時18分44秒にブレーキハンドルが「重ね」位置から「緩ゆるめ」の位置に変化していることが確認された。あわせて運転士は山鼻19条停留場、本件停留所や他の停留所で逆転ハンドル「前」、ブレーキハンドル「重ね」であることを確認している。本件運転士は制服の上に外とうを着用し厚着していたため、接触した感覚が鈍くなっておりブレーキハンドルとの接触に気づかなかったと考えられるという調査結果を公表した。
あわせて運輸安全委員会は落下物については約230cm×約19cm 約4kgのゴム製の白い板状のものであることも公表している。

### 2024年

#### 熊本市電におけるドア開き走行
★2024年（令和6年）1月5日9時56分頃（車両障害）
熊本市電における一連の事故・トラブルおよび不祥事のひとつ。交通局前停留場で交代した50歳代の男性運転士が、客室ドアが開いたままの状態で電車を味噌天神前停留場に向け発車させ、約90m走行した。乗客11人に負傷者はいなかった。
熊本市交通局の調べでは、発車の際に運転士がドアが閉まったかの目視確認を実施していなかったほか、ドア開き走行を防止するための安全装置も作動しなかったという。運輸安全委員会は、今回の件を重大インシデントに認定し、1月6日に調査官を現地に派遣した。
運輸安全委員会の調査によれば、開扉状態での力行を防止するための回路が正常に作動しない状態で、運転士が旅客用乗降口の閉扉を行わず出発したためとしている。本回路が正常に動作しなかった理由については、閉扉状態の時に押される同扉の開閉検知スイッチの押し棒が、本来の取り付け位置とは逆向きに取りつけられていたため誤動作をしたとしていると共に、運転士が既に閉扉したと思い込み閉扉操作をしなかったこととしている。

#### 京都鉄道博物館SL逆走脱線事故
2024年（令和6年）1月8日16時40分頃 （列車脱線事故）
京都鉄道博物館の蒸気機関車展示エリアで、C62 2号機が、SLスチーム号の牽引仕業を終え、客車を切り離して給炭設備に移動した後、転車台に向けて発進しようとした時に逆走し、車止めを突き破って脱線して止まった。負傷者はいなかった。逆転ハンドルの操作ミスが原因と見られている。

#### 東北新幹線架線垂れ下がり事故・作業員感電事故
2024年（令和6年）1月23日9時58分頃 （架線トラブル）・同14時43分頃 （作業トラブル）
東北新幹線上野駅 - 大宮駅間の埼京線北与野駅付近の上り線で、架線が約150mにわたって垂れ下がっているところに金沢発東京行き「かがやき504号」（W7系12両編成）が進入。当該列車の10号車の窓ガラスにひび割れが生じたほか、パンタグラフ2か所が損傷した。この事故の影響で東北新幹線の東京駅 - 仙台駅間、上越・北陸新幹線の東京駅 - 高崎駅間で終日運転を見合わせ、並走する埼京線の一部列車に遅れが出た。
また、14時43分頃、架線の復旧作業中の作業員2名が感電する事故が発生し、1名は全身にやけどを負う重傷、もう1名が手にやけどをする軽傷を負った。
駅間に停車した新幹線4本の乗客は、3本は上野駅まで後退させて、残り1本については与野本町駅近くの非常階段より救出した。列車の乗員・乗客にけが人などはいないものとみられる。JR東日本は救済処置として、常磐線特急ひたち9号・22号を臨時快速列車としていわき - 仙台駅間を延長運転する処置などをとった。
本事故の原因は架線を引っ張る装置の故障とされている。当該の重りは38年間（遡ると国鉄時代の1985年に東北・上越新幹線の大宮〜上野間開通時から使用されたもので同線の大宮〜上野間の延伸工事で重りを取り付けていたとみられる。）使用されていたとみられる。
専門機関における調査で、今回壊れた箇所についての点検マニュアルに誤解を招く表現があり、半数の作業員が誤解していたため、本来接触しない故障部分が接触したためとみられる。

#### 南海高野線踏切事故（2024年）
2024年（令和6年）2月6日6時30分頃 （列車衝突事故〈踏切障害によるもの〉）
大阪市西成区の南海高野線西天下茶屋駅から30mほどの所にある西天下茶屋1号踏切で2両編成の電車と乗用車が接触。南海電鉄によると5日夜に行われた線路の枕木を交換する工事でミスがあり、電車の振動などによって踏切の装置に誤った信号が送られていたこと並びにレールとボルトに接触した電流が流れたため下りていた遮断器が上がったとのこと。けが人はいなかった。同様の事故は2019年にも起きている。

#### 東北新幹線郡山駅オーバーラン
2024年（令和6年）3月6日7時30分頃 （本線逸走）
東京発新庄行き東北新幹線「つばさ121号」（E3系7両編成）が郡山駅ホームに停車しようとしたところオーバーランし、停止位置を約520m過ぎて停止した。その時に地震のような激しい揺れがみられ、洗面所を利用していた乗客1名が壁面に肩を強打するケガを負った。この影響で、東北新幹線は2時間半にわたって東京駅 - 盛岡駅間で運転を見合わせた。列車は安全確認をしたのち郡山駅まで退行し、乗客は後続の列車に乗り換えた。
状況としては、雪の影響で車輪とレールの間で全号車・全軸で複数回滑り（滑走）が生じて速度が低下せず、ポイントを制限速度を超える145km/hで通過。停止位置で停止できずオーバーランに至った。なお自動列車制御装置（ATC）は正常に作動しており、乗務員のミスではないとしている。
JR東日本によると、2022年12月18日にも、雪の影響で同駅（郡山駅）で同様の編成の車両（E3系7両編成）で約160mのオーバーランが発生したことがあったという。今回の事象を受けた緊急対策として、E3系単独運転を行うつばさ号のうち2往復（下り121・159号、上り148・160号）に、E2系またはE5系を東京駅 - 福島駅間で併結して運転する措置をとった。
JR東日本は同年10月25日に調査結果を公表し、車輪がレールを滑る「滑走」が起きたとしていると共に、正常な走行に戻すためのブレーキを緩めて自動制御する機能が繰り返し作動した結果減速ができなかったとしていると共に、郡山駅近辺はカーブや下り坂が続いているため、ブレーキが効きづらい環境だとしている。
JR東日本は同年11月末までにブレーキの制御機構を改修するとしている。

#### 上信電鉄上信線人身事故
★2024年（令和6年）4月6日9時前 （鉄道人身障害事故）
上信電鉄上信線西山名駅西方約300m地点にある群馬県高崎市吉井町にある踏切で、小学校4年生の当時9歳の女子児童が踏切内に入り込み、高崎行き上り列車（2両編成）にはねられその場で死亡が確認された。
列車の運転士によると、当時約64km/hで惰行運転中であり、約50m手前で女児の侵入に気づき非常ブレーキ並びに警笛を鳴らすものの間に合わなかったとのこと。
あわせて、列車の運転士は、死亡した女児について、当時犬を連れており、走った犬を追いかけるように踏切内に入り衝突したと証言している。
現場の踏切は、警報機も遮断器も無い「第4種踏切」で、運輸安全委員会が調査官2人を派遣し事故原因を調査している。
本事故を受けて群馬県高崎市は起因となった第4種踏切を解消することを目指して2025年度より5年間をかけて上信電鉄が保有する高崎市内の第4種踏切21か所をすべて廃止する方向を打ち出し、地元との協議で廃止の合意が得られなかった場合には第1種踏切に改修するものとする。なお、その予算については上信電鉄に負担を求めず、保守・点検費用も含み市の予算と国の補助金で対応することを発表した。
過去にも群馬県富岡市の上信電鉄にある第4種踏切では2021年12月に94歳男性が死亡する事故があったとメディアは指摘している。
本事故を受けて群馬県富岡市は起因となった第4種踏切を解消する目的で、上信電鉄が保有する富岡市内に20か所ある第4種踏切を廃止する方針を発表した。廃止までの安全対策として車両の進入を防ぐガードパイプの設置や、見通しを良くするためのカーブミラーの設置を進めるとしている。
運輸安全委員会の調査によれば、女子児童は視力や聴力に問題なく、女子児童が犬を追いかけているように見えたものの、リード等で繋がれていたかはわからないとともに、犬は本列車と接触していないことが後の調査で判明した。

#### 南阿蘇鉄道高森線オーバーラン
★2024年（令和6年）4月15日9時44分頃 （本線逸走）
南阿蘇鉄道高森線が乗り入れているJR九州豊肥本線立野駅近辺で、南阿蘇鉄道の車両（MT-4000形1両編成）が停車しようと運転士がブレーキ操作を行ったがブレーキが利かずオーバーランし、所定の位置より約380m過ぎた位置で自然停止した。ケガ人はないものとみられる。(立野駅場内でATS警報による非常ブレーキも発動されたが停車に至らなかった目撃もある。)
南阿蘇鉄道によるとブレーキのコックにカズラが絡まったとしている。
南阿蘇鉄道は巻き付いたカズラを取り除き、約1時間半後に運行を再開した。
JR九州によると、事案の発生を受けて肥後大津駅 - 立野駅間を巡回したものの異常は見つかっていないとしている。
運輸安全委員会は本件を重大インシデントに認定し、16日に事故調査官を2名派遣した。

#### 近鉄奈良線車庫脱線事故
2024年（令和6年）4月26日13時20分頃 （列車脱線事故）
近鉄奈良線大和西大寺駅で、天理発大和西大寺行き急行（5800系6両編成）が、乗客を降ろして奈良市尼辻北町にある西大寺検車区に向かっていた途中、脱線した。
近鉄によると脱線したのは最後尾の6両目としている。
本事故の影響で近鉄奈良線や近鉄橿原線、近鉄天理線、近鉄京都線で遅れや運休が発生した。

#### 熊本市電信号見落としインシデント（2024年5月2日）
2024年（令和6年）5月2日6時30分頃 （信号見落とし）
熊本市電における一連の事故・トラブルおよび不祥事のひとつ。上熊本発健軍町行きの電車（2両編成）が上熊本停留場を出発する際、運転士が赤信号を見落とし出発。ポイントが切り替えられておらず車庫線に侵入し、運転士が気づき9m先で停車し、正しい軌道に戻って運行を継続した。
熊本市交通局によれば運転士は発車時刻の1分前に無線で上熊本停留場近くの事務所の運転指令に線路の切り替えを依頼するものの、運転指令は操作を忘れてたとしている。運転士は発車時刻になったので進行できると思い込んでたとしている。あわせて10m先には別の車両が待機されていた。
熊本市電は2024年中に走行中にドアが開く重大インシデント2回、連結部分が外れるインシデントを1回発生させており、熊本市交通局は5月中に第三者によるインシデント等検証委員会を発足させるとしている。
国土交通省九州運輸局によれば、本件については7日に報告を受け、前方の車両と衝突する可能性のある報告の必要なインシデントと指摘した。

#### 熊本市電信号見落としインシデント（2024年5月14日）
2024年（令和6年）5月14日16時45分頃 （信号見落とし）
熊本市電の健軍町発上熊本行き電車が、洗馬橋停留場手前の交差点に進入する際に電車信号が赤であったにも関わらず進入し通過した。車等との接触はなかった。
運転士は赤信号を見落としており、洗馬橋停留場に停車した後、駅の先にある踏切の遮断器がシステム上降りるはずなのに降りていなかった為信号無視に気付き、遮断機を復帰させ運転を再開した。
熊本市交通局によるドライブレコーダーの調査の結果、信号無視があったと断定された。
国土交通省九州運輸局によると本件は報告対象にあたらないとしているが、熊本市交通局は同月2日に赤信号で出発させた事象と類似していることからインシデントとして報告した。

#### えちごトキめき鉄道ディーゼル車脱線事故
2024年（令和6年）7月16日16時過ぎ（脱線事故）
えちごトキめき鉄道直江津運転センター内でディーゼル機関車が脱線。車両基地内での事故のため列車の運行には影響なし。

#### 東海道新幹線保守車両衝突事故
2024年（令和6年）7月22日3時37分頃（脱線事故、衝突事故）
東海道新幹線豊橋駅 - 三河安城駅間の上り線で保守車両同士が衝突・脱線。作業員4人が重軽傷を負った。
事故後JR東海は、東京駅 - 浜松駅間と名古屋駅 - 新大阪駅間で臨時の「こだま」を1時間に2本程度運行した。
ANAは羽田空港 - 伊丹空港間の臨時便を2往復設定した。
スカイマークは神戸空港→羽田空港、茨城空港→神戸空港の臨時便をそれぞれ1便ずつ設定した。
JALは羽田空港 - 伊丹空港間の1往復の定期便の機材を大型化し、かつ伊丹空港→羽田空港間の臨時便を1便設定した。
JR西日本は東海道新幹線と山陽新幹線の直通運転を取りやめ、新大阪駅での折り返し運転としたほか、迂回ルートとして北陸新幹線並びにサンダーバードの臨時列車を1往復設定した。
JR東海とJR西日本は東京駅、名古屋駅、新大阪駅に列車ホテル（宿泊施設非常代行）を開設し、約200人が利用した。
JR東海は駅混雑を防止するために、異例の「これからの来駅はお控えください」「混雑のため、新幹線と在来線とのお乗り換えを検討いただいても、ご乗車いただけるめどは立っていません」との見解を出した。
林芳正内閣官房長官は国土交通省でJR東海に対し「利用者へ適切に情報を提供しつつ、安全を確保した上で早期に運転を再開するとともに、原因を究明し、再発防止のための措置を講じ、報告を行うよう求めた」と指導をした。
大村秀章愛知県知事は「JR東海は大いに反省し、速やかに原因を究明して再発防止策を徹底していただきたい」とコメントした。
斉藤鉄夫国土交通大臣は「夏休みが始まった時期に大きな混乱が生じ、約25万人に影響したことを大変重く受け止めている。鉄道の安全・安定輸送の確保に向け、事業者を指導して参りたい」とコメントした。
事故原因と当日中の運転再開見込みがないことに対して、JR東海によれば保守車両の衝突について居眠り等のヒューマンエラーはなかったものとした上で、ブレーキ操作をするものの減速しなかったとすると共に、保守車両が衝突したことにより周囲に油が漏れていたり枕木の損傷があり、かつ脱線した保守車両を線路に戻しても自力走行ができなかったとしている。
最終的な原因として、ブレーキ装置の点検方法の誤りがあるとしている。追突した保守車両については動力車3両でバラスト運搬車6両で構成されており、約40km/hからのブレーキを掛ける力がほぼ効かなかったためとしている。

#### 新山口駅貨物列車脱線事故
★2024年（令和6年）7月24日12時32分頃（列車脱線事故）
大雨のため山陽本線新山口駅に一時停車していた福岡貨物ターミナル発東京貨物ターミナル行き貨物列車（EF210-341牽引、コンテナ貨車23両）が上り本線を出発する際、機関車に6軸ある先頭の進行方向1軸目が脱線。その後、当該車軸が折損していることが確認された。これを受けて、JR貨物は同様の構造の車軸を持つ車両を緊急に点検するなどした。
貨物に被害はなく、運転士にけがもなかった。
運輸安全委員会によると先頭の車輪が左側に脱線し、左右の車輪をつなぐ車軸が折れていたとしている。
この事故の調査過程で、JR貨物の北海道支社輪西車両所、関東支社川崎車両所、関西支社広島車両所で輪軸組立作業時の検査データを改ざんする不正行為があったことが9月に明らかにされ、この事故で脱線した車両も不正行為があった車両と発表された。ただし脱線の原因は調査中としている。

#### 熊本市電脱線事故（2024年7月）
2024年（令和6年）7月26日11時15分頃（列車脱線事故）
熊本市電における一連の事故・トラブルおよび不祥事のひとつ。熊本市西区を走行中の熊本市電が、田崎橋停留場を出発した後ポイントで本来と違う方向に向かい、車両はレールから約10センチ横に脱線した。乗客乗員4名にけがはなかった。
熊本市電のトラブルは同年に入って既に9件に達している。
熊本市交通局は本事故を重大事故と認定。原因は脱線か所のレールと車輪がすり減っていたためとしている。本事故を受け分岐器通過速度が15km/hであったものを5km/hで通過するものと規定を見直した。

#### 鹿児島市電脱線事故（2024年8月）
2024年（令和6年）8月3日14時10分頃（列車脱線事故）
鹿児島市電鹿児島駅前停留場付近で、同停留場行の電車が脱線。この事故の影響で、同市電は同停留場 - 朝日通停留場間で運行を見合わせ、鹿児島市営バスによるバス代行を行った。

#### 後藤総合車両所内接触事故
2024年（令和6年）8月29日（列車接触事故）
後藤総合車両所構内で、285系が検査のため移動していたところ、留置中の廃車予定の381系と接触。これにより285系は車体が損傷し、修繕に時間を要するため、10月14日以降、一部の『サンライズ出雲』が運休となった。

#### 東北新幹線車両分離インシデント（2024年）
2024年（令和6年）9月19日8時7分頃（車両障害）
盛岡・秋田発東京行き東北新幹線「はやぶさ・こまち6号」（E5系10両編成＋E6系7両編成）が古川駅 - 仙台駅間を315km/hで走行中、両列車を連結していた10号車 - 11号車間の連結器が突然外れ、自動的に非常ブレーキがかかり緊急停止した。
この影響により東北新幹線は東京駅 - 新青森駅間で約5時間にわたり運転を見合わせた。東北新幹線の救済のためJR東日本は常磐線特急「ひたち」9号・26号を臨時快速列車としていわき駅 - 仙台駅間を延長運転する措置を取った。
本インシデントを受けて、JR東日本は併結運転を行うE2系、E3系、E5系、E6系、E8系の全96編成の目視による連結部の外観検査を行うとしている。その後、同社の調査で連結器内部の電気系統に何らかの異常が生じた可能性があるとみていることが分かった。
運輸安全委員会によれば、安全装置が作動し事故のおそれがなかったことから、重大インシデントにはあたらないとしている。
JR東日本によれば、当該の連結装置について人為的な切断の可能性は低く、5km/h以下の速度でないと分離や併合の操作をしても作用しないが、強制分離はその限りではないとしていると共に、万が一故障や誤作動が起きても常に安全側に動作するようにする「フェイルセーフ機構」が働き、分離を検知して自動的に減速したとしている。
JR東日本は26日、当該列車のE6系並びにE6系10編成について、連結をやりなおす際に使用する運転台にある連結器を強制的に分離するスイッチの裏側から、製造時の削りくずと見られる金属片を発見した。この金属片の影響で強制分離スイッチの短絡が起きて連結器が分離した可能性が高いものとしていると共に、再発防止策として強制分離スイッチの配線を取り外して無効化するとしている。

#### 肥薩おれんじ鉄道野田郷駅脱線事故
★2024年（令和6年）9月24日11時35分頃（列車脱線事故）
新八代発川内行き列車が野田郷駅に進入する際、運転士が異音に気づき非常ブレーキをかけ停車。先頭の車輪が進行方向左側に脱線した。事故のため、出水駅 - 川内駅間は25日まで運転を見合わせた。

#### 熊本市電信号見落としインシデント（2024年10月）
2024年（令和6年）10月1日16時45分頃 （信号見落とし）
熊本市電における一連の事故・トラブルおよび不祥事のひとつ。熊本市電の運転士が、交差点で右折車に気を取られ、信号が進行を現示していないにもかかわらず、直進した。運転士はこの時は気付いておらず、目撃していた乗客からの連絡で発覚した。

#### 鹿児島市電脱線事故（2024年10月）
2024年（令和6年）10月3日12時20分頃（列車脱線事故）
鹿児島市電谷山停留場構内の分岐器で、同停留場行き電車が脱線。乗客・乗員計約20人に負傷者はいなかった。事故後、谷山停留所から40メートル手前に臨時の停留所を設置し通常通り運行を行った。
同月5日、鹿児島市交通局はカーブの終わりで遠心力が大きくかかったことによる横圧が原因と発表。脱線箇所に脱線防止ガードを設置し、5日の18時半に谷山停留所の使用を再開した。

#### いすみ鉄道いすみ線脱線事故
★2024年（令和6年）10月4日8時8分頃（列車脱線事故）
千葉県いすみ市苅谷のいすみ鉄道いすみ線苅谷踏切付近で、大原発上総中野行き下り列車（2両編成）が42km/hで走行中に脱線した。
鉄道局安全監理官室によると国吉駅 - 上総中川駅間を走行中に異音と揺れを感じたため停車。8つある車軸のうち6つが脱線していたとしている。乗員1名と乗客104名にはケガ人はなかった。
いすみ鉄道によれば、木製の枕木の経年劣化による腐食が本事故の原因としている。
現場付近の線路については夷隅川沿いで水分量が多く枕木が朽ちやすい地域であることは認識しており、同年11月20日までに枕木を交換する予定だったとしている。
なお、いすみ鉄道は2023年1月25日に国土交通省関東運輸局より保線の不備に関する行政指導などを受けており、2020年12月10日付けで自動列車停止装置(ATS)動作試験未実施、車両検査未実施に関する行政指導を受けており、それ以外にも既にこの頃より県民から千葉県総合企画部交通計画課に対して「このままでは、いすみ鉄道で脱線の恐れがある」という通報がなされており、問題ある箇所などを指摘した詳細なレポートを県に提出されており、県はこのことについていすみ鉄道に報告を行ったという。2024年6月に行政指導の内容が改善できているかの保安監査を実施したところ、改善できていない箇所があったといい、毎年300本の木製枕木をコンクリート製のPC枕木に交換を進めていた最中に事故が発生した。事故後の同年10月18日付で関東運輸局は6月の保安検査に対する改善指示文書を送付したものの、担当者は「分量が多すぎて口頭で簡潔に伝えることが難しい」という。いすみ鉄道は関東運輸局からの改善指示に対し、「技術的に自力で直すことができない」という趣旨の発言をしており、改善指示が発生した原因について、「対処方法や管理方法について十分理解していなかった」「計測業者からの検査報告書の確認を十分に行っていなかった」ということを理由と挙げている。
鳥塚亮元社長が退任した2018年以降、2022年頃より保線の不備などがSNS上で指摘されるようになり、事故を懸念する発言もみられるとともに、2021年11月4日に行われたいすみ市議会で、大曽根信太郎市議会議員はいすみ鉄道の度重なる行政指導並びにいすみ鉄道の安全性について一般質問をしたところ、いすみ市の企画政策課長が「運行に支障をきたす問題はない」等と虚偽の答弁をした経緯があるとみられる。
いすみ鉄道は同月末までの運行再開を目標としていたが、第三者の専門機関から軌間が広がっていることが指摘され、かつ枕木が劣化しているために安全に走行することができないという結果となり、翌月早々に専門機関と工事業者と復旧工事計画を立ててからでないと復旧時期を示すことができないとの見解を示した。
脱線車両についても、脱線箇所のレールを復旧後車両基地のある大多喜駅に移送する予定であったが、軌間が広がっていることが判明したために移送は断念され、2024年12月半ばを過ぎても留め置かれている。いすみ鉄道によれば2025年1月の時点で車両が放置されている理由として「事故現場と車両基地のある大多喜駅との間で、車両を移動させる前に補修工事が必要な個所があり、現在、作業を行っている」との見解であるが、2025年4月時点でも車両は残置されており、復旧の見込みは立っていない。
いすみ鉄道では2008年度からみなし上下分離方式を導入しており、鉄道などのインフラ部分を道路などと同じ社会資本として捉えており、線路維持費等のインフラ部分の修繕費などの費用は自治体が補助している。利用者の多い大原 - 大多喜間を復旧するも線路の修繕費用に最大3億円程かかる見込みで、これらは経営安定基金から1億円を取り崩すすと共に、千葉県並びに沿線4つの市・町の予算で全額を賄う予定としている。千葉県は2025年1月にまとめた補正予算案で1億円を計上している。
運行の再開についていすみ鉄道によれば「現在、大原 - 大多喜間で実施している枕木交換や軌道整備に加え、試運転にも一定の期間を要することから、これらにかかる施工計画を立てるためには、もう少し時間がかかると見込まれる」との見解である。
現在大井川鉄道の社長を務める鳥塚亮元社長によれば、「強いて言うのであれば、今回は第三セクターの悪い面が表面化したのではないか。公募社長うんぬんを議論する気はないが、鉄道経営に対してもう少し真剣になるためのフェールセーフ機能が存在していないことも遠因ではないか」と述べた。
メディアの取材に対し、いすみ鉄道の古竹社長は4月26日に「安全を重視して慎重にやっている。JR東日本千葉支社の応援・協力をお願いし専門家も入っている。その中で方向付けをしている最中。記者会見などをなるべく早い段階でさせてもらうことしかいまのところは言えないと思うが、社内の体制も含めリニューアルさせながら、今回のことだけでなく、過去の部分も含めきっちりもう一回見直していくところに来ていると思う」とコメントしている。
脱線車両については事故後約8か月間、事故現場に停留している状態であったが、2025年6月3日に2両とも大多喜駅へ回送された。
いすみ鉄道では2025年6月現在、大原-大多喜間の復旧費用について代行運送費用も含み約14～5億円がかかっており、必要な経費に対する支援を県や関係市町に要請した。

#### 万葉線車止め衝突事故
2024年（令和6年）10月20日7時30分過ぎ（列車衝突事故）
万葉線高岡駅で越ノ潟駅始発の電車が停車の際、車止めに衝突。事故の衝撃で乗客1名が転んで顔を打撲するケガを負った。
衝突時の速度は10km/h以下とみられる。

#### 伊予鉄道におけるドア開き走行
★2024年（令和6年）11月6日17時過ぎ（車両障害）
伊予鉄道城南線警察署前停留場 - 勝山町停留場を走行中に電車の左前のドアが突然開いた。
運輸安全委員会は本件を重大インシデントに認定。調査官3名を現地に派遣した。

#### 熊本市電信号見落としインシデント（2024年11月）
2024年（令和6年）11月9日6時20分頃（信号見落とし）
熊本市電における一連の事故・トラブルおよび不祥事のひとつ。上熊本発健軍町行き電車の50歳代の男性運転士が、交差点で赤信号で停止中に、左折矢印が現示されたのを誤認して直進した。目撃者が熊本市交通局に連絡したことで発覚した。
交通局は、度重なる運行トラブルにより、9月に九州運輸局から改善指示を受けており、10月に中間報告書を同運輸局に提出していたが、それ以降でも2例目のインシデントとなった。

#### 瀬戸大橋線架線切断事故
2024年（令和6年）11月10日7時37分頃（架線トラブル）
本四備讃線（瀬戸大橋線）上り線の宇多津駅 - 児島駅を80km/hで走行していた高松発岡山行き快速マリンライナー10号（223系5000番台＋5000系、7両編成）が、児島駅の約4km手前の下津井瀬戸大橋で計器の異常に運転士が、車掌が異音にそれぞれ気づき両者とも非常ブレーキを操作。香川県坂出市の櫃石島近くの約500m過ぎた所で停車。架線の切断が確認された。
状況としては児島駅の南約4kmの地点で架線が切れ、架線を支える部品が損傷しており、当該車両についても3つあるパンタグラフ全てが壊れ、自力走行できない状態となっていた。
乗客の証言によれば「4号車のあたりから、上の何かがバーンと落ちたみたい。煙が出て火花が散って、そのままストップした。煙が出ていたので全員後ろの車両に行きました」「電気は非常用以外全部消えていました。トイレは使えるんですけど水が流れない状態だったのですごく不衛生でした。時間が経つにつれて、憔悴しきっていたような印象を受けました」という。
乗客約150名にケガはなかったものの、瀬戸大橋上での停車時間が長時間にわたったため、乗務員が体調不良者の有無を確認していた。
JR四国は立往生してから約5時間半後に現場の下り線に救援列車を横付けし、その約30分後から乗客の救出を開始し、下り線を逆走して岡山県倉敷市の児島駅まで輸送した。
JR四国は乗客を避難させる上で最も安全な方法を、下り線に救援列車を入れて乗客に幅70cmの渡り板で渡ってもらう方法を結論づけたが、結果として5時間半もかかってしまったことについて謝罪している。同社内では別の列車で当該列車を牽引することや現場までバスで向かい乗客に乗り換えてもらう案も出たが、架線が切断しており危険なことや乗客が橋上を歩くのは危ないと思い、対応を実行するのに時間がかかったとしている。
現場の架線については目視検査は同月5日 - 6日、検測車は9月26日に実施しており、いずれも異常がなく、当該列車の10分前に特急列車も先行しており、気象も問題はなかった。
JR四国は同月9日に起きた四国地方の大規模停電とは関係ないとしている。
その後の調査で、異常な発熱によって架線が破断したものと特定したが、発熱の原因については不明である。
JR西日本もJR四国に対してスタッフの派遣や乗客に水や軽食を提供するなどの「応援派遣」を行い、それらはうまくいったものの、その着手に時間がかかったことが大きな問題であるとしている。今後は非常時にJR四国と円滑に意思疎通するための仕組みづくりの構築や合同訓練の強化などで改善を図りたいとしている。
原因調査の主体はJR四国であるものの、車両の調査はJR西日本と共同で取り組む方針を示している。
斉藤鉄夫国土交通大臣（当時）は同月11日、公明党代表就任に伴う退任会見で「多くの利用者が影響を受けたことを重く受け止めている。JR四国に鉄道の安全安定を適切に指導していきたい」とコメントした。
JR四国によれば、本四備讃線で2012年1月に車両故障で快速が約4時間、2018年3月に強風で特急が約5時間止まった事例があり、ここ数年は強風が予想される時は計画運休としている。
JR四国による乗客救護の経過は以下の通り 。
- 7時37分 当該列車が下津井瀬戸大橋上で緊急停止。
- 9時40分頃 児島駅から救援列車を出発させて当該列車に横付けし、乗客に乗り換えてもらうことを決定。
- 10時30分頃 乗客を岡山方面に運送することを決定。
- 12時49分 救援列車が児島駅を出発。
- 12時59分 救援列車が当該列車の横に到着。
- 13時29分 乗客の乗り換えが完了。
- 13時48分 救援列車が現場を出発。
- 14時15分 救援列車が児島駅に到着。

JR四国によれば約5時間半待たせてしまった理由として、乗客の救護に使用する「渡り板」が所在不明で約2時間かかってしまったことを明らかにした。渡り板は1988年の瀬戸大橋開業時に常備され、本来は児島駅・坂出駅・宇多津駅に配備されているとして、2012年、2016年の乗客の救護訓練でも使用していたが、配置場所はマニュアルにに記載していたが、配置場所を変更した際マニュアルを修正できておらず、児島駅の渡り板の所在がわからず坂出駅配備の渡り板を児島駅まで車で運送したことにより時間を要したとしている。
あわせてJR四国は乗客に迅速に飲料や軽食を提供できなかったことを課題としており、オペレーションに問題があったとしている。

#### 函館本線貨物列車脱線分離事故
★2024年（令和6年）11月16日1時40分頃（列車脱線事故）
名古屋貨物ターミナル発札幌貨物ターミナル行き第3087列車（機関車1両＋コンテナ貨車20両）が、函館本線の森駅 - 石倉駅間にある鷲ノ木道路踏切付近を走行中、後部が引っかかれる感触があり非常停止。確認を行ったところ貨車5両が脱線しており、最後尾の貨車は約30m分離していた。
脱線は約600m手前から発生した痕跡があり、レールの損傷が3か所確認されたほか、1m以上レールが破断していた。
当該貨物列車に過積載はなく、脱線地点を15分前に通過した下り列車にも異常はなかった。この事故の影響で、函館本線では森駅 - 長万部駅間で16日始発から運転を見合わせ、17日からは函館駅 - 長万部駅間でバスによる代行輸送が実施された。19日から運転を再開した。
JR北海道によると、当該踏切のレールに腐食があったとしている。当該踏切の検査過程で、木製の「敷板」を外さずに検査を行っていたため、レール側面の腐食に気づかなかったとしている。

#### 東海道本線保線作業員死傷事故
★2024年（令和6年）12月10日 3時頃（鉄道人身障害事故）
午前3時頃、静岡県浜松市中央区の東海道本線の高塚駅付近の線路上で、線路内でレール溶接作業中だった東海旅客鉄道の保守係員1名が貨物列車にはねられ死亡した。
上り線のレール溶接作業をしていたが、死亡した職員は下り線にいた。
列車の運転士は非常停止手配を執ったが触車した。

#### 鹿児島本線貨物列車脱線事故
★2024年（令和6年）12月12日 3時頃（列車脱線事故）
午前3時頃、鹿児島県薩摩川内市平佐町の鹿児島本線の川内駅付近の線路上で、EF81 406号機牽引の貨物列車（熊本操車場発鹿児島貨物ターミナル駅行き）がポイント通過中、機関車と貨車2両が脱線した。貨物列車の運転士が横揺れを感じて非常ブレーキを操作した。運転士にけがはなかったが、脱線車両の撤去に時間を要し、またレール・枕木・分岐器などが大きく損傷したため、川内 ‐ 隈之城間が2週間以上にわたり不通となり、12月31日16時以降に運行を再開した。

#### 東青森駅構内脱線事故
2024年（令和5年）12月30日朝（列車脱線事故）
青い森鉄道線東青森駅で、JR貨物が運行する貨物列車が脱線。JR貨物が作業員らを現地に派遣した。
この事故の影響で、青い森鉄道は野辺地駅 - 青森駅間で運休となり、八戸駅 - 野辺地駅間で折り返し運行を行ったが、全線での復旧の見通しは立っていない。
現場付近は29日夕方からの積雪の影響で、除雪作業が間に合わず、30日には全線で計32本の運行を休止していた。

#### 熊本市電脱線事故（2024年12月）
2024年（令和6年）12月31日15時20分頃（列車脱線事故）
熊本市電における一連の事故・トラブルおよび不祥事のひとつ。熊本市中央区を走行中の熊本市電が、熊本城・市役所前停留場付近で脱線した。乗客乗員32名にけがはなかった。

### 2025年

#### JR七尾線火災事故
2025年（令和7年）1月25日12時50分頃（列車火災事故（異電源区間冒進、直流冒進によるもの）、電気火災事故）
西日本旅客鉄道（JR西日本）七尾線金沢発七尾行き下り普通列車（521系100番台、2両編成）が中津幡駅に到着した際、乗客から屋根から煙があがっているとの申告が運転士にあり、運転士が消防に通報。原因は本来津幡駅を通過後に運転士が手動で交流20000Vから直流1500Vに切り替えなければならなかったものを、運転士の操作が遅れたため列車が交流の設定のまま直流区間に冒進、直流区間に大きな電流が流れ、出火に至った。火は約15分で消し止められ、約150名の乗客にはケガ人はいなかった。22本が運休し、約1710人に影響した。
火や煙が出たのは2両目のパンタグラフ付近。当該列車はパンタグラフなどの設備が損傷して自力走行が不可能となり、救援列車に牽引されて19時45分頃に隣の本津幡駅に移動した。
なお、常磐線のように交直切り替えを自動化することも不可能ではないが、鉄道ジャーナリストの梅原淳によると費用がかかるためとしている。あわせてワンマン運転であるゆえ、配慮すべきことが多いことをメディアは指摘している。
521系100番台ではデッドセクションの進入直前に運転席で音声により「交直切り替え」とアラームが発せられていること、並びに運転時刻表にも黄色のシールで「交直セクション」の文言があることがメディアの取材によって明らかにされている。
JR西日本によれば運転士は「切り替えの意識が一時的に低下していた」としている。
JR西日本は詳しい原因を調べている。
同区間で同様の事故は2016年にも起きており、同様の事故は2024年だけでもハピラインふくい線で2度起きており、それ以外の区間においても同様の事故は何度か起きているが、いずれも機器故障にはなったものの出火には至っていない。

#### 奥羽本線高畠駅除雪用車両脱輪事故
2025年（令和7年）2月8日3時40分頃（脱線事故）
奥羽本線高畠駅構内で除雪用のモーターカーの車輪の1つが雪の重みで脱輪。山形新幹線の福島駅 - 新庄駅で運転を見合わせた。

#### えちぜん鉄道落石脱線事故
★2025年（令和7年）3月2日5時26分頃（列車脱線事故）
えちぜん鉄道勝山永平寺線比島駅付近で勝山発福井行き始発列車（2両編成）が落石と衝突して脱線。乗員乗客にはケガ人はいなかった。運輸安全委員会は鉄道事故調査官2人を派遣した。

#### 東北新幹線車両分離インシデント（2025年）
★2025年（令和7年）3月6日11時30分頃（車両障害）
東京発秋田・新青森行き東北新幹線「こまち・はやぶさ21号」（E6系7両編成＋H5系10両編成）が上野駅 - 大宮駅間（西日暮里駅近辺）を約60km/hで走行中、両列車を連結していた11号車 - 10号車間の連結器が突然外れ、自動的に非常ブレーキがかかり緊急停止した。はやぶさとこまちの間は約8mの間を開けて停止した。
東北新幹線と上越新幹線は全線で、北陸新幹線は東京駅 - 長野駅間で運転を見合わせ、上下111本が運休し、166本が最大5時間遅れ、約15万2800人に影響した。
当該列車にはあわせて642人が乗車していたものの、けが人などはおらず、車両点検で約3時間半停止し、それぞれ単独編成として大宮駅まで走行後、後続の列車に乗り換えた。大宮駅で乗客におにぎりや飲み物が用意された。
JR東日本によれば、当該列車の前列車である「はやぶさ・こまち10号」（新函館北斗・秋田発東京行き）の盛岡駅での併合作業は通常通り行われた。
本インシデントを受け、JR東日本は原因が究明できるまですべての東北新幹線と山形新幹線・秋田新幹線の併結を中止するとしていたが、14日より連結機器を固定する器具を取り付けて併結運転を再開するとしている。この器具を取り付けることにより電気信号に異常を感じても連結部分が外れることはなくなるとしている。この固定用の金具はもともとあるものではなく、今回の対策のために制作したものであり、強度は十分としており、12日に試験走行をして検証を行うとしている。
運輸安全委員会は「同型の車両が2度以上インシデント事象となる列車分離を発生した」ことから本インシデントを鉄道重大インシデントと認定。3名の事故調査官を指名して、7日午後に宮城県宮城郡利府町の新幹線総合車両センターへ立ち入り調査に入った。
林芳正内閣官房長官はこの日の第217回国会・参議院予算委員会（令和7年度予算案基本的質疑）散会後の記者会見で「昨年9月と同様の分離事案が起きたことを踏まえ、安全対策を徹底していただきたい」とコメントし、国土交通省やJR東日本に対し原因究明や再発防止などの検討の指示をした。
JR東日本によれば、連結部に損傷はなかったというが、E6系側の可能性が高いとしておりE6系を重点的に調査するとしており、電気的な指令で分割をしているので、回路の異常や端子のトラブルを含めて調査していくとしている。あわせてJR東日本は「E6系側において、何らかの原因により電磁弁が動作したことで連結器を分割させる動作が発生」と推定経緯をまとめている。
鉄道ジャーナリストの梅原淳によれば「ロックされている連結部分が半年の間に2度外れるのは異常事態」「自動ブレーキが同時に故障したり、後方車両の停止部分が下り坂だったり、天候によりスリップする可能性もゼロではない」とコメントしている。
運輸安全委員会の初期調査によれば、2024年9月にインシデントを起こした同じ事業者、同じ車両形式で起きていることに注目している。
運輸安全委員会はインシデント後数日で当該車両のJR北海道所有のH5系の保全命令を解除しており、運用に復帰している。あわせて運輸安全委員会は4月21日付けで当該車両のE6系の保全命令を解除しており、運用に復旧する予定である。
JR東日本は連結器の分離動作を防ぐシステムを開発、導入すると発表した。異常な電気信号が発せられた際に従来とは別の系統からも分離動作を防ぐシステムで、導入時期は未定としている。

#### 東武鉄道館林派出所構内脱線事故
2025年（令和7年）3月21日10時40分頃（列車脱線事故）
東武鉄道館林駅から南栗橋車両管区館林派出所に回送中だった太田発館林行普通列車（850型3両編成）が、何らかの原因で先頭車両の一部の車輪が脱線した。
この事故による負傷者は出ておらず、列車の運行にも影響は出なかった。
東武鉄道は脱線の原因を調査している。

#### 熊本市電追突事故
★2025年（令和7年）3月25日8時30分頃（列車衝突事故〈列車同士の追突〉）
熊本市電における一連の事故・トラブルおよび不祥事のひとつ。熊本城・市役所前停留場で、A系統田崎橋行として電停に停車中の電車（1060形1063号）に、後続のB系統上熊本行電車（1090形1096号）が追突した。
熊本市交通局によれば、追突した電車の運転士はブレーキ操作を行ったものの、ブレーキがかからず、非常ブレーキもかけたものの減速が間に合わずに17km/h以上の速度で追突したといい、事故が起きた場所から数十mにわたって、レールに塊状になったオイルが付着しているのが確認されたという情報もある。
また、追突した電車は、直前の通町筋停留場では正常に停止していた上、事故直後の交通局による暫定調査ではブレーキ機器の異常は無いとされた。
それぞれの電車とも、乗客20 - 30人が乗車しており、追突した電車の乗客2人が骨折の重傷、乗客4人と追突された電車の運転士が軽傷を負った。ただし、当初負傷者は全員軽傷であると発表されており、メディア等からは体質についての痛烈な批判を浴びた。
調査過程で、後続電車が内規を上回る速度で衝突していたことが明らかになったが、そもそも熊本市電の旧型車両には速度計が付いていなかった。このことから熊本市は、事故後に全ての車両に速度計を設置することを検討したが、国土交通省は「路面電車は運転手の技量により安全を確保する」として、必ずも速度計を義務付けない従来からの方針を示した。

#### 宗谷本線脱線事故
★2025年（令和7年）4月8日6時40分過ぎ（列車脱線事故）
宗谷本線天塩中川駅 - 問寒別駅間を走行していた音威子府発稚内行普通列車（列車番号：4321D キハ54形500番台 キハ54 502 1両編成）が、走行中に縦揺れを感じたため非常停止。運転士が確認したところ、線路の道床（バラスト）が流失し、車両後部の車軸2軸が脱線しているのが見つかった。当時、列車には乗客はおらず、運転士・車掌とも負傷者はいなかった。
事故現場付近では、盛土が約46メートルにわたって崩落しており、JR北海道は脱線との関連を調査している。また、運輸安全委員会が調査官2名を現場に派遣している。
この事故および盛土崩落の影響で、同線は音威子府駅 - 稚内駅間で運行を見合わせたが、4月26日に運転を再開した。

#### 長野電鉄長野線衝突破損事故
★2025年（令和7年）5月21日17時50分頃（鉄道人身障害事故）
17時50分ごろ、長野電鉄長野線須坂駅 - 日野駅間を走行していた信州中野発長野行各駅停車（8500系T4編成、3両編成）の先頭車両デハ8514が、強風によって飛ばされた金属製のパイプでできた農機具小屋と衝突し、前面・側面の窓ガラスが破損。乗客1人が死亡し、2人が負傷した。列車の運行中に発生した旅客死亡事故は、刑事事件を除くと2005年のJR羽越本線脱線事故以来、約19年ぶり。
死亡した56歳の会社員は、パイプやガラスが当たったことによる頭蓋内損傷が死因とみられる。また、56歳と65歳の公務員2人も頭部を負傷したが、軽傷とみられる。
当時、事故現場の須坂市を含む長野県北信地方には竜巻注意情報が発表されていたため、須坂駅の隣の北須坂駅では17時39分から4分ほど運転を見合わせており、その7分後に事故が起きたことが発覚した。同線は長野駅 - 須坂駅で運転を見合わせていたが、19時に運転を再開した。この突風は気象庁によると、積乱雲から強い風が吹き下ろすダウンバースト、もしくは積乱雲からの下降気流の先端と周囲の暖気の間で生じるガストフロントの可能性が高いとしており、事故当時は秒速約30mの突風が吹いたとみられる。
近隣の住民の証言によると、小屋は1か月前ほどに線路脇に農機具を囲うように建てられていたという。小屋の所有者によれば、小屋は事故の1週間ほど前に自分で作り始め、まだ建設途中だったという。長野県警察と運輸安全委員会が原因を調べている。

#### 東京メトロ副都心線東新宿駅におけるポイント損傷
2025年（令和7年）7月28日14時50分頃（その他の事故）
東京メトロ副都心線で、ダイヤの乱れにより、一部列車に運休が発生。これにより、トラブルを起こした列車は、当初急行運転だったのを各停運転に変更となったが、この時に司令員が、当該列車の運転士に対して列車種別の変更を伝えるのを怠った。そのため、東新宿駅では、後発の急行を先行させねばならなかったのにも関わらず、各停となった当該列車の運転士が先発してしまい、分岐器を無理にこじ開けたことで故障が発生した。
この事故の影響で、副都心線は一時全線で運行を見合わせ、23時頃に全線で運行を再開したが、約20万8,000人の利用者に影響が出た。

#### JR貨物北九州貨物ターミナル駅脱線事故
2025年（令和7年）8月7日6時45分頃（列車脱線事故）
JR貨物北九州貨物ターミナル駅構内で機関車1両が脱線。原因としては運転士が停止位置に停車する際誤ってオーバーランし、車止めに乗り上げ脱線し、その後電柱に衝突し、電柱が折れた。
JR九州によればこの影響でほぼ同時刻に停電が発生し、鹿児島線の門司港-小倉間で午前7時半頃まで運転を見合わせ、特急列車を含む上下28本運休し、約14,000人に影響した。